# Nhà Minh
Nhà Minh, quốc hiệu chính thức là Đại Minh, là triều đại cai trị Trung Quốc từ năm 1368 đến năm 1644 sau sự sụp đổ của nhà Nguyên do người Mông Cổ lãnh đạo. Nhà Minh là hoàng triều Trung Quốc cuối cùng của người Hán. Mặc dù kinh đô chính Bắc Kinh đã thất thủ vào năm 1644, trước cuộc nổi dậy do Lý Tự Thành (người thành lập nhà Đại Thuận sớm bị thay thế bởi nhà Thanh của người Mãn Châu) cầm đầu, nhiều quốc gia tàn dư được cai trị bởi những thành viên còn lại của hoàng tộc nhà Minh – gọi chung là Nam Minh – vẫn tồn tại cho đến năm 1662.
Minh Thái Tổ ra sức xây dựng một xã hội gồm các cộng đồng nông thôn tự túc được sắp xếp theo một hệ thống khắt khe, bất dịch, nhằm đảm bảo và hỗ trợ một lớp binh lính dài hạn cho triều đại của mình; quân đội thường trực của đế quốc có quân số hơn một triệu người và các xưởng đóng tàu hải quân ở Nam Kinh là lớn nhất thế giới đương thời. Minh Thái Tổ cũng rất cẩn thận trong việc tiêu trừ quyền lực của tầng lớp hoạn quan và các đại thần ngoại tộc, phân phong lãnh thổ cho nhiều người con trai trên khắp Trung Quốc rồi cố gắng răn dạy các vương gia này thông qua Hoàng Minh Tổ huấn, một bộ chỉ thị rường cột được ban hành từ trước. Hoạch định của Minh Thái Tổ sớm đổ bể khi hoàng đế thiếu niên kế vị ông, Minh Huệ Tông, cố gắng hạn chế quyền lực trong tay những người chú của mình, thúc đẩy chiến dịch Tĩnh Nan, một cuộc nổi dậy đưa Minh Thành Tổ lên ngai vàng vào năm 1402. Minh Thành Tổ chọn Yên Kinh làm kinh đô mới, đổi tên nơi này thành Bắc Kinh, cho xây dựng Tử Cấm thành, khôi phục Đại Vận Hà và đưa các kỳ khoa cử trở lại vị trí số một trong công tác tuyển dụng quan lại. Ông tưởng thưởng cho các hoạn quan phò tá mình, dùng họ như một đối trọng chống lại các sĩ đại phu Nho giáo. Hoạn quan Trịnh Hòa là người dẫn đầu bảy chuyến hải trình lớn thăm dò Ấn Độ Dương, đến tận Ả Rập và các bờ biển phía đông châu Phi.
Sự phung phí tài nguyên được các tân hoàng đế và đảng phái mới trong triều đình hạn chế bớt, chấm dứt hoàn toàn sau khi Minh Anh Tông bị bắt trong trận Thổ Mộc bảo năm 1449. Triều đình để cho quân chủng hải quân ngày một xuống cấp trong khi điều động lao dịch xây dựng tường rào Liêu Đông, kết nối và gia cố các đoạn Vạn lý Trường thành như hình hài của nó ngày nay. Các cuộc điều tra dân số rộng khắp đế quốc vẫn được tiến hành mười năm một lần, nhưng mong muốn trốn tránh lao dịch và sưu thuế của dân chúng, cùng với những trở ngại trong việc bảo quản, xem xét các kho lưu khổng lồ ở Nam Kinh khiến người ta khó mà thu được số liệu chính xác. Ước tính dân số cuối thời nhà Minh dao động từ khoảng 160 đến 200 triệu người, các khoản thu cần thiết bị vắt kiệt từ số lượng nông dân ngày càng ít đi do có nhiều hơn những người biến mất khỏi các biên bản chính thức hoặc "tặng" đất đai của mình cho hoạn quan hay nhà chùa được miễn thuế. Luật Hải cấm vốn để bảo vệ bờ biển khỏi "hải tặc Nhật Bản", biến nhiều người dân trở thành tội phạm buôn lậu hoặc cướp biển.
Đến thế kỷ 16, việc châu Âu mở rộng thương mại – mặc dù chỉ giới hạn ở các hòn đảo gần Quảng Châu như Ma Cao – đã mang nhiều loài thực vật, động vật và hoa màu từ châu Mỹ đến Trung Quốc, đưa ớt vào ẩm thực Tứ Xuyên, giới thiệu ngô và khoai tây năng suất cao, những loại lương thực làm giảm nạn đói, thúc đẩy gia tăng dân số. Hoạt động giao thương phát triển của Bồ Đào Nha, Tây Ban Nha và Hà Lan, sản sinh nhu cầu mới đối với hàng hóa Trung Quốc cũng như tạo ra một dòng nhập khẩu bạc khổng lồ từ Nhật Bản và Tân Thế giới. Lượng kim loại dồi dào này đã tái tiền tệ hóa kinh tế nhà Minh khi mà tiền giấy bị siêu lạm phát nhiều lần và không còn được tin dùng. Trong khi các nhà Nho truyền thống phủ nhận vai trò hết sức nổi bật của thương mại cùng lớp người giàu mà nó vừa tạo nên, trường phái Nho giáo phi chính thống được Vương Dương Minh giới thiệu lại có một thái độ ôn hòa hơn. Những cải cách thành công ban đầu của Trương Cư Chính tỏ rõ sự tàn phá khi nền nông nghiệp lâm vào tình trạng đình đốn do tác động của Tiểu băng hà cùng với những thay đổi trong chính sách của Nhật Bản và Tây Ban Nha khiến nguồn cung bạc cần thiết để nông dân nộp thuế nhanh chóng bị cắt đứt. Những nhân tố kể trên kết hợp với mất mùa, lũ lụt và dịch bệnh khiến nhà Minh sụp đổ trước cuộc khởi nghĩa nông dân của Lý Tự Thành. Không lâu sau, người Mãn Châu lãnh đạo Bát kỳ tiêu diệt Lý Tự Thành, sáng lập nhà Thanh.

## Từ nguyên
“Minh” (tức “ánh sáng”) được cho là có liên quan mật thiết tới Minh giáo. Theo tôn giáo này, vũ trụ là chiến trường bất tận giữa hai thế lực ánh sáng (thiện) và bóng tối (ác). Từ năm 1367, triều đình Chu Nguyên Chương đã coi Minh giáo và nhiều tín ngưỡng dân gian khác là ô uế và dị đoan. Nhiều nghi vấn trong việc đặt tên triều đại khi chính Chu Nguyên Chương cũng sớm nhận thức được Minh giáo là một vết nhơ đối với uy tín hoàng gia. Không có lời giải thích nào thực sự thỏa đáng, người ta chỉ phỏng đoán các cố vấn Nho giáo vẫn chưa tẩy được hết sự mê tín khỏi tư duy của tân hoàng đế.
Trái với truyền thống Trung Quốc, Chu Nguyên Chương học theo người Mông Cổ, chọn tên triều đại biểu trưng tư tưởng thay vì theo tên khu vực địa lý. Ông không đặt tên triều đại là "Ngô" dù từng giữ tước Ngô Quốc công và Ngô vương. Hoàng đế có thể đã hy vọng rằng bóng dáng Minh giáo sẽ lu mờ trước những ý nghĩa tốt đẹp của từ “minh” – tượng trưng cho sự thông tuệ của nhà cai trị.

## Lãnh thổ
Lãnh thổ do hoàng đế nhà Minh và các quan chức dưới quyền cai quản, rộng lớn hơn lãnh thổ của bất kỳ triều đại người Hán nào kể từ thời Thịnh Đường vào thế kỷ thứ 8, bao quát hầu hết những gì mà người phương Tây vẫn thường gọi là Trung Quốc bản thổ. Nằm trong khoảng từ vĩ độ 40 đến vĩ độ 20 và từ kinh độ 100 đến kinh độ 120, lãnh thổ nhà Minh vuông vức có diện tích chừng 1.500.000 lý vuông. Nó trải dài 1.200 lý về phía nam, từ Vạn lý Trường thành tới Biển Đông và trải rộng 1.200 lý về phía tây, từ bờ tây Thái Bình Dương tới sơn nguyên Tây Tạng. Đầu triều đại, Bắc Bộ Việt Nam ngày nay cũng được sáp nhập vào lãnh thổ nhà Minh. Trong suốt triều đại, quân đội nhà Minh đồn trú và thống trị vùng biên giới phía đông bắc, bắc và tây bắc Trung Quốc bản thổ. Do đó, có thể cảm nhận được quyền lực chính quyền nhà Minh từ Cáp Mật ở Nội Á tới tận Hắc Long Giang và biên giới Triều Tiên ở viễn đông.

## Lịch sử

### Thành lập

#### Nổi dậy và cạnh tranh với các tập đoàn phiến quân
Trước khi nhà Minh thành lập, Trung Quốc được cai trị bởi nhà Nguyên (1271–1368) của người Mông Cổ. Thể chế kỳ thị sắc tộc Hán sâu sắc, chế độ thuế khóa nặng nề ở những khu vực bị ảnh hưởng trầm trọng bởi lạm phát và các trận lụt ven sông Hoàng Hà do công tác trị thủy bị bỏ ngõ là ba trong số nhiều nguyên nhân khiến nhà Nguyên diệt vong. Cuối triều đại, tình hình nông nghiệp, kinh tế rơi vào hỗn loạn, các cuộc nổi dậy bùng phát giữa hàng trăm nghìn nông dân được ra lệnh phải tu sửa các con đê dọc sông Hoàng Hà. Năm 1351, vài nhóm phiến quân người Hán bắt đầu tổ chức khởi nghĩa, trong đó có Hồng Cân quân. Hồng Cân quân có liên hệ mật thiết với Bạch Liên giáo, một giáo phái Phật giáo. Chu Nguyên Chương, một nông dân bần cùng kiêm nhà sư, gia nhập Hồng Cân quân vào năm 1352. Ông sớm nổi danh sau khi kết hôn với con gái nuôi của một vị chỉ huy phiến quân. Năm 1356, Chu Nguyên Chương và lực lượng của mình chiếm được thành Nam Kinh, nơi sau này được ông chọn làm kinh đô của nhà Minh.
Trước sự sụp đổ của nhà Nguyên, các nhóm phiến quân bắt đầu tranh giành quyền kiểm soát đất nước để kiến lập nên một triều đại mới. Năm 1363, Chu Nguyên Chương loại bỏ Trần Hữu Lượng, kẻ thù lớn nhất của ông và cũng đang là thủ lĩnh của nhóm phiến quân Đại Hán, trong trận hồ Bà Dương được xem là một trong những trận thủy chiến lớn nhất lịch sử. Nhờ sử dụng hỏa thuyền, 20 vạn thủy quân Minh của Chu Nguyên Chương đã đánh bại quân Đại Hán có quy mô lớn gấp 3 lần với quân số khoảng 65 vạn. Chiến thắng này đặt dấu chấm hết cho tập đoàn phiến quân đối lập cuối cùng, giúp Chu Nguyên Chương giành quyền kiểm soát lưu vực sông Dương Tử trù phú và củng cố quyền lực ở phía nam. Không còn ai có khả năng tranh đoạt ngai vàng với Chu Nguyên Chương sau khi thủ lĩnh Hồng Cân quân chết một cách đáng ngờ trong lúc đang làm khách của họ Chu vào năm 1367. Năm 1368, Chu Nguyên Chương cử một đạo quân tới kinh đô Đại Đô của nhà Nguyên (Bắc Kinh ngày nay) để hiện thực hóa tham vọng đế vương. Hoàng đế Nguyên Mông cuối cùng buộc phải tháo chạy đến Thượng Đô. Chu Nguyên Chương cho san bằng cung điện ở Đại Đô, tuyên bố khai sinh nhà Minh; cùng năm đó, Đại Đô được đổi tên thành Bắc Bình. Minh Thái Tổ Chu Nguyên Chương lên ngôi, lấy niên hiệu là Hồng Vũ.

#### Triều đại của Minh Thái Tổ

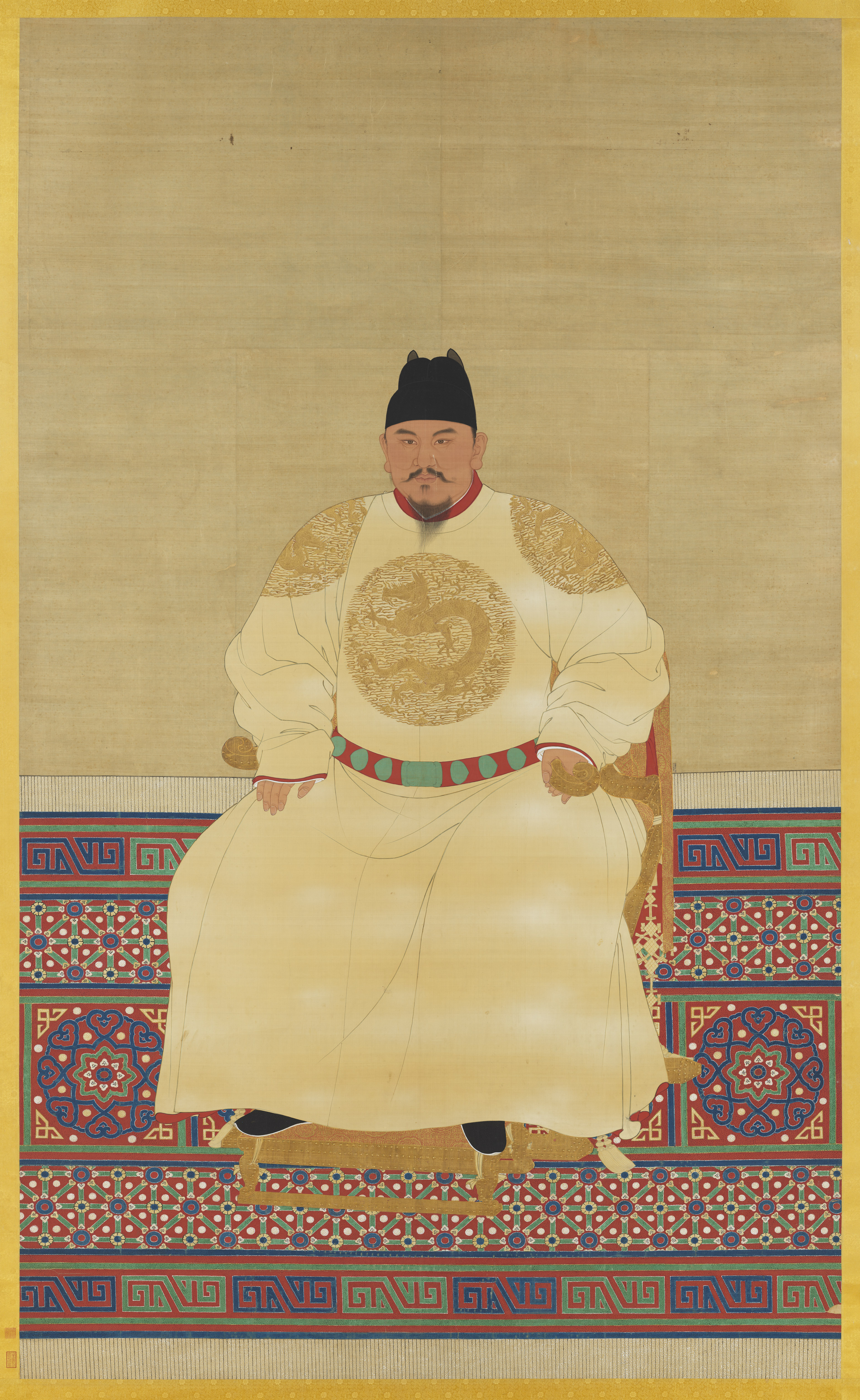
Chân dung Minh Thái Tổ, hoàng đế khai quốc nhà Minh.

Minh Thái Tổ lập tức nỗ lực tái thiết cơ sở hạ tầng quốc gia. Ông cho xây dựng một bức tường thành dài 48 km bao quanh Nam Kinh, cùng với các cung điện và hội trường chính phủ mới. Minh sử ghi nhận rằng ngay từ năm 1364, Chu Nguyên Chương đã bắt đầu cho biên soạn một bộ luật Nho mới có tên Đại Minh luật, hoàn thành vào năm 1397 và kế thừa một vài điều luật còn sót lại trong bộ luật cũ ra đời năm 653 của nhà Đường. Minh Thái Tổ tổ chức hệ thống quân đội theo chế độ vệ sở, tương tự như phủ binh chế thời nhà Đường (618–907).
Năm 1380, Minh Thái Tổ xử tử Tể tướng Hồ Duy Dung vì nghi ngờ ông này có âm mưu đảo chính. Sau sự kiện trên, Minh Thái Tổ bãi bỏ chức vụ tể tướng, tự mình vừa làm hoàng đế vừa trực tiếp tổng điều hành chính sự, một tiền lệ được đa phần các hoàng đế nhà Minh kế tiếp noi theo. Ngày càng ngờ vực thần dân và giới quan lại đại thần, Minh Thái Tổ quyết định thành lập Cẩm Y vệ, một mạng lưới cảnh sát mật được tuyển chọn từ chính đội cận vệ của ông. Trong những năm Hồng Vũ, khoảng 10 vạn người đã bị hành quyết trong một loạt vụ thanh trừng của hoàng đế khai quốc nhà Minh.
Minh Thái Tổ ban hành nhiều sắc lệnh cấm truyền bá phong tục của người Mông Cổ, tuyên bố ý định thanh lọc hết mọi yếu tố du mục khỏi văn hóa Trung Hoa. Dù vậy, ông vẫn khéo léo sử dụng các di sản của nhà Nguyên để hợp pháp hóa quyền lực trên toàn Trung Quốc và cả nhiều khu vực khác từng được nhà Nguyên cai trị. Minh Thái Tổ duy trì một vài chính sách của nhà Nguyên, chẳng hạn như yêu cầu Triều Tiên cống nạp phi tần, hoạn quan, giữ lại thể chế quân sự cha truyền con nối kiểu Mông Cổ, bảo tồn phong cách quần áo, mũ nón của người Mông Cổ, cổ vũ hoạt động cưỡi ngựa, bắn cung và để một số lượng lớn người Mông Cổ phục vụ quân đội nhà Minh. Cho đến cuối thể kỷ 16, người Mông Cổ vẫn chiếm 1/3 số nhân lực phục vụ trong các đơn vị đóng tại kinh đô như Cẩm Y vệ, cùng với nhiều chủng dân khác, nhất là người Nữ Chân. Minh Thái Tổ thường xuyên gửi thư tới các nhà cai trị của các quốc gia láng giềng ở Mông Cổ, Nhật Bản, Triều Tiên, Mãn Châu, Tây Tạng và phía tây nam Trung Quốc, để cho lời khuyên về đường lối chính sách mà chính phủ và cả triều đại của họ nên áp dụng, cũng như nhấn mạnh việc các nhà lãnh đạo này phải đến tiếp kiến hoàng đế ở Nam Kinh. Ông tổ chức tái định cư cho khoảng 10 vạn người Mông Cổ trên lãnh thổ nhà Minh, rất nhiều trong số đó tập hợp thành các vệ sở ở kinh đô. Hoàng đế cũng thường xuyên quảng bá về sự khoan đãi và vị trí mà ông ban cho giới quý tộc Chinggisid trong triều đình.

#### Lãnh thổ Tây Nam
Tại Thanh Hải, người Hồi giáo Tát Lạp tự nguyện thần phục nhà Minh khi các tộc trưởng của họ đầu hàng vào khoảng năm 1370. Quân đội Duy Ngô Nhĩ dưới quyền tướng Ha Lặc Ba Sĩ, đàn áp các cuộc nổi dậy của người Miêu trong những năm 1370 và định cư ở Thường Đức, Hồ Nam. Người Hồi cũng định cư ở Thường Đức sau khi phục vụ nhà Minh trong các chiến dịch dẹp loạn thổ dân. Năm 1381, nhà Minh sáp nhập các khu vực phía tây nam từng là một phần của Vương quốc Đại Lý khi quân Hồi đánh bại lực lượng người Hồi và Mông Cổ trung thành với nhà Nguyên, phản kháng ở Vân Nam. Tướng Mộc Anh được bổ nhiệm làm tổng đốc Vân Nam, cho binh lính người Hồi của mình tái định cư ngay tại đây như một biện pháp thuộc địa hóa. Cuối thế kỷ 14, khoảng 20 vạn "thực dân" đã sinh sống trên khoảng 2 triệu mẫu đất ở hai tỉnh Vân Nam và Quý Châu ngày nay. Trong những giai đoạn tiếp theo, lại có thêm nửa triệu người Trung Quốc di cư đến các vùng đất kể trên. Chính những cuộc di cư này đã gây ra sự thay đổi lớn về thành phần sắc tộc khi mà trước đây hơn một nửa số dân trong khu vực đều không phải là người Hán. Giữa hai năm 1464 và 1466, phẫn nộ trước những biến chuyển sắc tộc quá lớn cũng như bất bình với sự hiện diện và chính sách của chính quyền, người Miêu cùng người Dao đứng lên nổi loạn, nhưng bị 3 vạn quân triều đình (bao gồm 1 nghìn lính Mông Cổ) phối hợp với 16 vạn quân địa phương ở Quảng Tây đè bẹp. Sau khi bình định một cuộc nổi loạn khác trong khu vực, học giả kiêm triết gia Vương Dương Minh (1472–1529) chủ trương quản lý đơn lẻ, thống nhất người Hán với các nhóm dân tộc bản địa, để tiện bề Hán hóa dân địa phương.

#### Chiến dịch miền Đông Bắc
Ngay cả khi Đế quốc Nguyên Mông đã bị nhà Minh lật đổ vào năm 1368, vùng Mãn Châu vẫn nằm dưới sự kiểm soát của nhà Bắc Nguyên định đô ở bình nguyên Mông Cổ. Nạp Cáp Xuất, cựu quan chức nhà Nguyên và là tướng lĩnh vùng Ngột Lương Cáp của Bắc Nguyên, giành được quyền bá chủ các bộ tộc Mông Cổ trên khắp Mãn Châu (trước đây là tỉnh Liêu Dương của nhà Nguyên). Ông khuếch trương quân đội ở miền đông bắc, sở hữu một lực lượng có quân số lên đến hàng chục vạn, đủ để đe dọa xâm lược nhà Minh mới thành lập, khôi phục lại quyền lực cho người Mông Cổ. Nhà Minh quyết định ra tay trước thay vì chờ người Mông Cổ uy hiếp. Năm 1387, họ tổ chức một chiến dịch quân sự tấn công Nạp Cáp Xuất, kết thúc thắng lợi khi bắt Nạp Cáp Xuất đầu hàng và chinh phục được Mãn Châu.

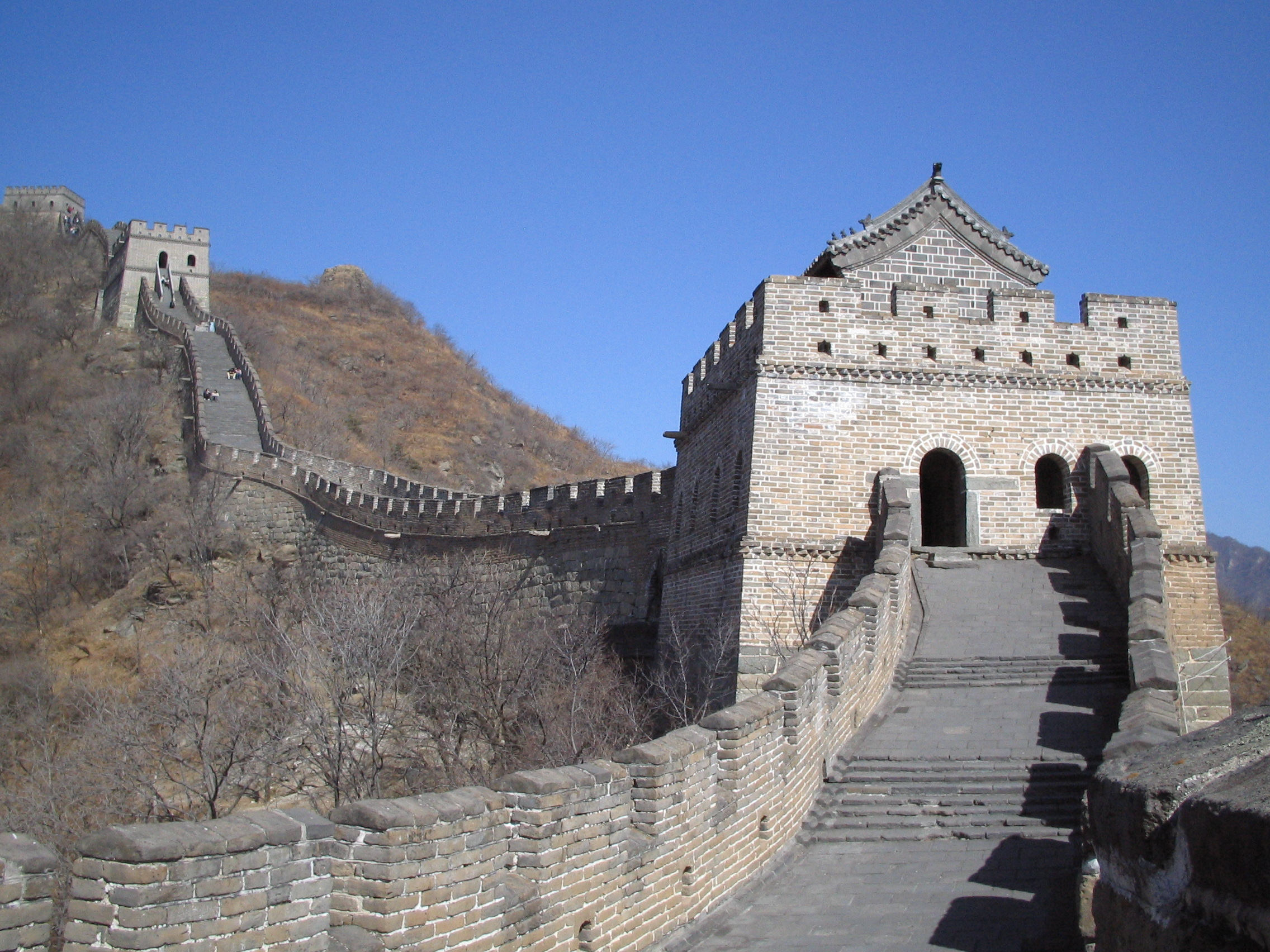
Vạn lý Trường thành; mặc dù công trình này được khởi công từ tận thời nhà Tần, nhưng những đoạn tường thành còn sót lại mà chúng ta thấy ngày nay, chủ yếu được xây dựng vào thời nhà Minh.

Ban đầu, triều đình nhà Minh không và cũng không thể áp đặt quyền kiểm soát tộc Nữ Chân như người Mông Cổ từng làm ở Mãn Châu, nhưng họ đã tạo ra một bộ quy tắc tổ chức mà sau này trở thành phương tiện chính cho mối quan hệ với các dân tộc dọc biên giới đông bắc. Cuối thời Minh Thái Tổ, những đường lối cốt yếu trong chính sách với người Nữ Chân đã được hình thành. Nhà Minh cho đặt nhiều vệ sở ở Mãn Châu, nhưng đây không hẳn là một động thái mang tính ngầm kiểm soát chính trị khu vực. Năm 1409, triều đình nhà Minh dưới thời Minh Thành Tổ thành lập Nô Nhi Can đô ty đặt bên bờ sông Hắc Long Giang. Diệc Thất Cáp, một hoạn quan gốc Hải Tây Nữ Chân, được cử tới cửa sông Hắc Long Giang để bình định Dã Nhân Nữ Chân. Năm 1435, sau khi Minh Thành Tổ băng hà, Nô Nhi Can đô ty bị giải thể. Triều đình nhà Minh không còn duy trì hoạt động đáng kể ở Mãn Châu, mặc dù vẫn để lại nhiều vệ sở tại đây. Cuối thời nhà Minh, mức độ hiện diện chính trị của người Hán tại Mãn Châu đã suy giảm đáng kể.

#### Quan hệ với Tây Tạng

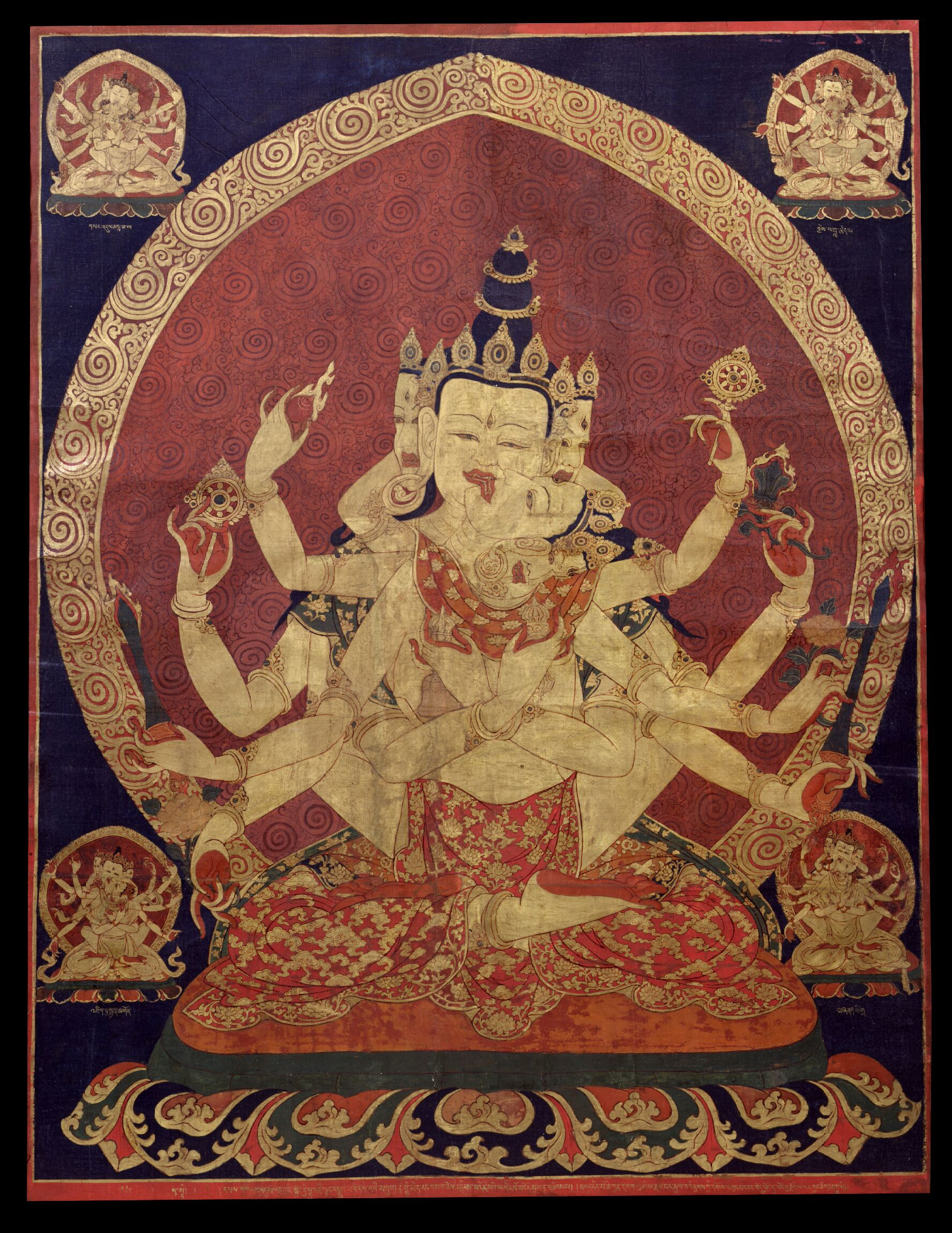
Một đường tạp Tây Tạng thế kỷ 17, khắc họa Mật Tập Kim Cương. Triều đình nhà Minh thu nhận nhiều cống phẩm bản địa Tây Tạng, và tặng lại quà cho những người mang cống phẩm.

Theo Minh sử – bộ chính sử được triều Thanh biên soạn vào năm 1739, nhà Minh đã cho thành lập nhiều hành đô sứ ty giám sát chính quyền Tây Tạng, đồng thời gia hạn tước vị cho các cựu quan chức nhà Nguyên và phong tước vị mới cho các nhà lãnh đạo Phật giáo Tây Tạng. Tuy nhiên, theo Turrell V. Wylie, hoạt động kiểm duyệt Minh sử đã góp phần củng cố uy tín và danh tiếng cho hoàng đế nhà Minh khi bằng mọi giá che mờ đi lịch sử sắc thái quan hệ Hán–Tạng trong suốt triều đại.
Các học giả hiện đại vẫn còn đang tranh luận về việc liệu nhà Minh có chủ quyền thực sự đối với Tây Tạng hay không. Một số người tin rằng đó chỉ là mối quan hệ chư hầu lỏng lẻo và đã gần như chấm dứt hẳn sau khi Minh Thế Tông (trị. 1521–1567) đàn áp Phật giáo, tôn sùng Đạo giáo trong triều đình. Số khác thì lại cho rằng bản chất tôn giáo quan trọng trong mối quan hệ với các Lạt-ma Tây Tạng, đã không được đề cập đầy đủ trong các phân tích học thuật hiện đại. Cũng có một vài ý kiến tập trung vào việc nhà Minh rất cần chiến mã Trung Á, cũng như luôn muốn duy trì hoạt động đổi trà lấy ngựa với Tây Tạng.
Trong thế kỷ 14, người Tây Tạng chặn đứng thành công nhiều cuộc xâm lược vũ trang của nhà Minh. Vài học giả chỉ ra rằng không giống như người Mông Cổ trước kia, nhà Minh không đóng quân thường trực ở Tây Tạng. Minh Thần Tông (trị. 1572–1620) nỗ lực hàn gắn quan hệ ngoại giao Hán–Tạng sau khi liên minh Mông Cổ–Tây Tạng được thành lập vào năm 1578, một liên minh ảnh hưởng đến chính sách đối ngoại của cả triều đình nhà Thanh (1644–1912) sau này trong việc phải ủng hộ các Đạt-lai Lạt-ma phái Mũ vàng. Đến cuối thế kỷ 16, người Mông Cổ chứng minh là họ hoàn toàn có khả năng làm lá chắn vũ trang cho các Đạt-lai Lạt-ma khi ngày càng hiện diện nhiều hơn ở vùng An Đa, đỉnh điểm là vào năm 1642, khi Cố Thủy Hãn (1582–1655) chinh phục Tây Tạng, thành lập Hãn quốc Hòa Thạc Đặc.

### Triều đại của Minh Thành Tổ

#### Thâu tóm quyền lực

Chân dung Minh Thành Tổ.

Minh Thái Tổ chỉ định cháu nội Chu Doãn Văn làm người kế vị. Khi Minh Thái Tổ băng hà vào năm 1398, Minh Huệ Tông Chu Doãn Văn (1398–1402) nối ngôi, lấy niên hiệu là Kiến Văn. Chu Đệ, đứa con quyền lực đồng thời đang nắm giữ binh lực hùng hậu nhất của Minh Thái Tổ, không công nhận tân hoàng đế. Ngay sau đó, Chu Đệ và Minh Huệ Tông bước vào một cuộc đấu chính trị. Trước việc nhiều đồng minh bị Minh Huệ Tông bắt giam, Chu Đệ bắt đầu âm mưu cướp ngôi, dấy lên một cuộc nội chiến kéo dài ba năm. Viện cớ muốn cứu Minh Huệ Tông trẻ tuổi khỏi bè lũ gian thần, Chu Đệ đích thân lãnh đạo phiến quân tiến hành nổi dậy. Ông cho thiêu rụi thành Nam Kinh. Minh Huệ Tông, vợ, mẹ cùng các cận thần của ông đều chết trong trận hỏa hoạn. Minh Thành Tổ Chu Đệ lên ngôi, lấy niên hiệu Vĩnh Lạc. Triều đại của Minh Thành Tổ được các học giả xem như "lần khai sinh thứ hai" của nhà Minh vì ông đã đảo ngược nhiều chính sách của cha mình.

#### Kinh đô mới và quan hệ quốc tế
Nam Kinh trở thành thứ kinh khi Minh Thành Tổ chọn Bắc Kinh là kinh đô mới vào năm 1403. Kinh đô mới được thi công từ năm 1407 đến năm 1420, huy động hàng nghìn nhân công mỗi ngày. Trung tâm của Bắc Kinh là Hoàng thành, nằm giữa Hoàng thành là Tử Cấm thành, một tổ hợp cung điện nguy nga của hoàng đế và gia đình. Năm 1553, Ngoại thành được xây dựng thêm ở phía nam, mở rộng chu vi Bắc Kinh từ khoảng 6,5 lên thành 7 km.  

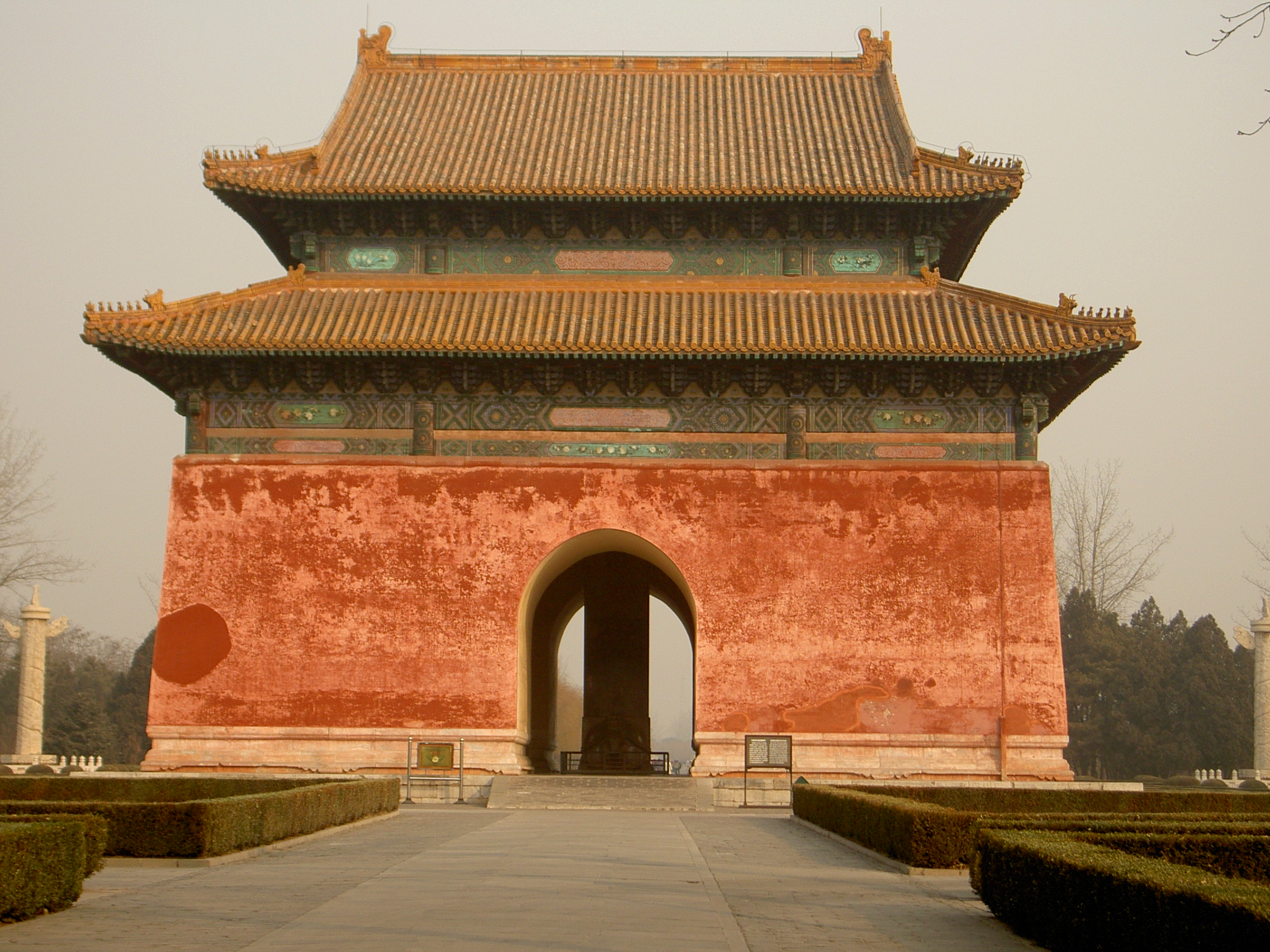
Thập Tam lăng cách Bắc Kinh 50 km về phía bắc; Minh Thành Tổ là người chọn địa điểm đặt khu mộ.

Bắt đầu từ năm 1405, Minh Thành Tổ đã giao cho viên hoạn quan được ông rất sủng ái là Trịnh Hòa (1371–1433) làm đô đốc một hạm đội mới phục vụ cho sứ mệnh triều cống quốc tế. Người Trung Quốc từng cử các phái đoàn ngoại giao đường bộ tới các quốc gia khác từ tận thời nhà Hán (202 TCN–220 CN) và cũng đã giao thương đường thủy từ lâu, nhưng những phái bộ của Trịnh Hòa là lớn chưa từng có. Để phục vụ bảy chuyến hải trình khác nhau, từ năm 1403 đến năm 1419, các xưởng đóng tàu ở Nam Kinh đã đóng hai nghìn con tàu, bao gồm cả các bảo thuyền có chiều dài từ 112 m đến 134 m, chiều rộng từ 45 m đến 54 m.
Minh Thành Tổ khuyến khích kỹ thuật in khắc gỗ để truyền bá văn hóa Trung Hoa. Ông cũng sử dụng sức mạnh quân đội để mở rộng cương vực lãnh thổ. Xâm lược thành công Đại Ngu vào năm 1406, nhà Minh tiếp tục chiếm đóng quốc gia này cho đến năm 1427, khi buộc phải rút quân vì thất bại trước cuộc chiến tranh du kích do Lê Lợi – người sáng lập nhà Hậu Lê – lãnh đạo.

### Sự biến Thổ Mộc bảo và binh lính gốc Mông Cổ

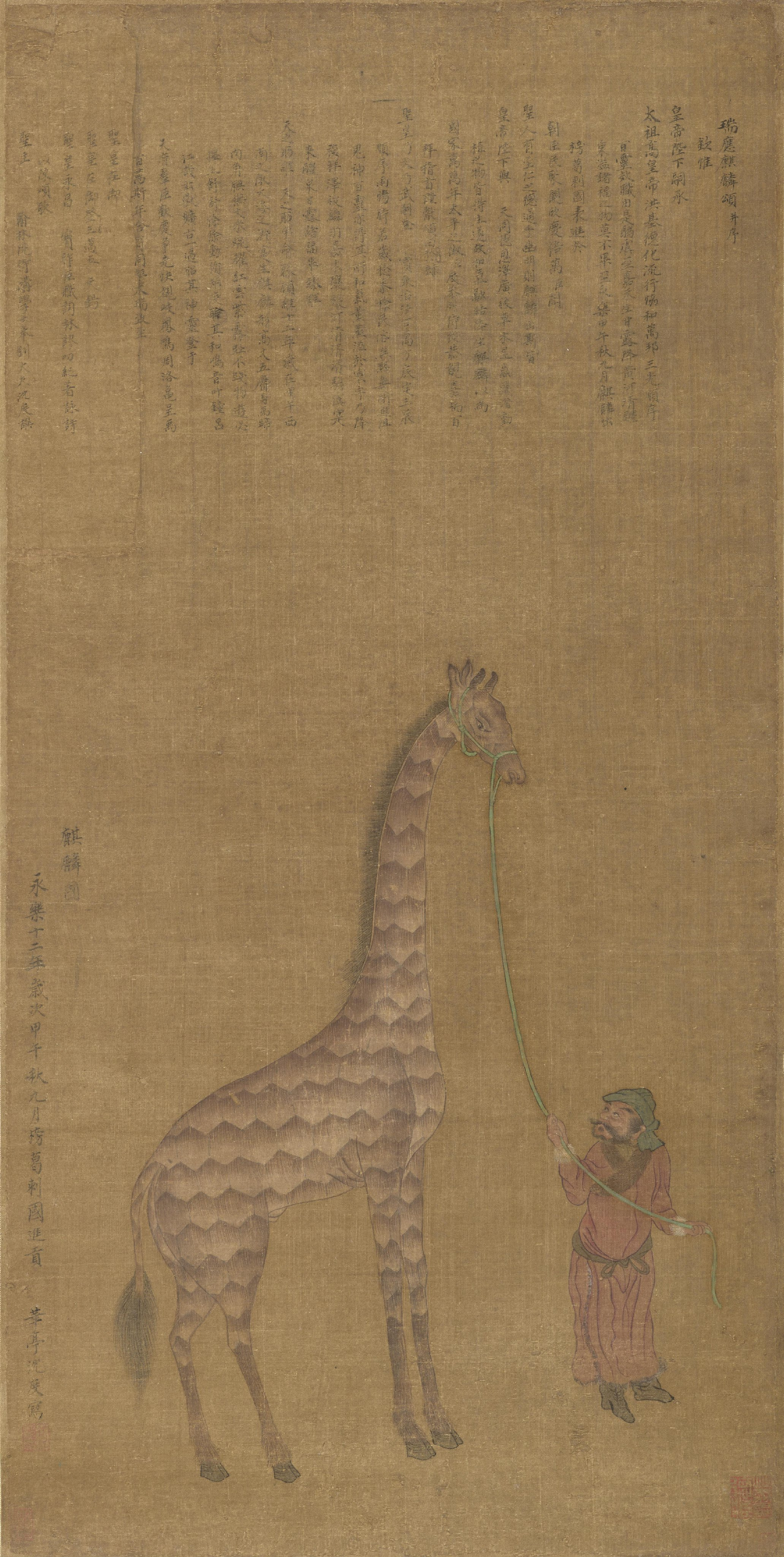
Một con hươu cao cổ châu Phi được quốc vương Bengal tặng cho Minh Thành Tổ. Theo một số thuyết thì kỳ lân được cách điệu theo con hươu cao cổ này.

Tháng 7 năm 1449, thủ lĩnh tộc Ngõa Lạt là Dã Tiên, phát động chiến dịch xâm lược nhà Minh. Sau vài chiến bại của quân Minh, hoạn quan Vương Chấn khích lệ Minh Anh Tông (trị. 1435–1449) đích thân cầm quân đánh giặc. Minh Anh Tông rời kinh đô, để người em cùng cha khác mẹ Chu Kỳ Ngọc nhiếp chính tạm thời. Ngày 8 tháng 9 năm 1449, Dã Tiên đại phá quân Minh, bắt sống Minh Anh Tông trong sự biến Thổ Mộc bảo. Người Ngõa Lạt định giữ lại Minh Anh Tông để đòi tiền chuộc. Tuy nhiên, kế hoạch của họ phá sản khi em trai hoàng đế lên ngôi với niên hiệu Cảnh Thái (trị. 1449–1457), tức Minh Đại Tông. Quân Ngõa Lạt bị đẩy lùi khi tâm phúc của Minh Đại Tông, Thượng thư Binh bộ Vu Khiêm (1398–1457), giành được quyền kiểm soát các lực lượng vũ trang của nhà Minh. Chừng nào vẫn còn người khác ngồi trên ngai vàng thì việc lấy Minh Anh Tông để mặc cả là vô ích, vì vậy người Ngõa Lạt đành phải phóng thích Minh Anh Tông. Cựu hoàng bị quản thúc nghiêm ngặt trong hoàng cung cho đến khi lật đổ Minh Đại Tông vào năm 1457, bằng một cuộc đảo chính gọi là "Đoạt Môn chi biến". Minh Anh Tông lên ngôi với niên hiệu mới là Thiên Thuận (trị. 1457–1464).
Triều đình nhà Minh gặp nhiều khó khăn trong những năm Thiên Thuận. Lực lượng Mông Cổ trong cơ cấu quân đội tiếp tục có vấn đề. Ngày 7 tháng 8 năm 1461, Tào Khâm và binh lính gốc Mông Cổ của ông tổ chức một cuộc đảo chính chống lại Minh Anh Tông vì sợ rằng mình sẽ là người tiếp theo trong danh sách thanh trừng sau Đoạt Môn chi biến. Tào Khâm cùng người của mình cố gắng phóng hỏa cổng phía đông và phía tây Hoàng thành (vốn đã dầm mưa trong suốt trận chiến), giết được một vài đại thần trước khi bị dồn vào chân tường rồi buộc phải tự sát.
Trong khi Minh Thành Tổ từng năm lần thảo phạt người Ngõa Lạt và Mông Cổ ở phía bắc Vạn lý Trường thành, triều đình nhà Minh từ cuối thế kỷ 15 đến đầu thế kỷ 16 lại phải gia cố Vạn lý Trường thành để đối phó với mối đe dọa xâm lược liên tục từ người Ngõa Lạt. John K. Fairbank lưu ý rằng "điều đó đã được chứng minh là một động thái quân sự vô ích, nhưng thể hiện một cách sinh động tâm thế vây hãm của người Trung Quốc." Vạn lý Trường thành không phải là một công sự phòng thủ thuần túy, hệ thống tháp canh của nó hoạt động như một dạng đèn hiệu và trạm truyền tin, có chức năng cảnh báo nhanh cho những đơn vị lân cận biết về các đợt tiến công của quân địch.

### Sự suy tàn và sụp đổ của nhà Minh

#### Cuối thời Minh Thần Tông

Minh Thần Tông trong bộ triều phục.

Tình trạng ngân khố kiệt quệ do chiến tranh Nhâm Thìn gây ra là một trong nhiều vấn đề – liên quan tới tài chính và các lĩnh vực khác – mà nhà Minh phải đối mặt trong giai đoạn trị vì của Minh Thần Tông (1572–1620). Đầu triều đại, Minh Thần Tông được bao quanh bởi những cố vấn có năng lực và đã rất tận tâm giải quyết công việc nhà nước. Phụ chính đại thần Trương Cư Chính (1572–82) xây dựng một mạng lưới liên minh hiệu quả giữa các quan chức cấp cao. Tuy nhiên, không còn ai kế tục Trương Cư Chính duy trì sự ổn định của các liên minh này, các quan chức sớm tập hợp thành những bè phái chính trị đối lập nhau. Theo thời gian, Minh Thần Tông bắt đầu cảm thấy mệt mỏi với công việc triều chính và những màn đấu khẩu chính trị giữa các đại thần. Ông chọn nép mình phía sau những bức tường ở Tử Cấm thành, khuất mắt bề tôi của mình.
Giới sĩ đại phu mất dần chỗ đứng trong hoạt động quản lý chính vụ khi các hoạn quan trở thành trung gian giữa họ với vị hoàng đế xa cách. Bất kỳ đại thần nào muốn thảo luận vấn đề quốc gia đều phải hối lộ đám hoạn quan lộng quyền, chỉ để yêu cầu hoặc thông điệp của họ được chuyển đến hoàng đế. Cùng lúc với chiến tranh Nhâm Thìn, loạn Bá Châu cũng đang bùng nổ.

#### Vai trò của hoạn quan

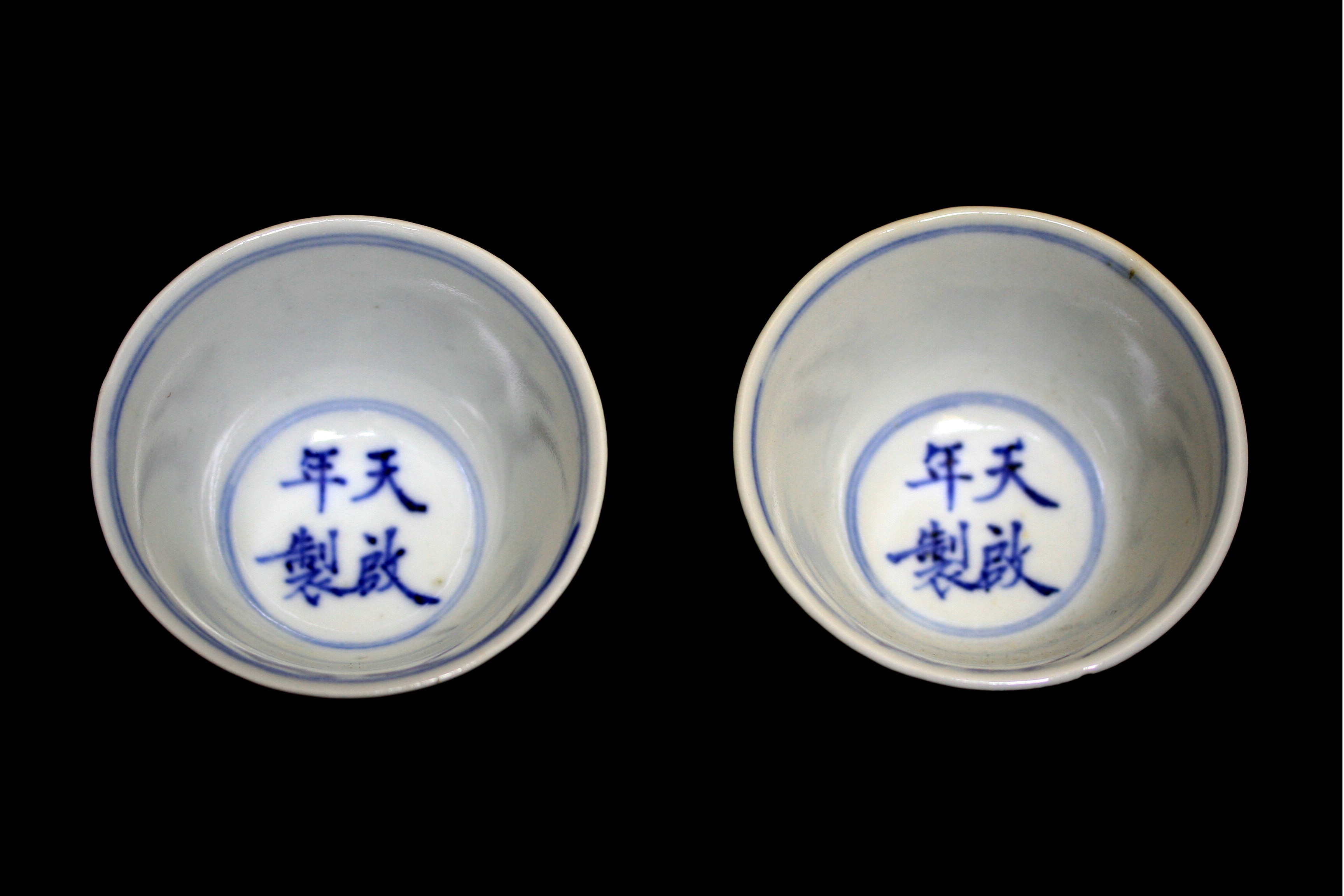
Tách trà thời Minh Hy Tông, từ Bộ sưu tập Nantoyōsō ở Nhật Bản; Minh Hy Tông chịu ảnh hưởng nặng nề và bị kiểm soát bởi hoạn quan Ngụy Trung Hiền (1568–1627).

Minh Thái Tổ từng cấm hoạn quan được học chữ và tham gia chính trường. Dù những giới luật này có được thực hiện thành công tuyệt đối trong thời Minh Thái Tổ hay không thì các hoạn quan kể từ thời Minh Thành Tổ vẫn quản lý nhiều công xưởng hoàng gia, chỉ huy quân đội và can thiệp công tác bổ nhiệm, thăng chức quan lại. Minh Thành Tổ giao cho 75 hoạn quan phụ trách đối ngoại, họ thường xuyên viếng thăm các quốc gia chư hầu như An Nam, Mông Cổ, Lưu Cầu và Tây Tạng, ít thường xuyên với những nơi xa hơn như Nhật Bản và Nepal. Tuy nhiên, tới cuối thể kỷ 15, các sứ thần hoạn quan chỉ còn thường ghé thăm Triều Tiên.
Giới hoạn quan đã phát triển bộ máy quan liêu của riêng họ, được tổ chức song song nhưng không bị bộ máy công vụ quản lý. Mặc dù có một số hoạn quan tiếm quyền trong suốt triều đại, chẳng hạn như Vương Chấn, Vương Trực, Lưu Cẩn, nhưng quyền lực chuyên chế quá mức của hoạn quan chỉ thực sự rõ ràng khi Minh Thần Tông gia tăng quyền hạn của bộ máy dân sự và trao cho họ quyền thu thuế ở các tỉnh thành trong những năm 1590.
Hoạn quan Ngụy Trung Hiền (1568–1627) khuynh đảo triều chính dưới thời Minh Hy Tông (trị. 1620–1627), ông tra tấn đến chết các đối thủ chính trị của mình, phần đa là người của phái Đông Lâm. Ngụy Trung Hiền dựng nhiều đền đài tôn vinh bản thân trên khắp đất nước, dùng tiền từ quỹ lăng tẩm hoàng gia để xây cất tư dinh. Bạn bè và người thân của ông được nắm giữ nhiều chức vụ quan trọng mà không cần bằng cấp. Ngụy Trung Hiền cũng cho xuất bản nhiều tác phẩm lịch sử chê bai, coi thường các chính trị gia đối lập. Khi thiên tai, ôn dịch, nội loạn và ngoại xâm chạm tới mức đỉnh điểm, cũng là lúc triều đình nhà Minh trở nên bất ổn. Ngụy Trung Hiền tự sát ngay sau khi bị Minh Tư Tông (trị. 1627–1644) bãi nhiệm.
Hoạn quan tổ chức cấu trúc xã hội riêng, cấp dưỡng và hỗ trợ cho những thị tộc sinh ra họ. Hình ảnh người cha nâng đỡ con trai mình được thay thế bằng người chú hoạn quan. Hắc Sơn hội ở Bắc Kinh đã tài trợ cho một ngôi đền tiến hành các nghi lễ thờ cúng, tưởng nhớ tới Cương Thiết, một hoạn quan quyền lực thời nhà Nguyên. Ngôi đền trở thành một địa điểm có ảnh hưởng đối với tầng lớp hoạn quan cấp cao và vẫn tiếp tục giữ vai trò (dần suy giảm) này trong cả thời nhà Thanh.

#### Suy thoái kinh tế, thiên tai

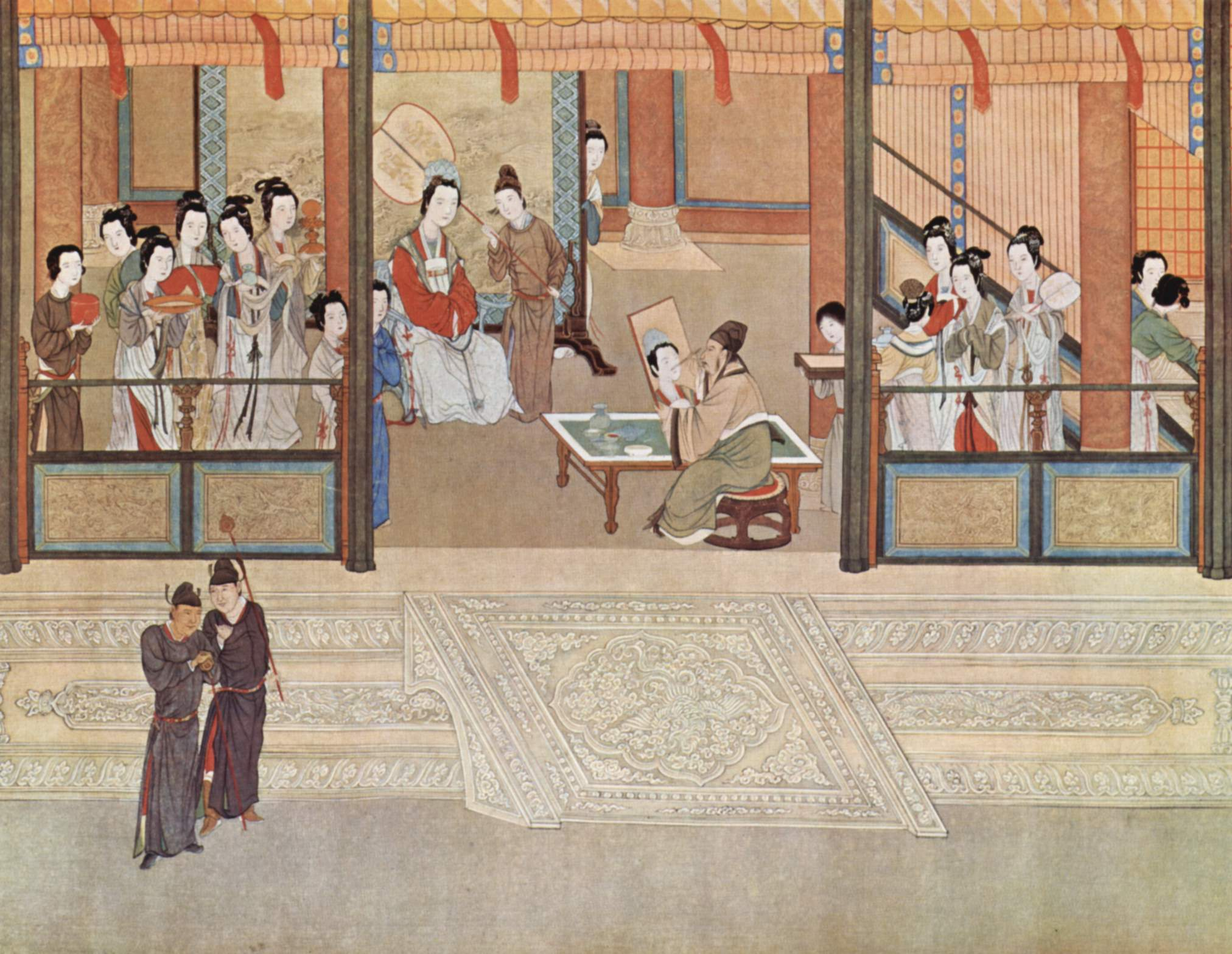
Bức Hán cung xuân hiểu của Cừu Anh (1494–1552). Giai đoạn Minh mạt đánh dấu sự xa hoa, suy đồi quá mức của hoàng gia, được thúc đẩy nhờ lượng bạc khổng lồ mới cập bến và các giao dịch tư nhân liên quan tới bạc.

Cuối thời Minh Thần Tông, xuyên suốt qua triều đại của hai vị hoàng đế tiếp theo, một cuộc khủng hoảng kinh tế đã bùng phát với trung tâm là sự thiếu hụt đột ngột nguồn cung bạc – phương tiện trao đổi chính của đế quốc. Năm 1516, người Bồ Đào Nha lần đầu tiên giao thương với Trung Quốc, đổi bạc Nhật Bản lấy tơ lụa Trung Quốc. Năm 1557, sau một số động thái thù địch ban đầu, họ được nhà Minh cho phép biến Ma Cao thành cơ sở thương mại lâu dài ở Trung Quốc. Vai trò cung cấp bạc của người Bồ Đào Nha dần bị người Tây Ban Nha thay thế, cả người Hà Lan cũng thách thức người Bồ Đào Nha trong việc kiểm soát hoạt động buôn bán. Vua Felipe IV của Tây Ban Nha (trị. 1621–1665) bắt đầu trấn áp các đường dây buôn lậu bạc từ Tân Tây Ban Nha và Peru qua Thái Bình Dương, Philippines vào Trung Quốc, ủng hộ việc vận chuyển bạc khai thác từ châu Mỹ qua các cảng của Tây Ban Nha. Năm 1639, Mạc phủ Tokugawa đóng cửa hầu hết hoạt động ngoại thương với các cường quốc châu Âu, cắt đứt một nguồn bạc khác vào Trung Quốc. Những sự kiện trên diễn ra gần như cùng lúc khiến bạc nhanh chóng trở nên đắt đỏ và hầu hết các tỉnh thành đều không thể nộp thuế. Người dân bắt đầu tích trữ bạc quý vốn đang ngày càng khan hiếm, làm cho tỷ giá của tiền đồng so với bạc giảm mạnh. Những năm 1630, một quan tiền đồng tương đương với một lượng bạc, vào năm 1640, là một nửa lượng và đến năm 1643 thì chỉ còn là một phần ba lượng. Đây là thảm họa kinh tế đối với nông dân, vì họ phải nộp thuế bằng bạc trong khi giao thương địa phương và buôn bán cây trồng bằng tiền đồng. Các nhà sử học gần đây đã tranh luận về việc liệu tình trạng thiếu bạc có phải là nguyên nhân trực tiếp khiến nhà Minh diệt vong. 

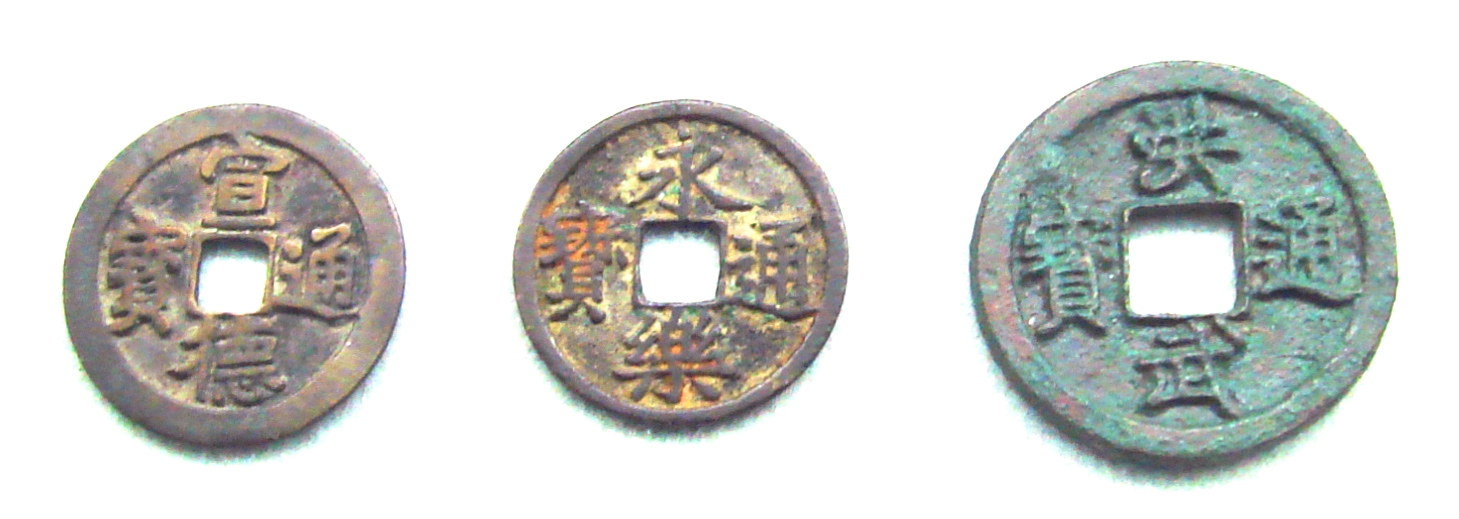
Tiền xu đồng thời nhà Minh, từ thế kỷ 14 đến thế kỷ 17.

Đầu thế kỷ 17, dưới tác động của Tiểu băng hà, thời tiết khô hanh và lạnh giá bất thường rút ngắn mùa trồng trọt khiến nạn đói lan rộng khắp miền bắc Trung Quốc. Đói kém, thuế tăng, lính tráng đào ngũ, hệ thống cứu trợ trì trệ, thảm họa thiên nhiên và một chính phủ không có khả năng quản lý thủy lợi, kiểm soát lũ lụt, là những nhân tố lấy đi mạng sống của người dân và cả trật tự xã hội vốn có. Vì thiếu nguồn lực, chính quyền trung ương làm được rất ít việc để giảm thiểu tác động của thiên tai. Mọi chuyện càng trở nên tồi tệ hơn khi một đại dịch lan rộng từ Chiết Giang đến Hà Nam, cướp đi vô vàn sinh mạng. Trận động đất Thiểm Tây năm 1556 dưới thời trị vì của Minh Thế Tông đã giết chết khoảng 83 vạn người, đánh dấu trận động đất có thương vong khủng khiếp nhất trong lịch sử nhân loại.

#### Sự trỗi dậy của người Mãn Châu

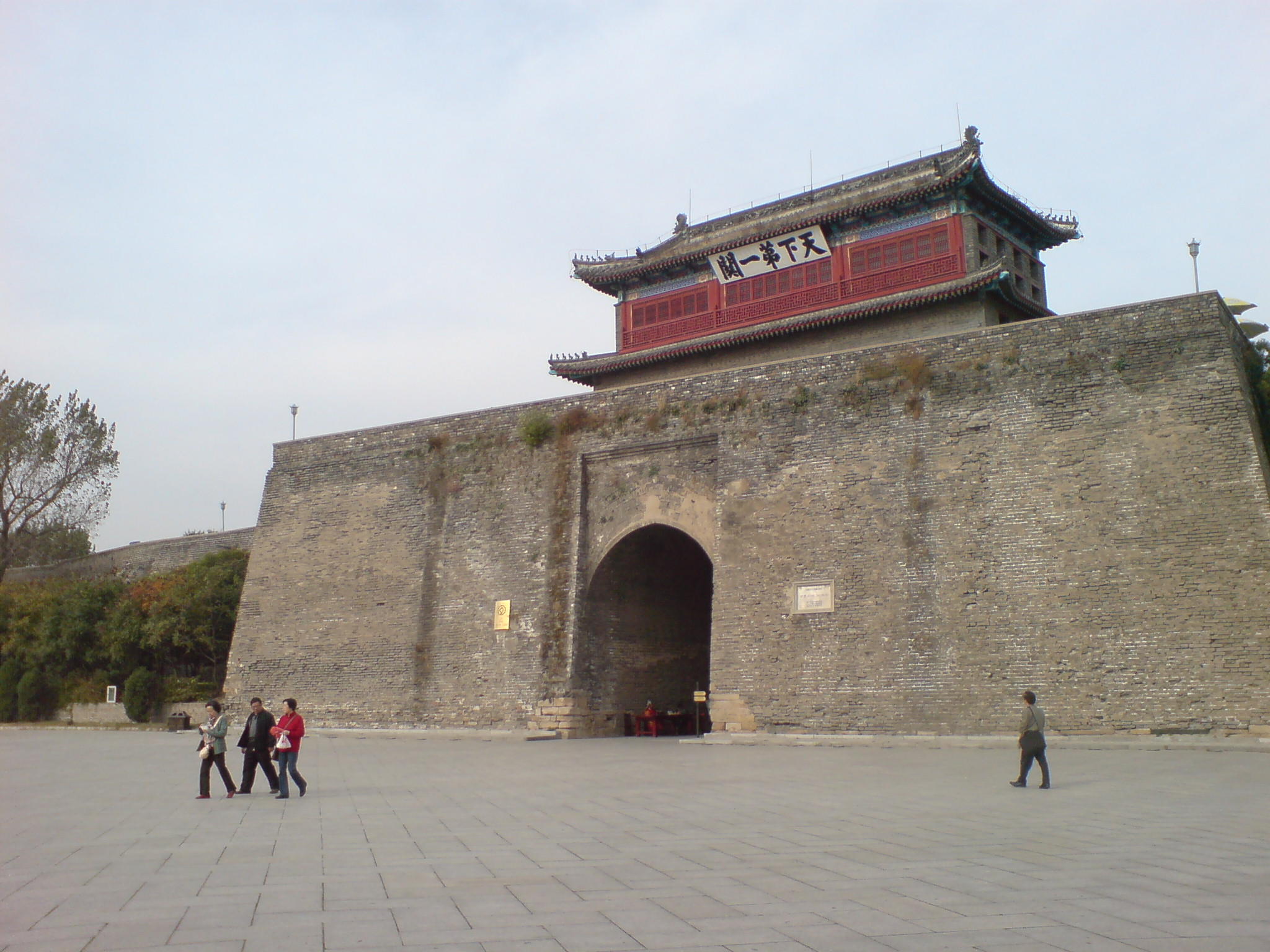
Sơn Hải quan dọc theo Vạn lý Trường thành, cánh cổng nơi người Mãn Châu nhiều lần bị đẩy lui trước khi Ngô Tam Quế mở cửa cho họ vào năm 1644.

Dù chỉ khởi đầu với một bộ lạc nhỏ, Nỗ Nhĩ Cáp Xích, một thủ lĩnh người Nữ Chân, đã nhanh chóng giành được quyền kiểm soát tất cả các bộ lạc ở Mãn Châu. Trong cuộc chiến tranh Nhâm Thìn diễn ra vào những năm 1590, Nỗ Nhĩ Cáp Xích từng đề nghị lãnh đạo các bộ lạc, hỗ trợ liên quân Minh–Triều. Dù khước từ lời đề nghị, nhà Minh vẫn phong tặng cho Nỗ Nhĩ Cáp Xích một tước vị danh dự vì tấm lòng thành của ông. Nhận thấy sự yếu kém của chính quyền nhà Minh, Nỗ Nhĩ Cáp Xích thống nhất các bộ lạc lân cận phía bắc và củng cố quyền lực tại các khu vực xung quanh quê hương, như nhà Kim đã từng làm trước đây. Năm 1610, Nỗ Nhĩ Cáp Xích cắt đứt quan hệ với triều đình nhà Minh. Năm 1618, ông yêu cầu nhà Minh phải triều cống, bồi thường cho "Thất đại hận".
Năm 1636, con trai Nỗ Nhĩ Cáp Xích là Hoàng Thái Cực, đổi quốc hiệu "Hậu Kim" thành "Đại Thanh" tại Thẩm Dương, nơi bị quân Thanh chiếm vào năm 1621 và được chọn làm kinh đô của hoàng triều vào năm 1625. Hoàng Thái Cực tự xưng là hoàng đế, lấy niên hiệu Sùng Đức, đổi tên dân tộc của mình từ "Nữ Chân" thành "Mãn Châu". Năm 1638, người Mãn Châu đánh bại và chinh phục thành công Triều Tiên, đồng minh lâu đời của nhà Minh, trong cuộc xâm lược Triều Tiên lần thứ hai. Ít lâu sau, Triều Tiên từ bỏ thần phục nhà Minh sau vài thế kỷ.

#### Nội loạn, ngoại xâm, diệt vong
Đầu những năm 1630, một người lính nông dân tên là Lý Tự Thành, đã cùng đồng nghiệp của mình tổ chức binh biến ở Thiểm Tây khi triều đình nhà Minh không gửi tiếp tế thiết yếu tới nơi này. Năm 1634, Lý Tự Thành bị một viên tướng nhà Minh bắt sống và được trả tự do với điều kiện là ông phải quay trở lại phục vụ quân ngũ. Thỏa thuận trên nhanh chóng bị phá bỏ khi một tri huyện địa phương quyết định xử tử 36 đồng phạm của Lý Tự Thành. Người của Lý Tự Thành giết nhiều quan lại để trả thù và tiếp tục lãnh đạo một cuộc khởi nghĩa ở Dinh Dương, trung tâm Hà Nam, vào năm 1635. Đến những năm 1640, Trương Hiến Trung (1606–1647), một cựu binh và cũng đang là đối thủ của Lý Tự Thành, đã tạo dựng được một căn cứ khởi nghĩa vững chắc ở Thành Đô, Tứ Xuyên. Trong khi đó, Lý Tự Thành cũng có riêng căn cứ địa ở Hồ Bắc, ảnh hưởng rộng khắp Thiểm Tây và Hà Nam.
Năm 1640, đông đảo nông dân đói khát, không thể nộp thuế và không còn e sợ trước quân triều đình vốn thường xuyên bại trận, bắt đầu tự hình thành nên các nhóm phiến quân quy mô lớn. Trong bối cảnh bị kẹt giữa những nỗ lực không kết quả nhằm đánh bại quân Mãn Thanh ở phía bắc và dẹp yên các cuộc khởi nghĩa nông dân trong nước, quân đội nhà Minh về cơ bản đã tan rã. Phải chiến đấu không lương, quân Minh bị Lý Tự Thành (lúc này đã tự xưng là Đại Thuận vương) đánh bại và rời bỏ kinh đô với rất ít sự phản kháng. Ngày 25 tháng 4 năm 1644, Bắc Kinh thất thủ trước một cánh quân do Lý Tự Thành chỉ huy khi các nội gián mở toang cổng thành. Giữa loạn lạc, Minh Tư Tông – hoàng đế cuối cùng của nhà Minh – đã treo cổ tự sát trong vườn ngự uyển, bên ngoài Tử Cấm Thành.
Không bỏ lỡ thời cơ, Bát kỳ tràn qua Vạn lý Trường thành khi tướng biên phòng nhà Minh là Ngô Tam Quế (1612–1678) chủ động mở cửa Sơn Hải quan. Ngô Tam Quế làm điều này khi biết tin kinh đô đã thất thủ còn quân Đại Thuận thì đang tiến về phía ông. Sau khi cân nhắc các lựa chọn liên minh, Ngô Tam Quế quyết định đứng về phía người Mãn Châu. Tiêu diệt xong cánh quân được điều tới Sơn Hải quan của Lý Tự Thành, Đa Nhĩ Cổn và Ngô Tam Quế dẫn quân Bát kỳ áp sát Bắc Kinh. Ngày 4 tháng 6 năm 1644, nghĩa quân Đại Thuận tháo chạy khỏi kinh đô. Ngày 6 tháng 6 năm 1644, Ngô Tam Quế và người Mãn Châu tiến vào Bắc Kinh, tuyên bố Hoàng đế Thuận Trị trẻ tuổi là người cai trị Trung Quốc. Sau khi buộc Lý Tự Thành chạy khỏi Tây An, quân Thanh tiếp tục truy sát ông men theo sông Hán tới Vũ Xương. Mùa hè năm 1645, Lý Tự Thành qua đời ở vùng biên giới phía bắc Giang Tây, đặt dấu chấm hết cho nhà Đại Thuận. Một tài liệu nói rằng Lý Tự Thành đã tự sát, cũng có người cho là ông bị nông dân đánh chết vì ăn trộm thức ăn.

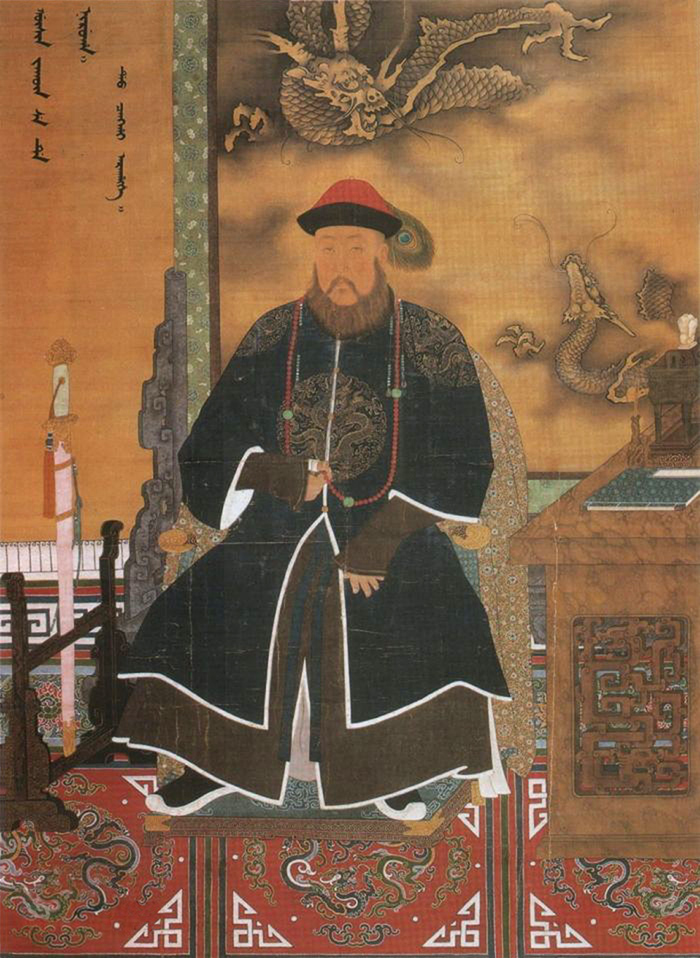
Hoàng tử Đa Nhĩ Cổn (1610–1650), người trực tiếp dẫn quân Mãn Thanh tiến vào Bắc Kinh, đặt dấu chấm hết cho nhà Minh.

Bất chấp việc hoàng đế băng hà và Bắc Kinh đã rơi vào tay người Mãn Châu, nhà Minh vẫn chưa bị tiêu diệt hoàn toàn. Nam Kinh, Phúc Kiến, Quảng Đông, Sơn Tây, Vân Nam đều là những thành trì kháng chiến của nhà Minh. Tuy nhiên, nhà Minh sớm bị chia rẽ khi có nhiều người đều tự nhận mình là hoàng đế. Sau năm 1644, nhiều quốc gia tàn dư của nhà Minh vẫn tồn tại rải rác ở miền nam Trung Quốc, được các sử gia thế kỷ 19 gọi chung là Nam Minh. Từng thành lũy kháng chiến lần lượt bị quân Thanh tiêu diệt cho tới năm 1662 khi hoàng đế Nam Minh cuối cùng là Minh Chiêu Tông Chu Do Lang qua đời. Những vương gia còn phản kháng là Chu Thuật Quế, con trai ông Chu Dĩ Hải và Chu Hoằng Hoàn, người vẫn ở lại với các trung thần của Trịnh Thành Công tại Vương quốc Đông Ninh (Đài Loan) cho đến năm 1683. Chu Thuật Quế tuyên bố rằng ông hành động nhân danh Minh Chiêu Tông đã khuất. Nhà Thanh rốt cuộc vẫn đưa 17 vương gia nhà Minh còn sống ở Đài Loan trở về Trung Quốc đại lục để họ được sống nốt phần đời còn lại tại đây.
Năm 1725, một hậu duệ hoàng tộc nhà Minh là Chu Chi Liễn, được Thanh Thế Tông sắc phong hầu tước. Chu Chi Liễn nhận bổng lộc từ triều đình nhà Thanh và có nhiệm vụ thực hiện các nghi lễ tại Thập Tam lăng. Năm 1750, Thanh Cao Tông phong cho Chu Chi Liễn làm Diên Ân hầu, một tước vị truyền qua 12 thế hệ con cháu hoàng tộc nhà Minh cho đến tận năm 1912, kết thúc thời nhà Thanh. Chu Dục Huân là Diên Ân hầu cuối cùng. Năm 1912, sau khi nhà Thanh sụp đổ trong cuộc cách mạng Tân Hợi, từng có chủ trương nên chọn một người Hán lên làm hoàng đế, người này hoặc là một Diện Thánh công – hậu duệ Khổng Tử, hoặc là một Diên Ân hầu – hậu duệ hoàng tộc nhà Minh.

## Chính quyền

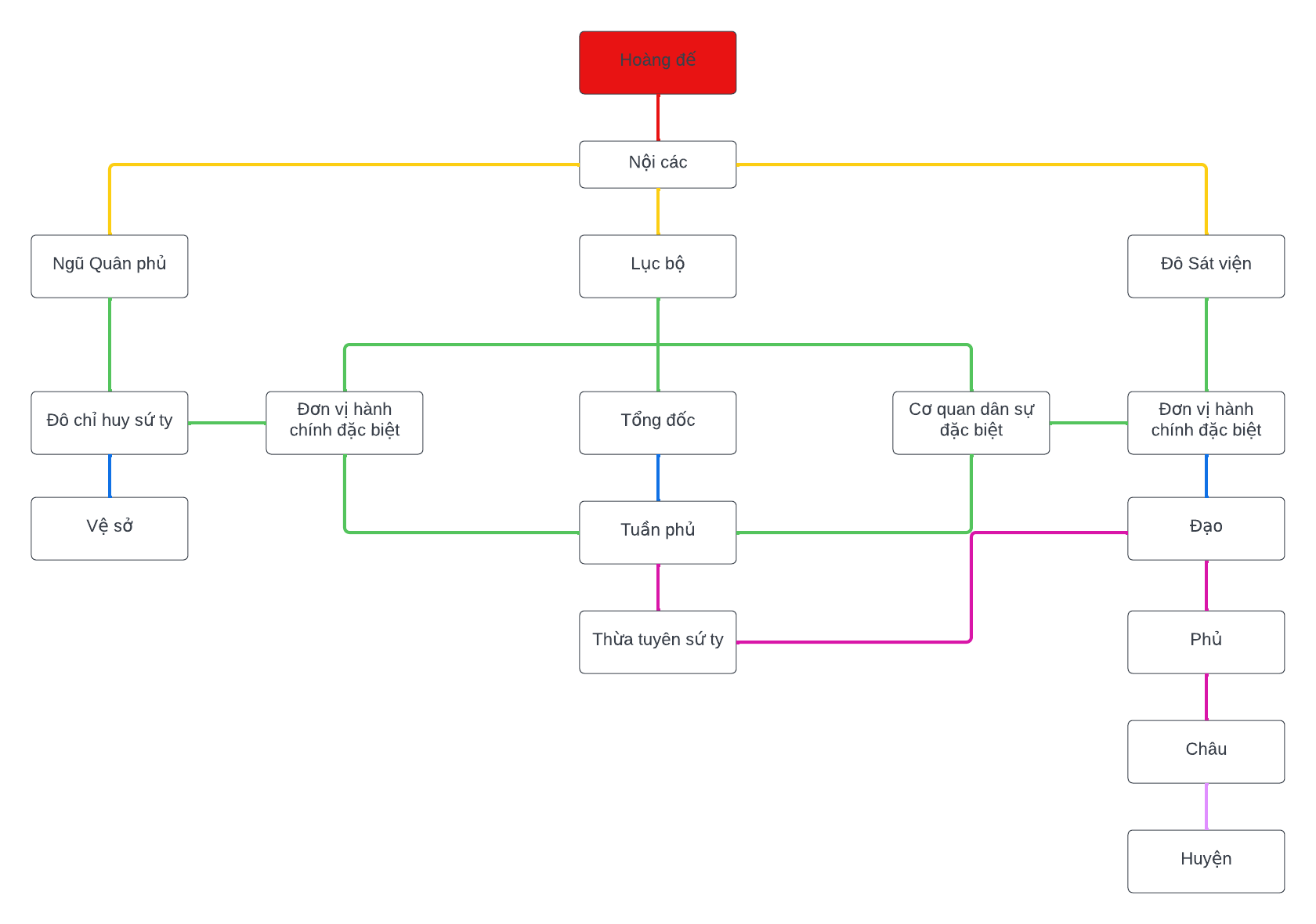
Lược đồ bộ máy chính quyền nhà Minh

Thời nhà Minh được Edwin O. Reischauer, John K. Fairbank và Albert M. Craig nhận xét là "một trong những kỷ nguyên vĩ đại nhất của một chính quyền có trật tự và một xã hội ổn định suốt chiều dài lịch sử nhân loại". Mặc dù triều đại sụp đổ trước áp lực từ các cuộc nội loạn và ngoại xâm, hoàng tộc nhà Minh dường như từng là những nhà cai trị chắc chắn và ít gặp thách thức nhất lịch sử Trung Quốc. Nhà Thanh, triều đại kế tục nhà Minh, thán phục và tiếp tục duy trì các thể chế của nhà Minh.
Hệ thống quản trị trưởng thành vào thời nhà Minh là đỉnh cao của các xu hướng vốn dần rõ ràng sau thời Trung Đường, phát triển rõ rệt thời nhà Tống, và càng được kích thích khi người Mông Cổ cai trị Trung Quốc thời nhà Nguyên. Hoàng đế là nhà chuyên quyền tối cao. Việc thay mặt hoàng đế quản lý đế quốc được giao phó cho các sĩ đại phu Nho giáo, những người được tuyển dụng trên cơ sở thành tích học vấn chứng minh qua các kỳ khoa cử giàu tính cạnh tranh. Họ thăng tiến sự nghiệp phần lớn nhờ những đánh giá thành tích phục vụ từ đồng nghiệp, hình thành nên một tập đoàn quan chức dân sự có khả năng tự điều tiết đáng kể.
Tập đoàn quan chức thống trị chính quyền ở một mức độ chưa từng có. Họ không phải đối mặt với thách thức nghiêm trọng từ tầng lớp quý tộc hay sĩ quan thế tập, dù thường đánh mất quyền thống trị vào tay hoạn quan hay những kẻ tiếm quyền hoàng đế. Xã hội nói chung được hợp thể thống nhất với nhà nước chặt chẽ đến mức, trong suốt những thập kỷ cuối triều đại, các hoàng đế nhà Minh có thể kiểm soát mọi thứ mà họ muốn, và không một nhóm người nào có thể cạnh tranh vai trò lãnh đạo xã hội tự nhiên của các quan chức.

### Địa lý hành chính

Các tỉnh nhà Minh vào năm 1409.

Hoàng đế nhà Minh tiếp quản hệ thống hành chính cấp tỉnh của nhà Nguyên, 13 tỉnh thời nhà Minh chính là tiền thân cho các tỉnh thành ngày nay ở Trung Quốc. Thời nhà Tống, đơn vị hành chính cấp cao nhất là lộ. Tuy nhiên, sau cuộc xâm lược của người Nữ Chân vào năm 1127, triều đình nhà Tống đã thiết lập bốn hệ thống chỉ huy khu vực bán tự trị phân theo vùng lãnh thổ và đơn vị quân đội, với một hành tỉnh riêng, sau này trở thành chính quyền cấp tỉnh của các triều đại Nguyên, Minh, Thanh. Sao chép mô hình thời nhà Nguyên, cơ quan hành chính cấp tỉnh của nhà Minh có ba ủy ban: một dân sự, một quân sự và một giám sát. Dưới tỉnh là phủ, được quan tri phủ điều hành. Dưới phủ là châu, được quan tri châu điều hành. Đơn vị hành chính cấp thấp nhất là huyện, được quan tri huyện điều hành. Bên cạnh các tỉnh, có hai khu vực lớn không thuộc bất cứ tỉnh nào, mà là hai vùng đô thị (gọi là Kinh hoặc Kinh sư): Nam Kinh và Bắc Kinh.  

### Nhân sự chính quyền
Nhân sự chính quyền được người dân nhà Minh ủng hộ, gồm đủ hạng người ăn bổng lộc từ nguồn thu nhà nước, tương đối nhỏ nếu so với tổng thể dân số, nhưng lại rất đồ sộ nếu chỉ xét độc lập: không có gì phải nghi ngờ khi là kiến trúc thượng tầng xã hội lớn nhất thế giới đương thời.

#### Hoàng đế

Minh Quang Tông (1620) chỉ trị vì trong một tháng của năm 1620.

Ngoại trừ những vị vương chủ trì các chế độ tận trung rời rạc ở phía nam trong những năm đầu thời nhà Thanh, 16 người đàn ông đã lần lượt trị vì nhà Minh trong suốt 277 năm, từ năm 1368 đến năm 1644. Sau thời khai quốc, tất cả hoàng đế nhà Minh đều là hậu duệ Minh Thái Tổ. Trong số đó, 11 người đăng cơ với tư cách là con trai cả tiên đế, hai người là em trai tiên đế, một người là cháu đích tôn tiên đế, và một người là em họ tiên đế. Theo quy củ nhà Minh, ngai vàng nên được truyền cho con trai cả của hoàng đế với nguyên phối hoàng hậu, chỉ khi người thừa kế được chỉ định mất sớm mà không có con trai nối dõi mới có ngoại lệ. Nguyên tắc này được thường được tuân thủ tốt, trừ trường hợp Minh Thành Tổ (trị. 1403–1424) cướp ngôi cháu họ mình. Dù sao, vào thời điểm đó, Minh Thành Tổ cũng đang là đứa con trai tiên đế lớn tuổi nhất còn sống nên có thể lập luận rằng việc ông cướp ngôi không vi phạm nghiêm trọng nguyên tắc.
Minh Thần Tông (trị. 1572–1620) là hoàng đế trị vì lâu nhất với 48 năm, từ năm 1572 đến năm 1620; con trai ông, Minh Quang Tông, có thời gian trị vì ngắn nhất, chỉ trong một tháng của năm 1620. Với cách tính tuổi mụ của người Trung Quốc – tính tuổi theo năm sinh thay vì theo ngày sinh – có tới tám hoàng đế nhà Minh đăng cơ khi còn chưa thành niên, đăng cơ sớm nhất vào năm chín tuổi. Hoàng đế đăng cơ muộn nhất là vào năm 47 tuổi. Không hoàng đế nào sống thọ hơn Minh Thái Tổ, băng hà năm 71 tuổi. Minh Hy Tông (trị. 1620–1627) đoản mệnh nhất, băng hà năm 23 tuổi.

#### Sĩ đại phu
Từ năm 1373 đến năm 1384, Minh Thái Tổ xây dựng bộ máy quan liêu với các quan chức chỉ được tuyển dụng thông qua hình thức tiến cử. Mãi cho tới sau này, các sĩ đại phu với nhiều cấp bậc mới được tuyển chọn thông qua một hệ thống kỳ thi nghiêm ngặt, được triển khai lần đầu vào thời nhà Tùy (581–618), gọi là khoa cử. Về mặt lý thuyết, khoa cử cho phép bất kỳ ai cũng có thể gia nhập hàng ngũ quan chức triều đình (dù sau này giới thương nhân bị phản đối). Nhưng trên thực tế, thời gian và kinh phí cần thiết để hỗ trợ việc học tập, chuẩn bị cho các kỳ thi, đã giới hạn đối tượng tham gia khoa cử chỉ còn là những người thuộc tầng lớp chủ đất. Tuy nhiên, triều đình cũng đưa ra hạn ngạch tuyển dụng nhân sự phù hợp theo từng tỉnh thành. Đây là một nỗ lực nhằm hạn chế sự độc chiếm quyền lực từ giới thân sĩ sở hữu đất đai ở những vùng thịnh vượng nhất, nơi có nền giáo dục vượt trội. Sự khuếch trương của ngành công nghiệp in ấn từ thời nhà Tống, làm gia tăng khả năng phổ cập kiến thức và số lượng thí sinh tiềm năng trên khắp các tỉnh thành. Trẻ tiểu học được tiếp xúc với bảng cửu chương và sách dạy chữ vỡ lòng. Nho sinh trưởng thành thì có trong tay Tứ thư, Ngũ kinh và những bài làm mẫu, được in hàng loạt với giá thành rẻ.

Khung cảnh thí sinh tham gia khoa cử đang xem bảng vàng, tranh của Cừu Anh (1494–1552).

Cũng như thời trước, trọng tâm của các kỳ thi vẫn là Nho học kinh điển, phần lớn tài liệu kiểm tra tập trung vào bộ Tứ thư do Chu Hi phác thảo vào thế kỷ 12. Kể từ năm 1487, dường như các kỳ thi đã trở nên khó khăn hơn với việc thí sinh phải hoàn thành bài bát cổ văn, một kiểu bài luận không theo trào lưu văn học. Độ khó của kỳ thi tăng tiến theo từng cấp, từ địa phương tới trung ương. Với việc vượt qua mỗi kỳ thi, thí sinh sẽ nhận được các học vị tương ứng. Chức quan được phân làm chín bậc phẩm, mỗi bậc phẩm lại chia thành hai cấp – chính và tòng – với mức lương khác nhau (tính bằng thạch gạo) tùy theo phẩm hàm. Thí sinh vượt qua kỳ thi hội hoặc kỳ thi hương chỉ được bổ nhiệm chức quan phẩm hàm thấp. Trong khi đó, thí sinh vượt qua kỳ thi đình được phong học vị tiến sĩ và bổ nhiệm chức quan phẩm hàm cao. Qua 276 năm cai trị với 90 kỳ thi đình, nhà Minh có 24.874 tiến sĩ. Ebrey khẳng định rằng "chỉ có 2 nghìn đến 4 nghìn tiến sĩ đương nhiệm cùng lúc và cứ 1 vạn người đàn ông trưởng thành thì mới có một người là tiến sĩ." Để dễ hình dung, vào thế kỷ 16, có tới 10 vạn người là sinh viên (cấp học vị thấp nhất).
Mỗi viên quan có thời gian tại chức tối đa là chín năm, nhưng cứ ba năm thì họ lại được cấp trên xếp loại thành tích một lần. Viên quan được thăng chức nếu nhận đánh giá tích cực, bị giáng chức nếu nhận đánh giá tiêu cực và vẫn tại chức nếu nhận đánh giá trung bình. Trong vài trường hợp nghiêm trọng, viên quan có thể bị cách chức hoặc chịu sự trừng phạt. Chỉ có quan tứ phẩm trở lên ở kinh thành là được miễn ghi chép đánh giá, mặc dù họ phải tự nguyện thú nhận những lỗi lầm của bản thân. Hơn 4 nghìn trợ giáo ở các trường cấp huyện và châu, được xếp loại thành tích chín năm một lần. Chiêm Sự phủ là nơi chịu trách nhiệm đào tạo người thừa kế ngai vàng, được đứng đầu bởi một viên quan chính tam phẩm gọi là chiêm sự.

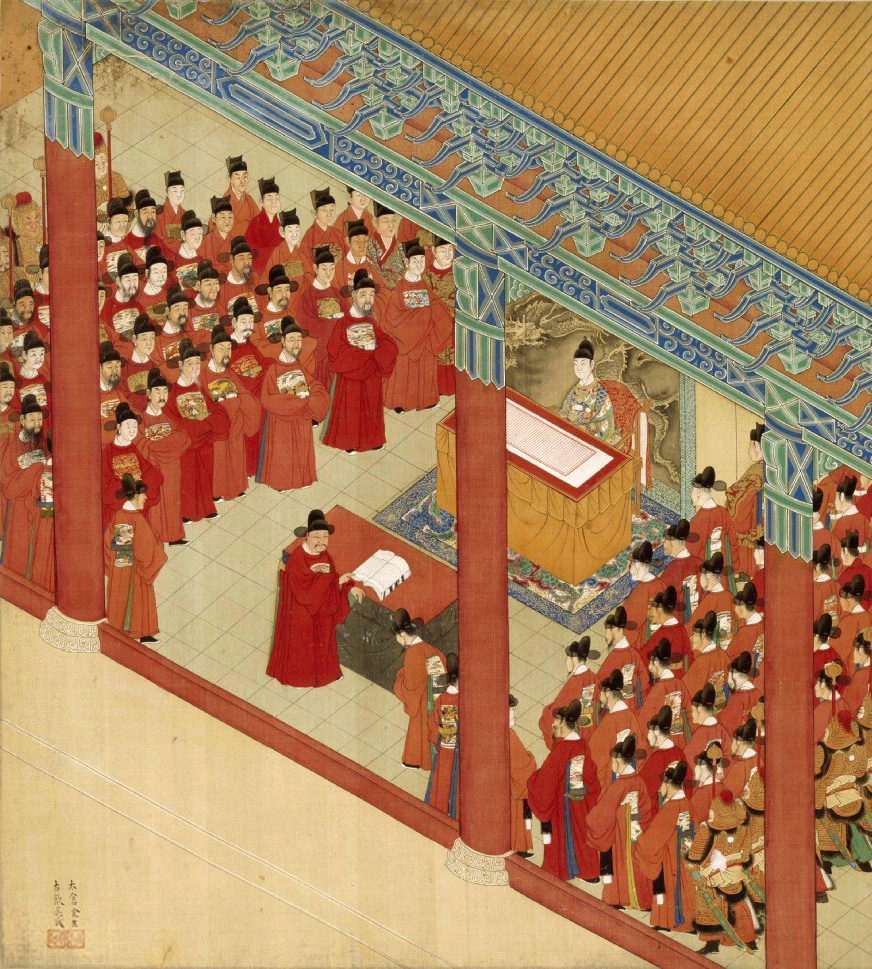
Bức tranh mô tả cảnh viên quan Kinh Diên viện Từ Hiển Khanh đang giảng kinh sách cho Minh Thần Tông.

Giới sử học tranh luận về việc liệu hệ thống khoa cử đã thúc đẩy hay kìm hãm tính linh hoạt của xã hội theo chiều hướng đi lên. Một mặt, các kỳ thi được phân loại mà không cần quan tâm đến gia cảnh của thí sinh, trên lý thuyết nó dành cho tất cả mọi người. Mặt khác, những thí sinh đỗ đạt là những người có nhiều năm được kèm cặp rất tốn kém, phức tạp, theo cái cách mà các gia đình thân sĩ cấp dưỡng cho đứa con trai tài năng của họ. Trên thực tế, vì thiếu giáo dục nên 90% dân số không thể giành được vị trí cao trong các kỳ thi, nhưng 10% còn lại thì có cơ hội làm điều đó như nhau. Để thành công, những chàng trai trẻ phải được đào tạo chuyên sâu, tốn kém về cổ văn Trung Quốc, văn ngôn Quan thoại, nghệ thuật thư pháp, đồng thời phải nắm vững những yêu cầu phức tạp của bát cổ văn. Không chỉ thống trị hệ thống cai trị, tầng lớp thân sĩ truyền thống còn học được rằng tuân theo chủ nghĩa bảo thủ và chống lại những ý tưởng mới là con đường dẫn đến thành công. Trong nhiều thế kỷ, các nhà phê bình đã chỉ ra những vấn đề kể trên, nhưng hệ thống khoa cử vẫn ngày càng trở nên trừu tượng và ít phù hợp hơn với nhu cầu của đất nước. Nhiều học giả nhất trí rằng bát cổ văn là nguyên nhân chính dẫn đến "sự trì trệ về văn hóa và lạc hậu về kinh tế ở Trung Quốc." Tuy nhiên, Benjamin Ellman lại cho là bát cổ văn vẫn mang lại một số điểm tích cực, vì hình thức bài luận này có khả năng bồi dưỡng "tư duy trừu tượng, khả năng hùng biện, vần điệu thơ ca" và cấu trúc phức tạp của nó không khuyến khích thí sinh làm một bài tường thuật lan man, lạc đề.

#### Tư lại

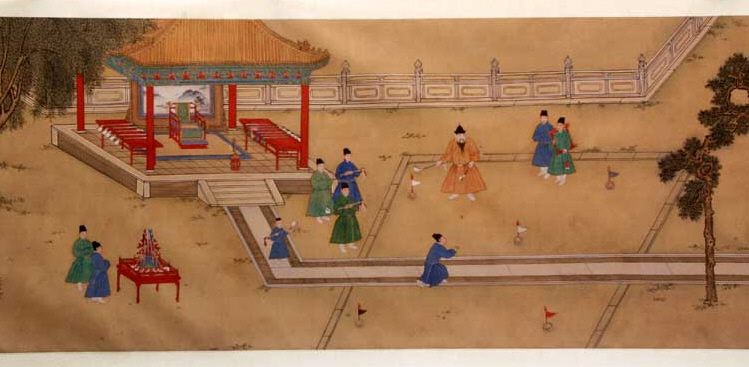
Minh Tuyên Tông chơi chuỷ hoàn, một trò chơi tương tự đánh gôn, với các hoạn quan của mình, tranh của một họa sĩ triều đình ẩn danh thời Tuyên Đức (1425–35).

Các sĩ đại phu được tuyển dụng thông qua khoa cử, đóng vai trò như những quan chức điều hành của một nhóm lớn hơn, gồm nhiều nhân viên không có phẩm hàm, gọi là tư lại. Cứ một quan chức thì có bốn tư lại; Charles Hucker ước tính rằng có thể có đến 10 vạn tư lại trên khắp đất nước. Tư lại thực hiện các nhiệm vụ văn thư và kỹ thuật cho quan chức chính phủ. Tuy nhiên, không nên nhầm lẫn họ với đao phủ, bưu tá, hay cửu vạn thấp hèn. Tư lại cũng được đánh giá thành tích định kỳ như quan chức. Sau chín năm công tác, họ có thể được nhận một phẩm hàm cấp thấp. Một lợi thế của tư lại so với quan chức đó là quan chức thì phải luân chuyển định kỳ và nhận những chức vụ khu vực khác nhau, do đó, họ phải phụ thuộc vào sự phục vụ và khả năng phối hợp tốt của tư lại địa phương.

#### Hoạn quan, vương gia và tướng lĩnh

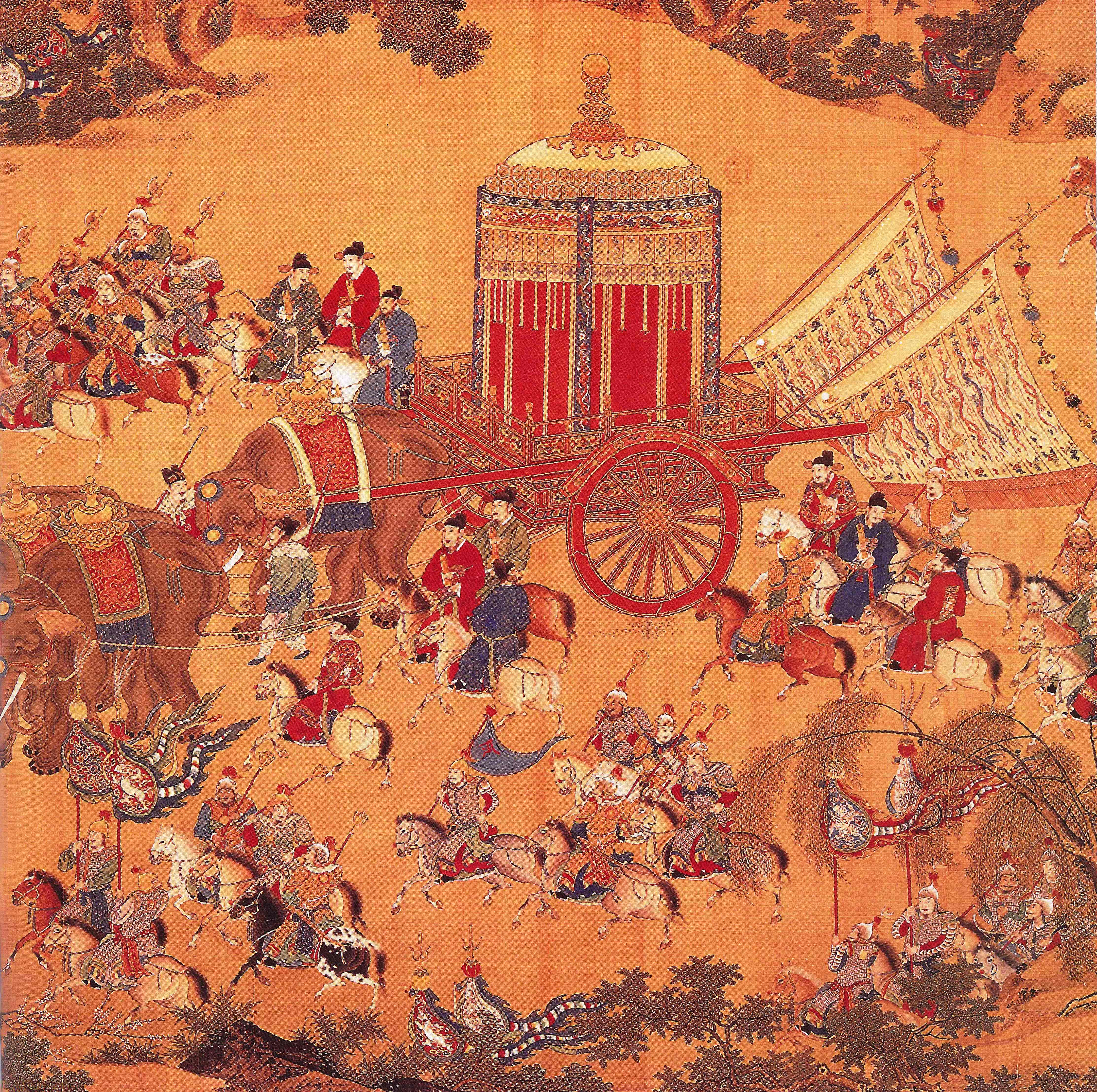
Một chi tiết trong bức tranh Minh nhân xuất cảnh đồ, kiệu của Minh Thần Tông được voi kéo (toàn cảnh bức tranh ở đây).

Nhà Minh là triều đại mà hoạn quan có quyền lực lớn chưa từng có trong hoạt động công vụ. Hai cơ quan hoạn quan đáng sợ và hứng nhiều phỉ bang nhất là hai văn phòng mật thám: Đông xưởng thành lập năm 1420 thời Minh Thành Tổ và Tây xưởng thành lập năm 1477 thời Minh Hiến Tông. Hoạt động dưới sự giám sát của ty lễ thái giám và cộng tác chặt chẽ với Cẩm y vệ, hoạn quan tại hai cơ quan này được ủy quyền truy quét và trừng phạt những kẻ phản bội khắp mọi nơi trên đế quốc. Thông qua Đông xưởng và Tây xưởng, các hoạn quan như Vương Chấn, Lưu Cẩn và Ngụy Trung Hiền đã từng bước thăng tiến và đứng sau các giai đoạn khủng bố chính trị là những vết nhơ khó tẩy nhất trong sử sách nhà Minh. Hoạn quan cũng được phân phẩm bậc như quan chức, nhưng chỉ có bốn bậc thay vì chín bậc.

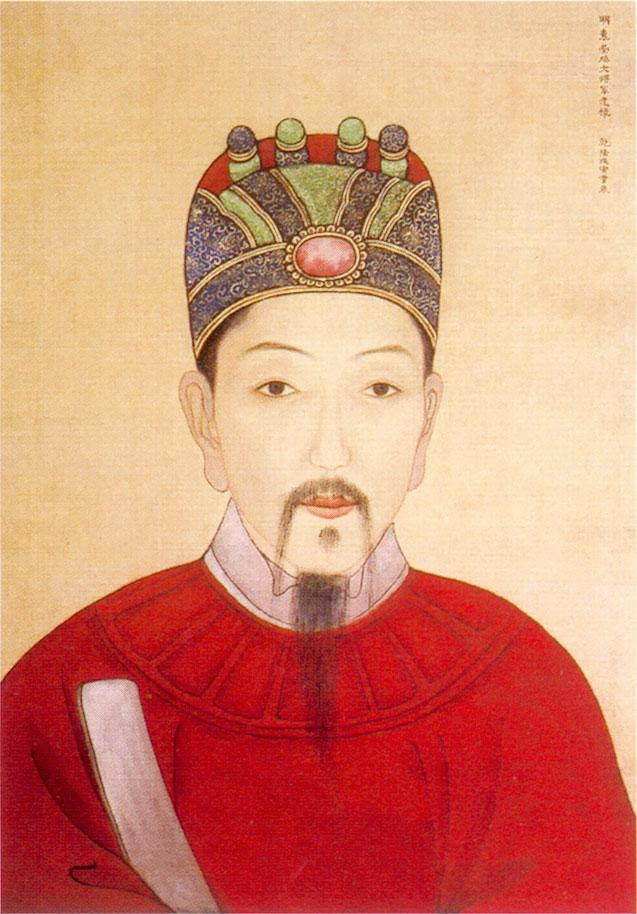
Viên Sùng Hoán (1584–1630), một quan chức dân sự nhưng đồng thời cũng là một tướng lĩnh xuất sắc.

Hậu duệ Minh Thái Tổ được phong làm vương gia, được trao binh quyền (thường là trên danh nghĩa), nhận bổng lộc hàng năm và sở hữu những vùng đất đai rộng lớn. Dù đều mang tước vương, nhưng vương gia thời nhà Minh không giống như vương gia thời nhà Hán hay nhà Tấn, đất đai của họ không phải là đất phong kiến. Vương gia thời nhà Minh không phục vụ bất kỳ chức năng hành chính nào, họ cũng chỉ được tham gia hoạt động quân sự dưới thời trị vì của hai vị hoàng đế đầu tiên. Dù bảo vệ quyền lợi của bản thân là một phần nguyên nhân khiến Yên vương Chu Đệ tạo phản, nhưng khi đã lên ngôi, ông ta lại tiếp tục thi hành chính sách của người cháu, tước binh quyền trong tay họ hàng và di dời thái ấp của họ ra khỏi vùng biên giới quân sự phía bắc. Tuy không phục vụ bất kỳ chức năng hành chính nào, nhưng vương gia, phò mã và hoàng thân, vẫn làm việc tại Tông Nhân phủ, nơi giám sát gia phả hoàng gia.
Giống như sĩ đại phu, tướng lĩnh quân đội cũng được xếp hạng theo một hệ thống phân cấp và được đánh giá thành tích 5 năm một lần (thay vì ba năm như với quan chức). Tuy nhiên, sĩ quan quân đội có ít uy tín hơn quan chức. Điều này đến từ việc vị trí mà họ đang có là cha truyền con nối (không dựa trên công trạng) và các giá trị Nho giáo thì bức chế những người chọn nghề chiến đấu (võ) thay vì theo đuổi nghiệp tri thức (văn). Mặc dù bị đánh giá thấp hơn, sĩ quan không bị loại khỏi các kỳ thi dân sự, sau năm 1478, quân đội thậm chí còn tổ chức kỳ thi riêng để kiểm tra kỹ năng quân sự. Ngoài việc tiếp quản cơ cấu quan liêu đã thiết lập từ thời nhà Nguyên, hoàng đế nhà Minh còn đặt ra một chức vụ có vai trò như một tổng đốc lưu động. Vào nửa đầu triều đại, những người đàn ông thuộc dòng dõi quý tộc đã thống trị các chức vụ cao trong bộ máy quân đội; xu hướng này đảo chiều khi họ bị thay thế bởi những người có địa vị khiêm tốn hơn trong nửa sau triều đại.

### Thể chế và bộ máy chính quyền

#### Xu hướng thể chế

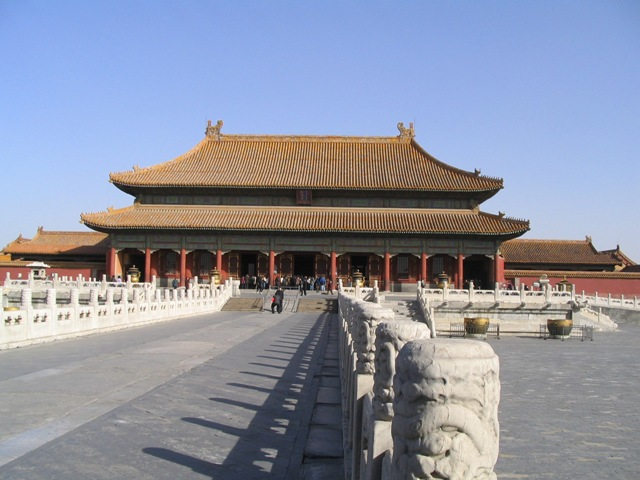
Tử Cấm thành, nơi ở chính thức của hoàng gia nhà Minh và nhà Thanh từ năm 1420 cho đến năm 1924, khi Trung Hoa Dân quốc đuổi Phổ Nghi khỏi Nội đình.

Trên cơ sở một hệ thống hành chính trung ương chính thường gọi là Tam tỉnh Lục bộ, được thiết lập bởi nhiều triều đại khác nhau từ cuối thời nhà Hán (202 TCN–220 CN), chính quyền nhà Minh chỉ giữ lại một "tỉnh" duy nhất là Trung Thư tỉnh có nhiệm vụ kiểm soát sáu bộ. Sau khi Tể tướng Hồ Duy Dung bị hành quyết vào năm 1380, Minh Thái Tổ bãi bỏ Trung Thư tỉnh, Đô Sát viện, Đô Đốc phủ, đích thân phụ trách Lục bộ và Ngũ Quân phủ. Do đó, gần như toàn bộ cấp quản lý trung gian đều đã bị Minh Thái Tổ xóa bỏ và chỉ được xây dựng lại một phần bởi những hoàng đế tiếp theo. Ban đầu Nội các được thành lập, đóng vai trò như một ban thư ký hỗ trợ hoàng đế về các vấn đề liên quan tới thủ tục hành chính, nhưng không có sự góp mặt của thừa tướng, hoặc tể tướng.
Năm 1391, Hoàng thái tử Chu Tiêu được Minh Thái Tổ bổ nhiệm chức tuần phủ, tới Thiểm Tây để "tuần tra và phủ dụ" dân chúng. Năm 1421, Minh Thành Tổ ủy nhiệm 26 quan chức đi khắp đất nước, duy trì các nhiệm vụ thẩm tra và khâm sai tương tự. Năm 1430, tuần phủ trở thành một chức quan chính thức. Đô Sát viện được tái thiết, điều hành bởi các giám sát ngự sử, sau này là các đô ngự sử. Đến năm 1453, tuần phủ đảm nhận chức phó đô ngự sử hoặc hữu đô ngự sử, có quyền gặp mặt trực tiếp hoàng đế. Cũng như các triều đại trước, chính quyền cấp tỉnh được giám sát bởi một viên thanh tra tạm thời đến từ Đô Sát viện. Ngự sử có thể luận tội quan chức bất cứ lúc nào, không giống như quan chức cấp cao chỉ làm điều này với cấp dưới trong các cuộc đánh giá ba năm một lần.
Mặc dù việc phân cấp quyền lực nhà nước trong phạm vi tỉnh đã có từ đầu thời nhà Minh, nhưng xu hướng các quan chức trung ương được ủy nhiệm về các tỉnh với vai trò "tổng đốc ảo" vẫn bắt đầu diễn ra vào những năm 1420. Cuối thời nhà Minh, có những quan chức dân sự trung ương được kiêm nhiệm chức tổng đốc ở hai hoặc nhiều tỉnh. Điều này tạo ra một hệ thống mà ở đó, quyền lực và sức ảnh hưởng của quân đội bị kiểm soát bởi lực lượng dân sự.

#### Nội các và Lục bộ

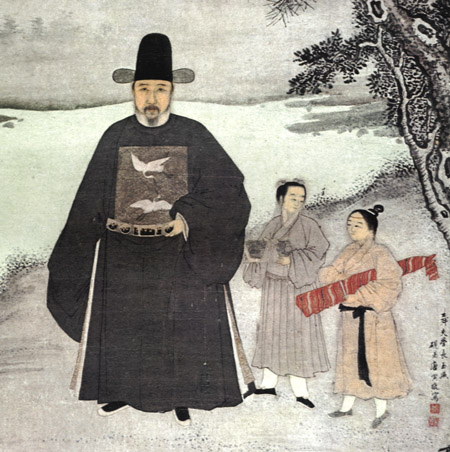
Bức chân dung Giang Thuấn Phu, một quan chức dưới thời Minh Hiếu Tông, hiện nằm ở Bảo tàng Nam Kinh. Bổ tử hình hai con hạc trên ngực áo là một "cấp hiệu" cho biết ông là một viên quan nhất phẩm.

Các thể chế chính phủ ở Trung Quốc tuân theo một mô hình tương tự nhau trong khoảng 2.000 năm, nhưng cứ mỗi triều đại lại có những văn phòng và cơ quan đặc biệt, phản ảnh các vấn đề đặc thù mà nó quan tâm. Chính quyền nhà Minh sử dụng Nội các để hỗ trợ hoàng đế. Thời Minh Thành Tổ, Nội các làm nhiệm vụ xử lý thủ tục giấy tờ. Thời Minh Nhân Tông (trị. 1424–1425), Nội các là cơ quan hàng đầu, có vai trò như thái sư, một chức vị dân sự cấp cao nhưng không nắm thực quyền. Nội các thu nhận thành viên từ Hàn Lâm viện và được coi như một phần quyền lực của hoàng đế, chứ không phải của đại thần (do đó, đôi khi nó có mâu thuẫn với cả hoàng đế và các đại thần). Nội các hoạt động như một cơ quan điều phối, trong khi Lục bộ – gồm Lại bộ, Hộ bộ, Lễ bộ, Binh bộ, Hình bộ, Công bộ – mới là những cơ quan hành chính trực tiếp của nhà nước:
1. Lại bộ phụ trách việc bổ nhiệm, xếp hạng khen thưởng, thăng chức và cách chức quan lại, cũng như phong tặng danh hiệu.[149]
2. Hộ bộ phụ trách việc thu thập dữ liệu dân số, thu thuế và xử lý các khoản thu của nhà nước. Có hai văn phòng tiền tệ trực thuộc Hộ bộ.[150]
3. Lễ bộ phụ trách nghi thức nhà nước, nghi lễ và lễ tế. Ngoài ra, Lễ bộ còn giám sát việc đăng ký chức tư tế Phật giáo và Đạo giáo trong triều đình, tiếp nhận sứ thần từ các quốc gia triều cống.[151]
4. Binh bộ phụ trách việc bổ nhiệm, thăng chức và cách chức sĩ quan quân đội, bảo trì cơ sở quân sự, thiết bị, vũ khí và hệ thống chuyển phát nhanh.[152]
5. Hình bộ phụ trách các quá trình tư pháp và hình sự, nhưng không có vai trò giám sát đối với Đô Sát viện và Đại Lý tự.[153]
6. Công bộ phụ trách các dự án xây dựng của chính phủ; thuê nghệ nhân, lao động phục vụ tạm thời; sản xuất thiết bị cho chính phủ; bảo trì đường sá, kênh rạch; tiêu chuẩn hóa khối lượng và đơn vị đo lường; tích lũy nguồn lực từ nông thôn.[153]

#### Ty và cục phục vụ hoàng gia
Công việc phục vụ hoàng gia hầu như được biên chế cho hoạn quan và cung nữ với các cục riêng của họ. Nữ quan được tổ chức thành Thượng Cung cục, Thượng Nghi cục, Thượng Phục cục, Thượng Thực cục, Thượng Tẩm cục, Thượng Công cục và Cung Chính ty. Từ những năm 1420, hoạn quan bắt đầu thay thế cung nữ, tiếp quản công việc ở các cục kể trên, cho đến khi chỉ còn lại Thượng Phục cục và bốn ty trực thuộc. Ban đầu, Minh Thái Tổ chỉ thành lập Nội Xử giám dành riêng cho hoạn quan. Tuy nhiên khi quyền lực của các hoạn quan ngày một gia tăng, số cơ quan hành chính của họ cũng nhiều lên. Cuối cùng, hoạn quan có 12 giám, 4 ty và 8 cục. Triều đình tuyển dụng hàng nghìn hoạn quan làm việc dưới sự quản lý của Nội Xử giám. Họ lại được phân chia thành nhiều giám khác nhau, có nhiệm vụ giám sát nhân viên, nghi lễ, thực phẩm, đồ dùng, tài liệu, chuồng ngựa, con dấu, may mặc, v.v. Bốn ty phụ trách nhiên liệu, nhã nhạc, giấy và bồn tắm. Tám cục phụ trách vũ khí, đồ bạc, đồ đồng, giặt là, mũ nón, xưởng dệt, xưởng rượu, vườn tược. Một số hoạn quan có ảnh hưởng nhất ở Nội Xử giám đã trở thành những nhà độc tài thực tế của đế quốc.

Mặc dù nhân viên phục vụ hoàng gia hầu hết là cung nữ và hoạn quan, vẫn có một văn phòng dân sự gọi là Thượng Bảo ty, hợp tác với các cơ quan hoạn quan trong việc duy trì con dấu, bản sao và tem bưu chính hoàng gia. Ngoài ra còn có thêm các văn phòng công vụ giám sát công việc của các vương gia.

## Quân đội

### Tổ chức

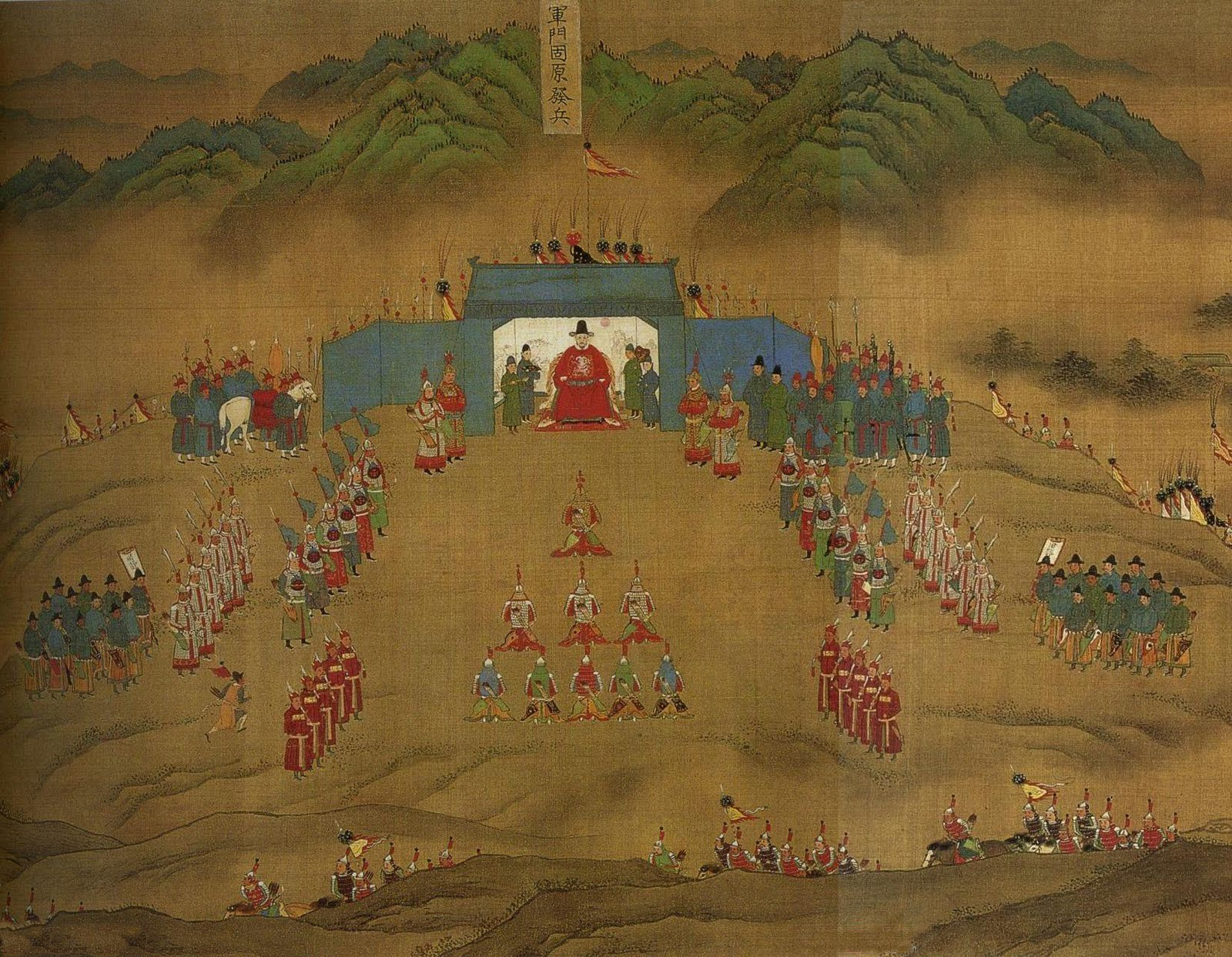
Bức tranh Bình phiên đắc thắng đồ, thời Minh Thần Tông.

Charles Hucker cho rằng thành phần đơn lẻ lớn nhất cấu thành bộ máy nhân sự nhà nước của nhà Minh là lực lượng quân đội. Giữa thế kỷ 16, những ước tính sơ bộ cho thấy quân đội nhà Minh có tới 10 vạn sĩ quan và 4 triệu binh lính. So với những con số ước đoán trên, con số thực tế có thể chỉ bằng phân nửa. Quân nhân phục vụ trong các vệ sở (5.600 người), thiên hộ sở (1.120 người), và bách hộ sở (112 người). Số lượng vệ sở  thay đổi theo thời gian, thường dao động quanh con số 300 trong phần lớn triều đại. Tại mỗi tỉnh thành, một Đô Chỉ huy sứ ty sẽ giám sát việc quản lý các vệ sở. Cuối cùng, hoạt động giám sát tất cả các đơn vị được phân chia cho năm Đô Đốc phủ có trụ sở đặt tại kinh đô – thành lập vào năm 1380 như một phần nỗ lực nhằm ngăn chặn bất kỳ cá nhân hoặc tổ chức nào có đủ quyền lực để âm mưu đảo chính.
Tiếp nối truyền thống của nhà Nguyên, nhà Minh sử dụng chế độ quân hộ cha truyền con nối để tổ chức phần lớn nhân lực phục vụ quân đội. Có trách nhiệm cung cấp một nam giới đảm bảo thể trạng nhập ngũ vào mọi thời điểm, quân hộ phải chịu sự giám sát sâu rộng của nhà nước. Quá trình triển khai, thăng chức, cách chức và hoạt động chiến đấu của mỗi binh lính kể từ khi gia đình họ trở thành một quân hộ đều được ghi chép thành những tập hồ sơ lưu trữ ở các bộ tại kinh đô và các cơ quan hành chính trực thuộc vệ sở địa phương do các sĩ quan chỉ huy đứng đầu. Những cơ quan hành chính quân sự này không chỉ chịu trách nhiệm triển khai, huấn luyện quân đội mà còn kiểm tra tình trạng thuế của binh lính, hỗ trợ tài chính cho những binh lính già yếu hoặc vợ góa, con côi của những binh lính đã tử trận, theo dõi việc sở hữu đất đai của quân nhân, xét xử tội hình sự và tương tác với người quản lý dân sự trong khu vực.
Như hầu hết các triều đại Trung Hoa, nhà Minh không sở hữu lực lượng quân đội chuyên nghiệp. Triều đình không trả lương cho sĩ quan mà ban phát đồn điền cho họ, binh lính cũng được cấp ruộng để trồng trọt, mỗi năm chỉ thao luyện một thời gian, khi có biến thì mới phải chiến đấu. Do đó, cuối triều đại, sau hơn hai trăm năm thái bình, năng lực chiến đấu của quân đội nhà Minh đã trở nên rất kém cỏi.

### Vũ khí thuốc súng

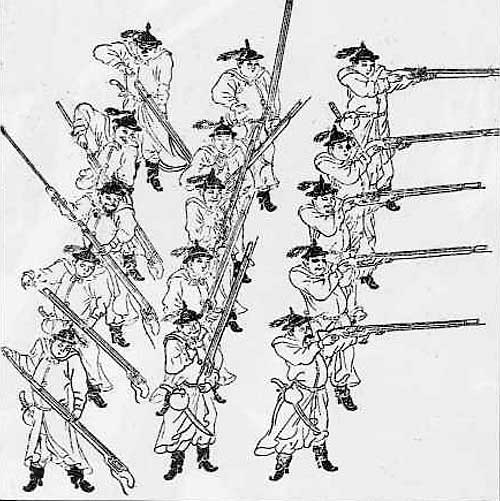
Ngự lâm quân nhà Minh.

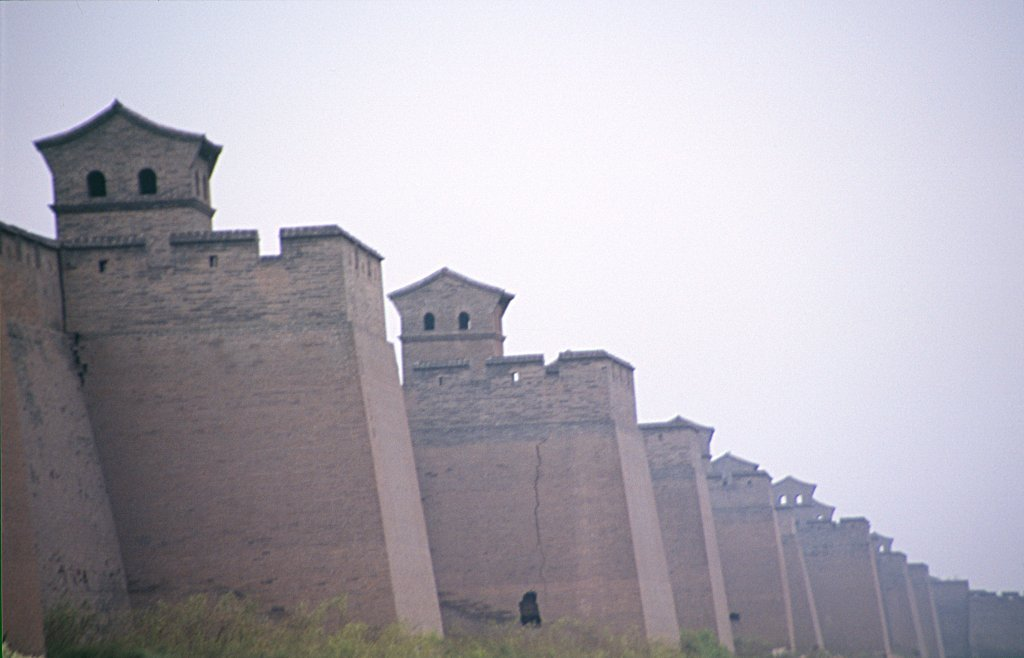
Tường thành cổ Bình Dao.

Nhà Minh là đế chế thuốc súng đầu tiên trong lịch sử. Trong những năm Hồng Vũ, quân đội nhà Minh có quân số từ 1,2 đến 1,8 triệu người với khoảng 10% trong số đó được trang bị súng ngắn. Năm 1450, 50% đơn vị đóng quân tại biên giới phía bắc sở hữu súng thần công. Năm 1466, một phần ba binh sĩ nhà Minh có thể đã được trang bị súng cầm tay. Thần Cơ doanh do Minh Thành Tổ thành lập là sư đoàn huấn luyện súng cầm tay đầu tiên trên thế giới. Áp dụng hữu hiệu súng cầm tay là một trong những nhân tố đem lại sự thành công vượt bậc cho các chiến dịch quân sự đầu triều đại.
Từ thế kỷ 15, công nghệ quốc phòng Trung Quốc bắt đầu trì trệ. Nguyên nhân là do quân nhân có địa vị xã hội thấp, quân đội không phải đương đầu với những kẻ thù đủ tinh vi để kích thích sự phát triển, và các hoàng đế theo đường lối Minh Thái Tổ thì ngờ vực sự cách tân vì cho rằng nó có thể làm suy yếu quyền lực nhà nước. Mặc dù ở châu Âu, thuốc súng đã tăng cường quyền kiểm soát của hoàng gia bằng cách giúp chính quyền phá hủy lâu đài của giới quý tộc, ở Trung Quốc, thuốc súng lại có xu hướng bổ trợ cho công sự phòng thủ; độ dày phi thường của các công sự đất nện có thể chống lại hỏa lực từ súng thần công theo cái cách mà những bức tường đá dựng đứng ở phương Tây không thể làm được.
Cuối thời nhà Minh, có nhiều tranh luận xoay quanh vấn đề súng cầm tay. Nhìn chung, người ta nhất trí rằng nên tăng số lượng súng cầm tay ở bất cứ nơi nào khả dĩ. Năm 1530, một đề xuất đã được đệ trình về việc nên thay thế các lực lượng đồn trú bằng những khẩu súng thần công nhỏ, mỗi khẩu do ba người điều khiển, qua đó giải phóng 90% quân lực để dành cho các hoạt động nông nghiệp. Trong những giai đoạn tiếp theo, pháo truyền thống Trung Quốc bắt đầu được thay thế bằng pháo phương Tây. Các loại súng hỏa mai tiên tiến du nhập vào Tây Bắc Trung Quốc từ Đế quốc Ottoman thông qua người Thỗ Lổ Phiên, và phổ biến rộng khắp đất nước vào những năm 1540 nhờ cướp biển Nhật Bản. Triều đình nhà Minh từng phong chức quan cho bốn nhà bác học phương Tây ở Ma Cao để họ giúp chế tạo súng ống. Hồng Di pháo, một loại súng thần công có xuất xứ từ Hà Lan, đóng vai trò quan trọng trong cuộc chiến giữa nhà Minh với người Mãn Châu.

## Văn hóa, xã hội

### Văn học và nghệ thuật

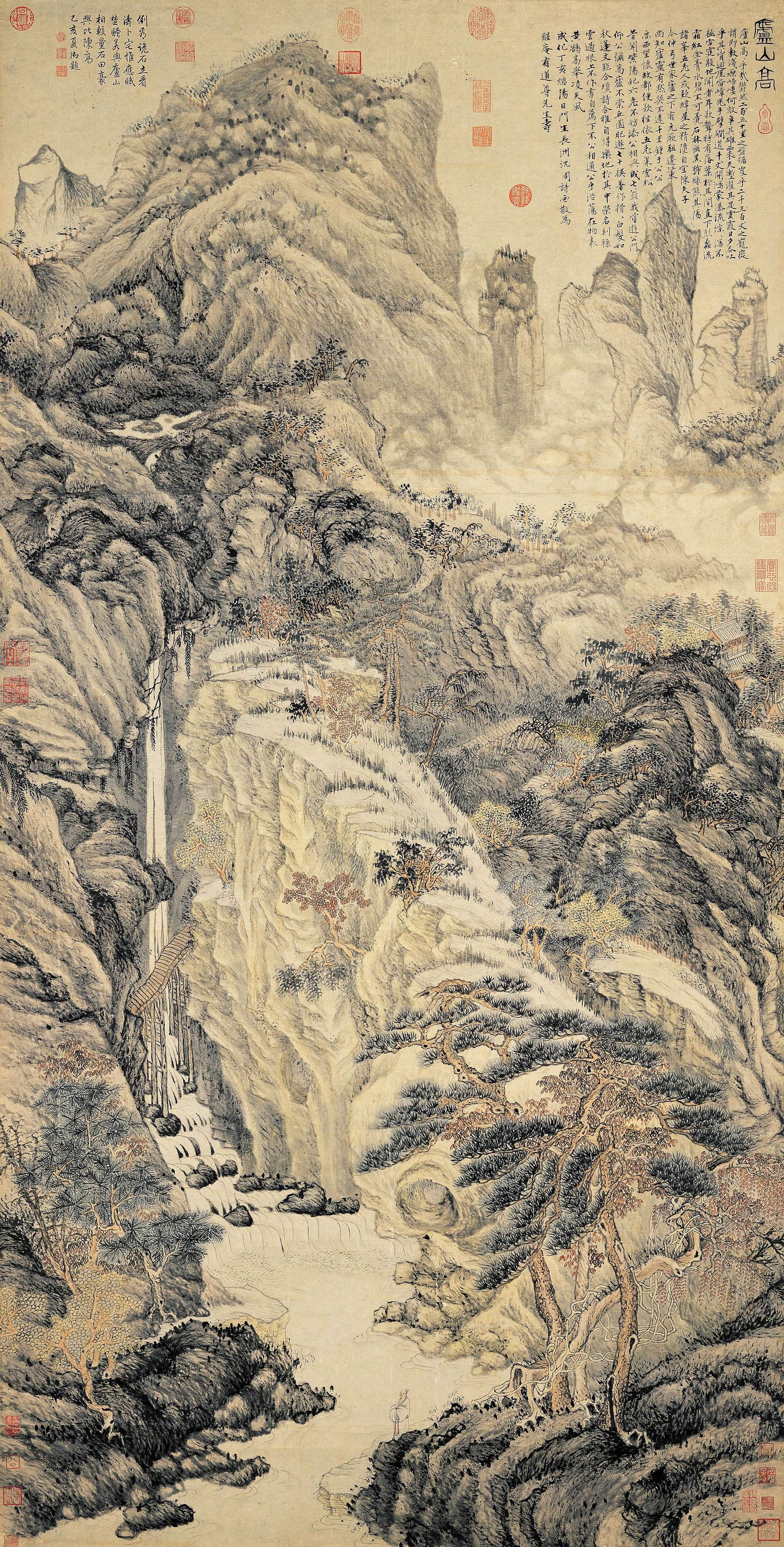
Lư sơn cao của Thẩm Chu, 1467.

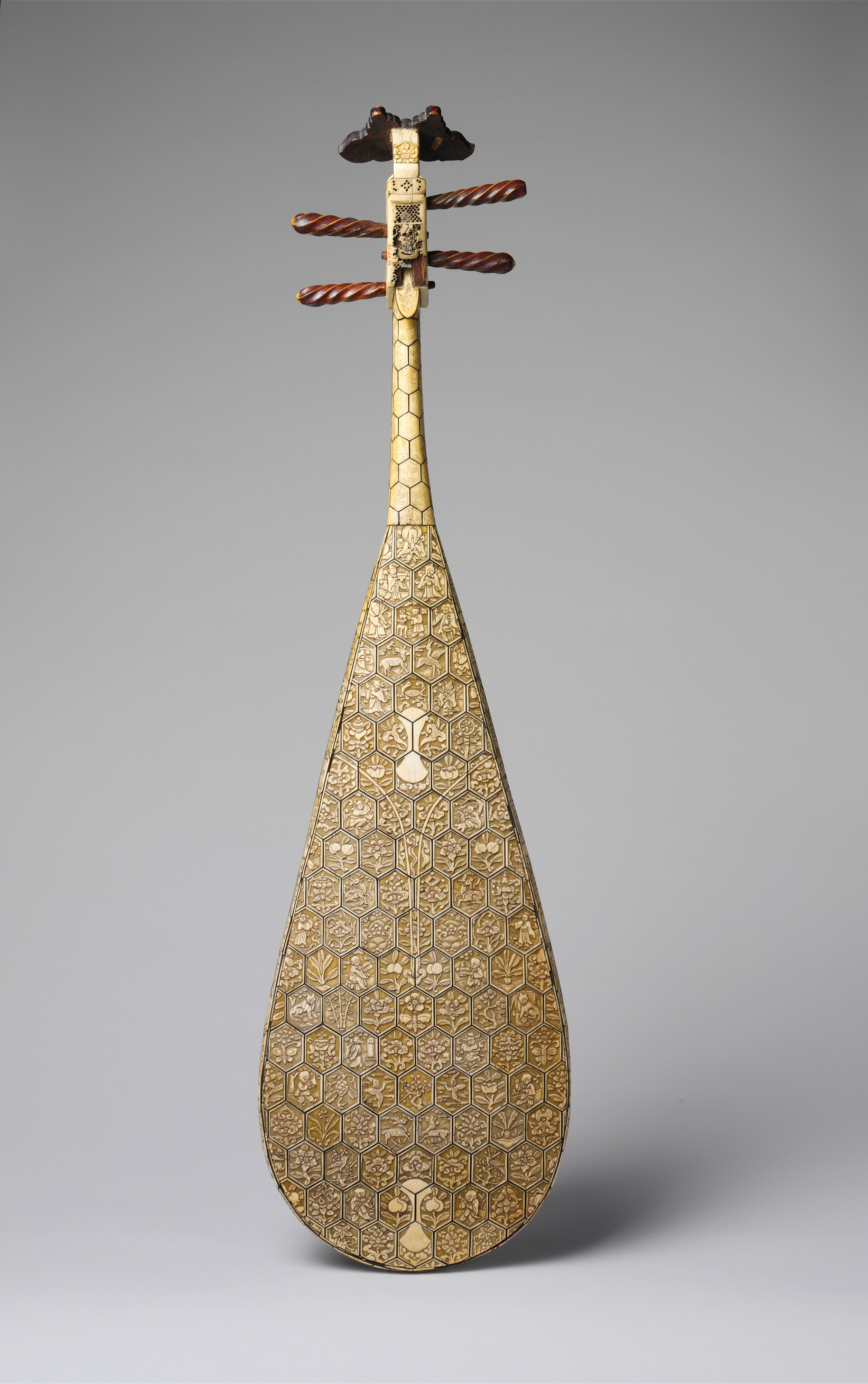
Mặt sau được trang trí của đàn tỳ bà từ thời nhà Minh.

Thời nhà Minh, văn học, hội họa, thơ ca, âm nhạc và các loại hình kinh kịch Trung Quốc đã phát triển rực rỡ, đặc biệt là ở vùng lưu vực sông Dương Tử trù phú. Mặc dầu truyện ngắn đã phổ biến từ tận thời nhà Đường (618–907), và tác phẩm của những tác giả đương thời như Từ Quang Khải, Từ Hà Khách, Tống Ứng Tinh, thường mang tính học thuật, bách khoa, nhưng tiểu thuyết bạch thoại mới là thể loại văn học phát triển nhất. Trong khi tầng lớp thân sĩ được giáo dục đủ để thông hiểu cổ văn, những người có trình độ học vấn thấp hơn – phụ nữ gia giáo, thương gia và nhân viên bán hàng – trở thành đối tượng khán giả tiềm năng của những thể loại văn học, nghệ thuật biểu diễn sử dụng bạch thoại. Vài tác phẩm nằm trong Tứ đại danh tác – như Thủy hử và Tây du ký – được các văn nhân biên tập, phát triển thành hình trong thời kỳ này. Dù dựa vào Thủy hử ra đời trước, Kim Bình Mai xuất bản năm 1610, đã khởi đầu xu hướng sáng tác độc lập, chú trọng vào tâm lý nhân vật. Cuối thời nhà Minh, Phùng Mộng Long và Lăng Mông Sơ cách tân thể loại truyện ngắn bạch thoại. Kịch bản sân khấu đã giàu trí tưởng tượng hơn. Vở kịch nối tiếng nhất, Mẫu đơn đình, được viết bởi Thang Hiển Tổ (1550–1616), công diễn lần đầu tại Đằng Vương các vào năm 1598.
Tản văn và du ký cũng là những điểm đáng chú ý khi đề cập tới văn học thời nhà Minh. Ký giả Từ Hà Khách (1587–1641) xuất bản cuốn Từ Hà Khách du ký chứa 404.000 Hán tự, có đầy đủ thông tin từ địa lý địa phương cho tới khoáng vật học. Hoạt động xuất bản báo tư nhân ở Bắc Kinh được nhắc đến lần đầu vào năm 1582. Đến năm 1638, tờ Kinh báo sử dụng kỹ thuật in sắp chữ thay thế cho in khắc gỗ. Cuối thời nhà Minh, một lĩnh vực văn học mới bàn về đạo đức kinh doanh được phát triển, dành cho độc giả là giới thương gia.

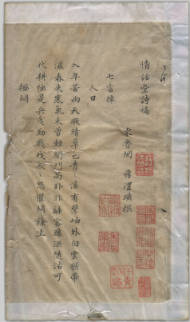
Một bài thơ ở thế kỷ 17.

Trái với Từ Hà Khách, người tập trung vào khía cạnh học thuật trong các tác phẩm du ký của mình, Viên Hoành Đạo (1568–1610), một quan chức kiêm nhà thơ, lại dùng bút ký để bày tỏ niềm khát khao với chủ nghĩa cá nhân, sự tự chủ và nỗi thất vọng với hình thức chính trị triều đình Nho giáo. Viên Hoành Đạo muốn giải phóng bản thân khỏi những thỏa hiệp đạo đức vốn không thể tách rời khỏi sự nghiệp của một sĩ đại phu. Tư tưởng "phản sĩ phu" trong các tác phẩm du ký của Viên Hoành Đạo thực chất là sự tiếp nối truyền thống từ Tô Đông Pha (1037–1101) – một quan chức kiêm nhà thơ thời nhà Tống. Viên Hoành Đạo cùng với hai người anh em, Viên Tông Đạo và Viên Trung Đạo, là ba nhà sáng lập trường phái văn chương Công An. Trường phái thơ và văn xuôi đề cao tính cá nhân này bị giới Nho sĩ chỉ trích vì sự liên kết của nó với chủ nghĩa trữ tình gợi cảm mãnh liệt, điều được thể hiện rõ ràng trong các tiểu thuyết bạch thoại thời nhà Minh như Kim Bình Mai. Tuy nhiên, ngay cả giới thượng lưu và sĩ đại phu cũng bị ảnh hưởng bởi trào lưu văn học lãng mạn mới, họ tìm bạn tri kỷ để tái hiện lại những câu chuyện tình hào hùng mà các cuộc hôn nhân sắp đặt thường không thể cung cấp hay đáp ứng được.

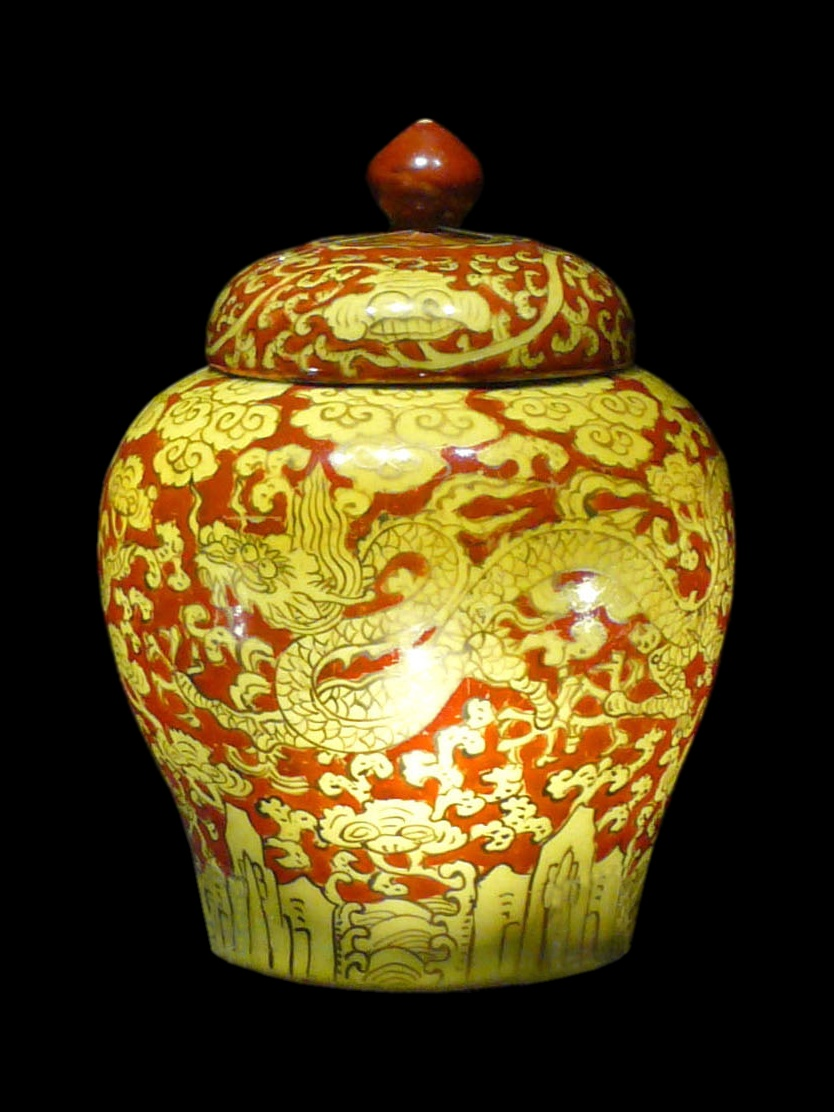
Một chiếc bình sứ thời Minh Thế Tông.

Một số họa sĩ nổi tiếng thời nhà Minh như Nghê Toản, Đổng Kỳ Xương, và nhóm Minh Tứ gia gồm Thẩm Chu, Đường Dần, Văn Chưng Minh, Cừu Anh, đã áp dụng kỹ thuật, phong cách, độ phức tạp trong hội họa của những người tiền nhiệm thời Tống, Nguyên, nhưng tự bổ sung thêm kỹ thuật và phong cách riêng. Các danh họa thời nhà Minh có thể kiếm sống dễ dàng bằng nghề vẽ tranh, vì họ định giá tranh của mình rất cao và cộng đồng văn hóa cao cấp thì luôn có nhu cầu sưu tập tác phẩm nghệ thuật giá trị. Từng có một vị khách trả cho Cừu Anh 100 lượng bạc để vẽ một bức trường quyển cho mẹ mình nhân dịp mừng thọ 80 tuổi. Các danh họa nổi tiếng thường có đông đảo môn sinh theo học, một số chỉ là họa sĩ nghiệp dư, chọn vẽ tranh làm nghề tay trái, số khác thì là họa sĩ chuyên nghiệp.
Gốm sứ thời nhà Minh rất nổi tiếng. Những lò nung hoàng gia ở Cảnh Đức, Giang Tây là trung tâm chế tác nhiều kiểu đồ sứ khác nhau, nổi danh nhất là sứ thanh hoa. Cuối thế kỷ 16, các nhà xưởng ở Đức Hóa, Phúc Kiến đã bắt đầu xuất khẩu đồ sứ Trung Quốc, phục vụ nhu cầu thị hiếu của người châu Âu. Nhiều nghệ nhân gốm sứ cũng được biết đến rộng rãi, chẳng hạn như Hà Triêu Tông, trứ danh với phong cách điêu khắc sứ trắng vào đầu thế kỷ 17. Trong cuốn The Ceramic Trade in Asia, Hà Thúy My ước tính rằng khoảng 16% lượng gốm sứ xuất khẩu của Trung Quốc cuối thời nhà Minh đến châu Âu, phần còn lại đến Nhật Bản và Đông Nam Á.
Đồ sứ tráng men hoặc đồ sơn mài chạm khắc với những thiết kế phối cảnh phức tạp như trong tranh, cùng với lụa thêu, cổ ngọc, ngà voi và pháp lam, có thể được tìm thấy trong những gia đình giàu có. Tư dinh của giới thượng lưu cũng thường được trang bị đồ gỗ cẩm lai và rèm mắt cáo trang trí lông vũ. Vật liệu viết lách của các học giả, bao gồm những chiếc bút lông chạm khắc tinh vi bằng đá hoặc gỗ, được thiết kế và sắp xếp theo một nghi thức nhất định để tạo nét thẩm mỹ.
Cuối thời nhà Minh, thú chơi những món hàng có hương vị nghệ thuật tinh tế kể trên sản sinh cơ hội làm ăn cho các nhà buôn và thậm chí là những kẻ lừa đảo ngầm. Khi còn ở Nam Kinh, tu sĩ Dòng Tên Matteo Ricci viết rằng gian thương Trung Quốc đã thu được lợi nhuận khổng lồ nhờ khả năng làm hàng nhái tài tình. Tuy nhiên, vẫn có những hướng dẫn để giúp dân chơi mới vào nghề cảnh giác, Lưu Đồng (mất năm 1637) và cuốn sách in năm 1635 của ông đã chỉ cho độc giả cách phân biệt một tác phẩm nghệ thuật là thật hay giả. Lưu Đồng tiết lộ rằng có thể giám định đồ đồng thời Minh Tuyên Tông (1426–1435) thông qua độ bóng và đồ sứ thời Minh Thành Tổ (1402–1424) thông qua độ dày.

### Kiến trúc

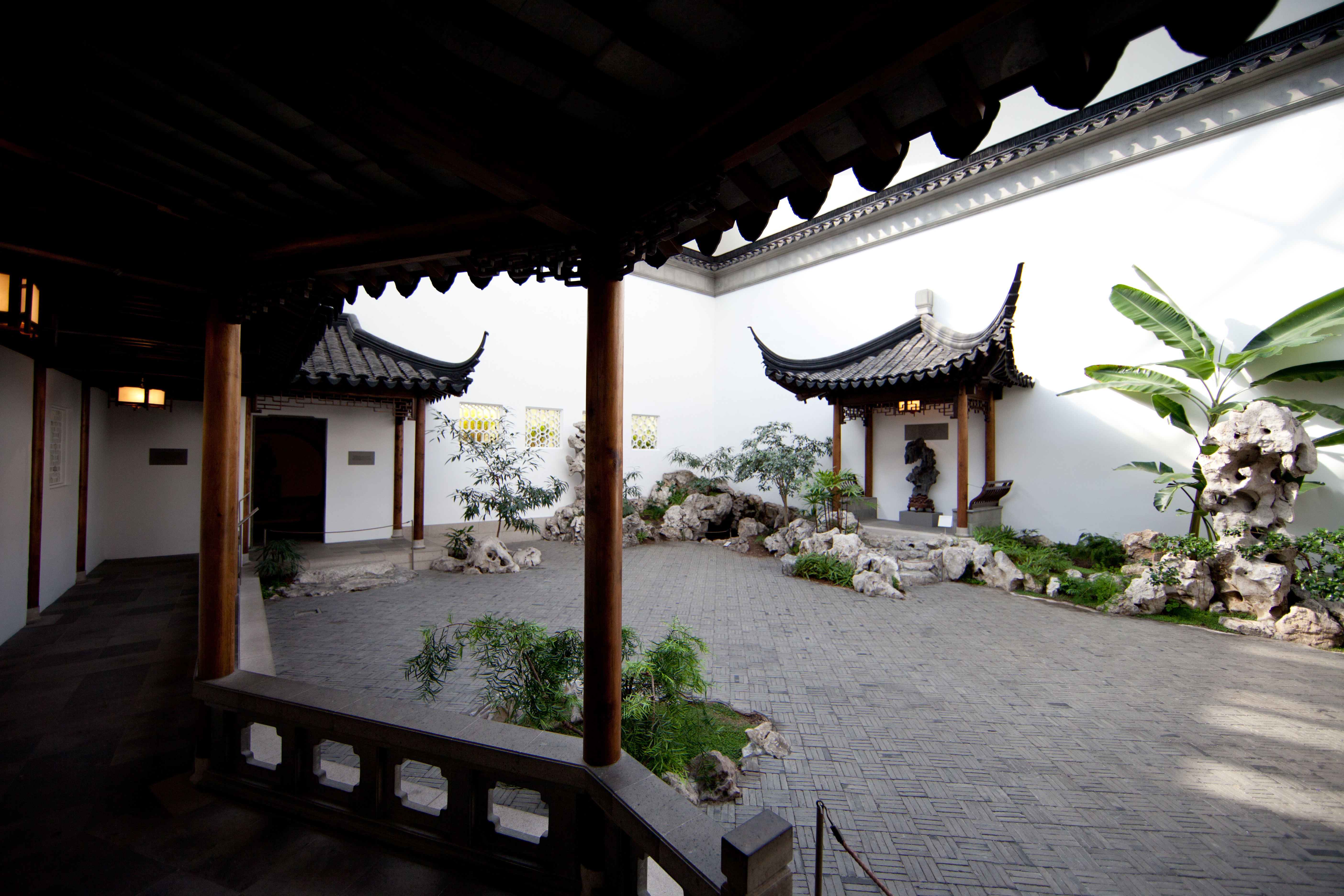
Sân trong nhà thời nhà Minh, phục dựng tại Viện bảo tàng Mỹ thuật Metropolitan.

Những hoạt động trong lĩnh vực kiến trúc được mở ra dưới thời nhà Minh ít đem lại những thay đổi lớn. Một số điều đáng ghi nhận là tính hoành tráng và bố cục đối xứng trong các mặt bằng; việc sử dụng gạch và phần xây trong các công trình nhiều hơn và phổ biến hơn; sở thích phát triển công trình theo phương ngang; đá được sử dụng rộng rãi để làm nền cao, lan can và cửa đi, trở thành thông lệ xây dựng dưới thời Minh–Thanh.
Quy hoạch thành thị và kiến trúc cung điện thời kỳ này đều được người đời sau tiếp tục sử dụng: Kinh đô Bắc Kinh và Nam Kinh, thành cổ có quy mô lớn nhất hiện còn tồn tại ở Trung Quốc, đều được quy hoạch và kinh doanh vào thời nhà Minh, cung điện đế vương thời nhà Thanh cũng được xây dựng thông qua việc không ngừng mở rộng, hoàn thiện trên cơ sở cung điện thời nhà Minh. Kinh đô Bắc Kinh được xây lại trên nền tảng vốn có, chia làm ba phần: Ngoại thành, Nội thành và Hoàng thành. Trang trí, tranh màu, tô điểm kiến trúc kiểu cung đình ngày càng có xu thế định hình hoá; bày biện trong trang trí cũng để lại nhiều tác phẩm làm từ các loại vật liệu khác nhau như gạch đá, chất men, gỗ cứng v.v. Thời nhà Minh, bố trí cụm kiến trúc Trung Quốc đã chín muồi hơn. Minh Hiếu lăng và Thập Tam lăng là hai ví dụ thực tế xuất sắc của việc khéo léo lợi dụng địa hình và môi trường để tạo nên bầu không khí trang nghiêm, kính trọng ở lăng mộ.

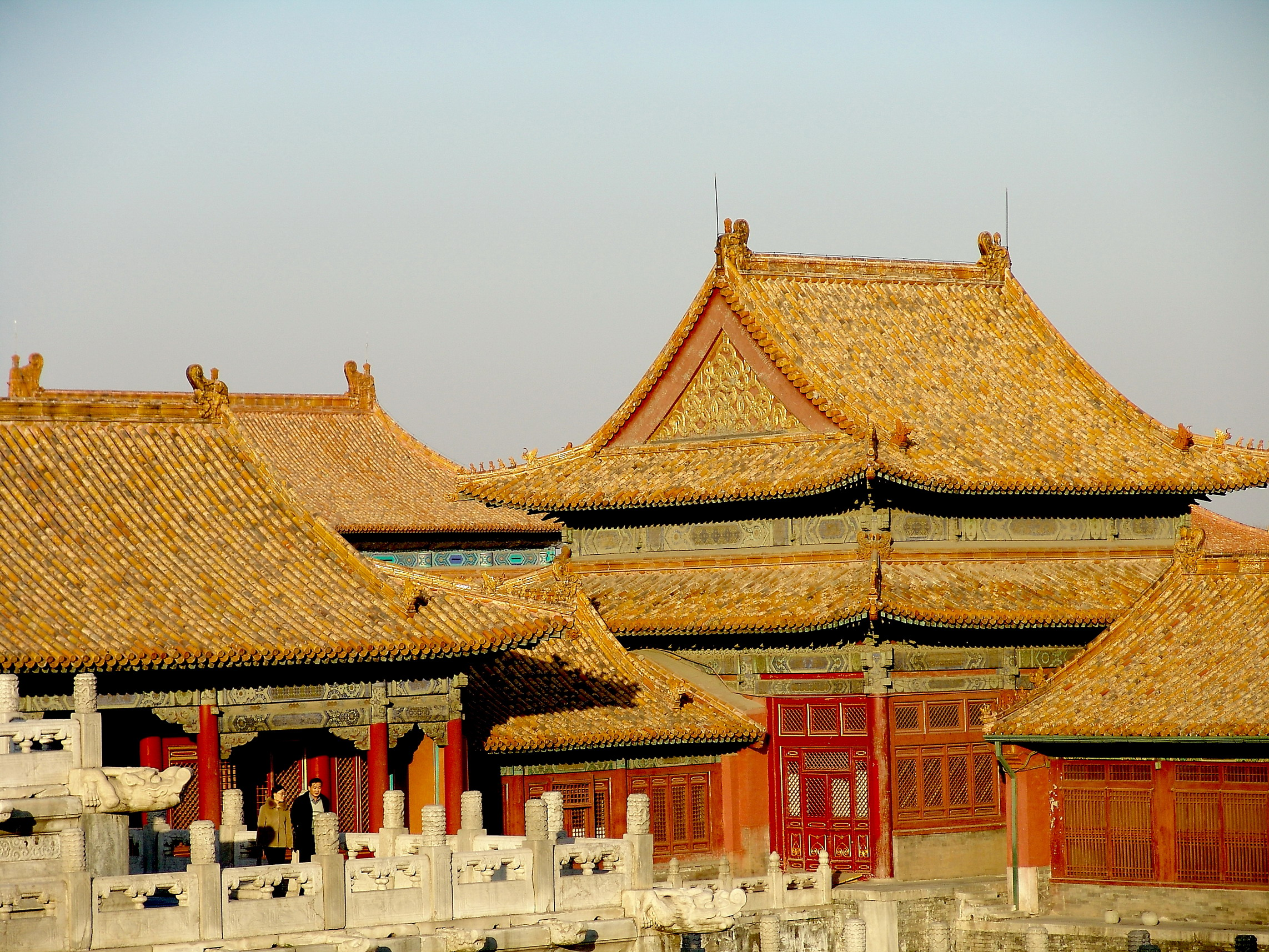
Ngói vàng, tường đỏ trong khuôn viên Tử Cấm thành.

Được xây dựng từ năm 1406 đến năm 1420, Tử Cấm thành gồm 980 tòa nhà, được cho là có 9.999 phòng và chiếm diện tích 72 ha. Cung điện là minh chứng cho sự xa hoa của nơi mà các Hoàng đế Trung Hoa từng sinh sống, đồng thời thể hiện rõ nét kiến trúc cung đình truyền thống Trung Quốc, ảnh hưởng đến sự phát triển văn hóa, kiến trúc ở Đông Á cũng như nhiều nơi khác. Tử Cấm thành được UNESCO công nhận là Di sản Thế giới vào năm 1987 và được xếp vào danh sách công trình kiến trúc cổ bằng gỗ được bảo tồn lớn nhất thế giới.
Trong The Great Wall of China: From History to Myth, Arthur Waldron khẳng định rằng phần lớn cái mà ngày nay người ta gọi là Vạn lý Trường thành được xây dựng vào nửa sau thế kỷ 16, tức cuối thời nhà Minh. Một khảo sát khảo cổ của Cục Quản lý Di sản Văn hóa phối hợp với Cục Đo đạc và Bản đồ Quốc gia đã tính toán rằng bức tường thành nhà Minh chạy dài 8.851 km – bao gồm 6.259 km tường thành, 359 km hào, 2.232 km các cấu trúc tự nhiên và 25.000 tháp canh. Hiện nay, khoảng một phần ba đoạn tường thành nguyên thủy của nhà Minh đã không còn nữa. Chỉ khoảng 8% được xem là được bảo quản tốt. Có rất nhiều mối đe dọa: xói mòn tự nhiên do gió và mưa; sự tàn phá của con người từ việc xây dựng; và thậm chí có những người lấy gạch để bán. Tất nhiên, còn có hư hại do bước chân người.

### Tôn giáo

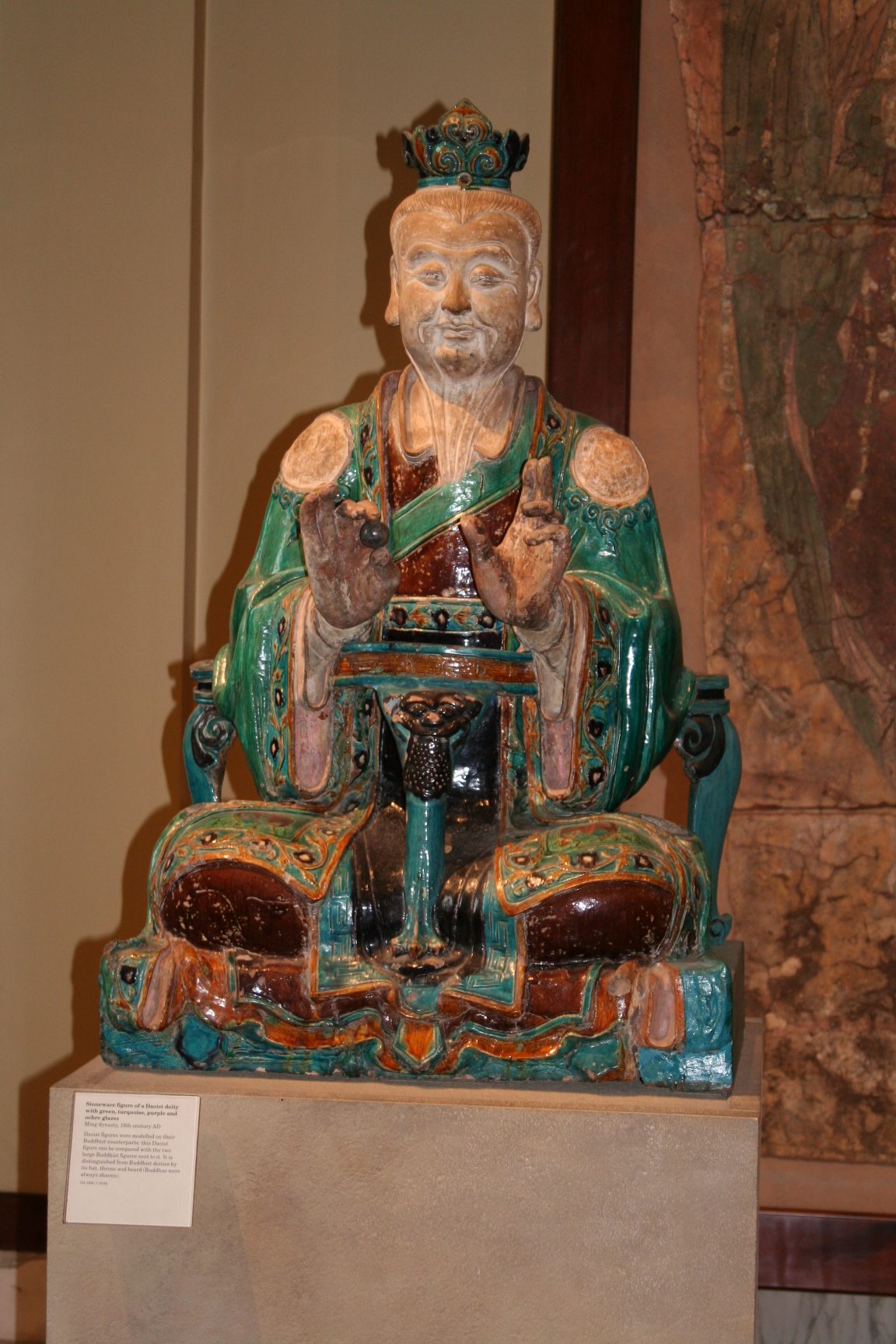
Tượng một vị thần Đạo giáo bằng đá tráng men của Trung Quốc, từ thời nhà Minh, thế kỷ 16.

Tín ngưỡng truyền thống cùng với Tam giáo – tức Nho giáo, Đạo giáo, Phật giáo – đóng vai trò chủ đạo trong đời sống tôn giáo dưới thời nhà Minh. Các Lạt ma Tây Tạng mà nhà Nguyên từng hỗ trợ không còn được tôn sùng, những hoàng đế đầu triều đại thì lại đặc biệt ủng hộ Đạo giáo, trao cho đạo sĩ nhiều vị trí trong các cơ quan nghi lễ nhà nước. Minh Thái Tổ hạn chế nền văn hóa đa quốc gia mà nhà Nguyên từng thiết lập. Ninh Hiến vương Chu Quyền thậm chí còn soạn một bộ bách khoa toàn thư công kích Phật giáo như một "tang môn" ngoại lai, có hại cho nhà nước, và một bộ bách khoa toàn thư khác sau này được thêm vào bộ Đạo Tạng.
Hồi giáo có chỗ đứng nhất định trên khắp Trung Quốc. Hồi giáo do Sa'd ibn Abi Waqqas khởi xướng từ thời nhà Đường, tiếp tục được ủng hộ chính thức mạnh mẽ trong thời nhà Nguyên. Mặc dù nhà Minh đã hạn chế ủng hộ Hồi giáo, nhưng vẫn có nhiều nhân vật Hồi giáo nổi danh từ sớm, bao gồm các tướng lĩnh của Minh Thái Tổ là Thường Ngộ Xuân, Lam Ngọc, Đinh Đức Hưng và Mộc Anh, hay viên hoạn quan quyền lực của Minh Thành Tổ là Trịnh Hòa. Với việc thông qua Điều 122 trong Đại Minh luật, Minh Thái Tổ yêu cầu người Hồi giáo gốc Mông Cổ và Sắc mục Trung Á phải kết hôn với người Hán.

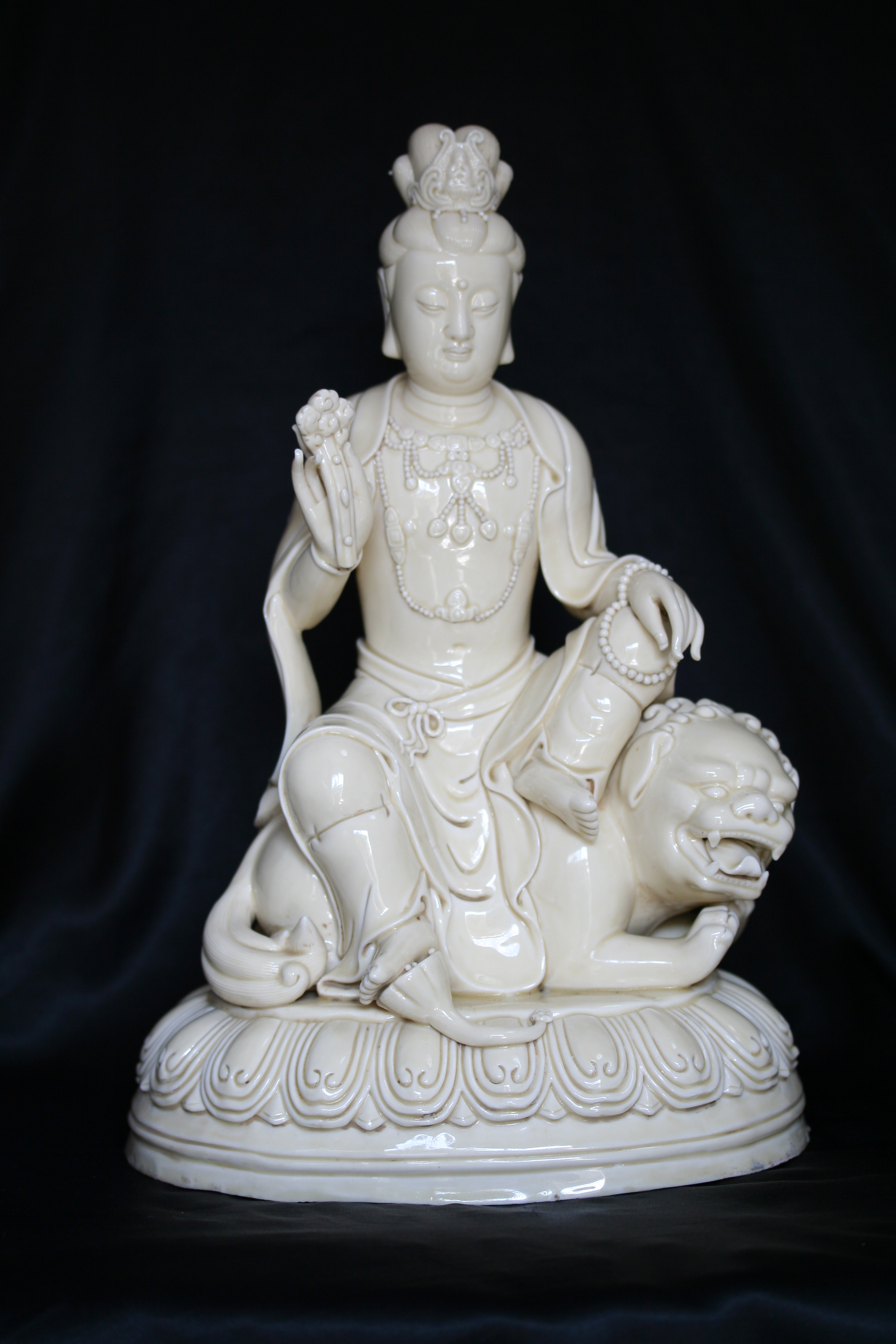
Tác phẩm đồ sứ Đức Hóa chạm khắc Văn-thù-sư-lợi của Hà Triêu Tông, thế kỷ 17. Tống Ứng Tinh đã dành hẳn một phần trong cuốn sách của mình cho ngành công nghiệp gốm sứ, bàn về cách chế tác những tác phẩm như thế này.

Khi nhà Minh mới thành lập, Cơ Đốc giáo bị đả phá mạnh mẽ. Ngay trong năm đầu tiên tại vị, Minh Thái Tổ tuyên bố hoạt động truyền đạo của các tu sĩ Dòng Phan Sinh trong suốt 80 năm thời nhà Nguyên là không chính thống và bất hợp pháp. Nhà thờ Cảnh giáo có tuổi đời hàng thế kỷ cũng biến mất. Tới giai đoạn cuối triều đại, một làn sóng tu sĩ Cơ Đốc giáo đến Trung Quốc truyền đạo bắt đầu hình thành, đặc biệt là tu sĩ Dòng Tên, những người áp dụng khoa học và công nghệ phương Tây trong lý luận tuyên truyền cải đạo. Những tu sĩ này được đào tạo về ngôn ngữ và văn hóa Trung Quốc tại Đại học Thánh Phaolô ở Macao sau khi ngôi trường này được thành lập vào năm 1579. Người có ảnh hưởng lớn nhất là Matteo Ricci, công trình "Khôn dư vạn quốc toàn đồ" của ông đã làm đảo lộn ngành địa lý truyền thống khắp Đông Á, bản dịch tiếng Trung đầu tiên của cuốn Cơ sở ra đời năm 1607, cũng là thành quả hợp tác giữa Ricci với Từ Quang Khải – một quan chức cải đạo. Cơ Đốc giáo được thừa nhận là một đức tin lâu đời, có uy tín hơn là một giáo phái mới và nguy hiểm khi người ta tìm thấy một tấm bia của các tu sĩ Cảnh giáo vào năm 1625. Tuy nhiên, đã có những bất đồng gay gắt xoay quanh chính sách cho phép người cải đạo tiếp tục thực hiện nghi lễ với hoàng đế, Khổng Tử và tổ tiên của họ: Ricci dễ dàng chấp nhận nhưng những người kế nhiệm ông thì lại nỗ lực đẩy lùi chính sách, dẫn đến Biến cố Nam Kinh năm 1616, khiến bốn tu sĩ Dòng Tên bị lưu đày tới Ma Cao và buộc những người khác không được hoạt động xã hội trong vòng sáu năm. Một loạt thất bại bẽ bàng của giới thiên văn học Trung Quốc – bao gồm việc bỏ lỡ thời điểm nhật thực mà Từ Quang Khải và Sabatino de Ursis dễ dàng tính toán được – và việc trở lại thể hiện mình trong vai trò những học giả theo khuôn mẫu Nho giáo, đã khôi phục lại vận may cho các tu sĩ Dòng Tên. Tuy nhiên, cuối thời nhà Minh, giới tu sĩ Dòng Đa Minh tại Roma bắt đầu có những tranh cãi về nghi lễ Trung Quốc, kết quả là tới thời nhà Thanh thì Cơ Đốc giáo bị cấm hoàn toàn.
Một trong số 5 nghìn người Do Thái giáo Khai Phong từng liên lạc với Ricci trong thời gian ông truyền đạo. Ricci cũng đã giới thiệu Do Thái giáo Khai Phong cùng lịch sử lâu đời của họ tại Trung Quốc với người châu Âu. Tuy nhiên, một viên tổng đốc nhà Minh đã gây nên trận lụt năm 1642 ở Khai Phong, tàn phá cộng đồng Do Thái giáo, hủy hoại hoàn toàn năm trong số mười hai gia đình, giáo đường Do Thái giáo và hầu hết kinh Torah.

### Triết học

#### Tư tưởng Nho giáo của Vương Dương Minh

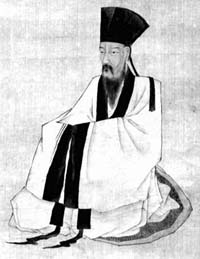
Vương Dương Minh (1472–1529), được coi là nhà tư tưởng Nho giáo có ảnh hưởng nhất kể từ sau Chu Hi.

Dưới thời nhà Minh, học thuyết Tân Nho giáo của học giả Chu Hi được triều đình và giới tri thức Trung Quốc nói chung chấp nhận, mặc dù người thừa kế trực tiếp trường phái này là Phương Hiếu Nhụ đã bị Minh Thành Tổ tru di thập tộc vào năm 1402. Tuy nhiên, học giả nhà Minh có ảnh hưởng lớn nhất đối với các thế hệ tiếp theo phải là Vương Dương Minh (1472–1529), người mà học thuyết của ông đương thời bị tấn công gay gắt vì có nét tương đồng với Thiền tông Phật giáo. Dựa trên khái niệm "cách vật trí tri" của Chu Hi, tức là hiểu rõ được sự vật, hiện tượng thông qua việc nghiên cứu chúng một cách cẩn thận và hợp lý, Vương Dương Minh lập luận rằng các khái niệm phổ quát nhất sẽ xuất hiện trong tâm trí của bất kỳ ai. Do đó, ông tuyên bố rằng bất kỳ ai – không kể gia thế hay học vấn – đều có thể trở nên uyên bác như Khổng Tử, Mạnh Tử và rằng thứ mà hai bậc hiền triết kia viết không phải là nguồn chân lý mà chỉ là những hướng dẫn có thể có sai sót khi được kiểm tra kỹ càng. Một nông dân giàu kinh nghiệm có trí thông minh, sẽ khôn ngoan hơn một quan chức thuộc lòng Tứ thư, Ngũ kinh nhưng không trải nghiệm thực tế.

#### Phản ứng bảo thủ

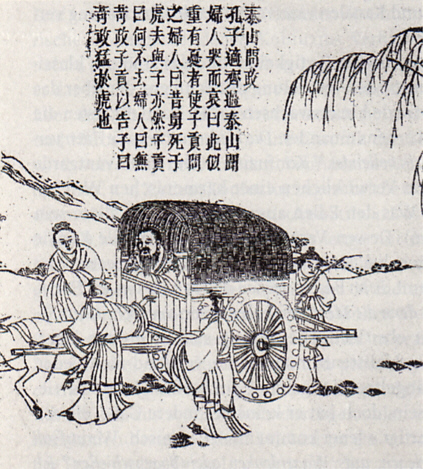
Một bản in thời nhà Minh vẽ Khổng Tử trên đường đến kinh đô Lạc Dương của đại nhà Chu.

Các sĩ đại phu khác bắt đầu tỏ ra cảnh giác với chủ nghĩa dị đoan, số lượng môn đồ ngày càng gia tăng khi vẫn còn tại nhiệm, và cả thông điệp nổi loạn mang tính xã hội của Vương Dương Minh. Để hạn chế bớt tầm ảnh hưởng của Vương Dương Minh, triều đình thường phái ông đi giải quyết quân vụ và nội loạn ở xa kinh thành. Tuy nhiên, những ý tưởng của Vương Dương Minh đã kịp thâm nhập vào dòng tư tưởng chính thống ở Trung Quốc, thúc đẩy một mối quan tâm mới tới Đạo giáo và Phật giáo. Hơn nữa, mọi người bắt đầu đặt câu hỏi về tính hợp lệ của hệ thống phân cấp xã hội và về quan niệm học giả thì nên xếp trên nông dân. Vương Cấn, một công nhân mỏ muối và cũng là học trò của Vương Dương Minh, đã thuyết giảng cho dân thường về việc nên theo đuổi giáo dục để cải thiện cuộc sống, trong khi môn đồ của ông là Hà Tâm Ẩn thì thách thức sự đề cao, nhấn mạnh nhân tố gia đình trong xã hội Trung Quốc. Cùng thời với Hà Tâm Ẩn, Lý Chí thậm chí còn dạy rằng phụ nữ bình đẳng trí tuệ với nam giới và xứng đáng được nhận sự giáo dục tốt hơn. Cả Lý Chí và Hà Tâm Ẩn đều bị tống giam rồi chết trong tù vì tội truyền bá "những quan niệm nguy hiểm". Tuy nhiên, những "quan niệm nguy hiểm" về giáo dục phụ nữ từ lâu đã không còn xa lạ với một số bà mẹ, và gái bán hoa, những người giỏi thư pháp, hội họa, thơ ca chẳng khác gì khách hàng của họ.
Quan điểm tự do của Vương Dương Minh bị phản đối bởi Đô Sát viện và Đông Lâm thư viện, tái lập vào năm 1604. Nho sĩ bảo thủ muốn phục hưng luân lý Nho giáo chính thống. Cố Hiến Thành phản bác lại quan điểm về tri thức đạo đức học bẩm sinh của Vương Dương Minh, cho rằng đó chỉ đơn giản là sự hợp thức hóa cho những hành vi vô đạo đức như mưu cầu tham lam hay tư lợi cá nhân. Hai luồng tư tưởng Nho giáo kể trên, trở nên chai cứng vì quan niệm của các học giả về nghĩa vụ đối với người thầy của họ, phát triển thành chủ nghĩa bè phái lan rộng giữa các đại thần, những người sẵn sàng dùng mọi cách để luận tội, đánh bật thành viên phe phái bên kia ra khỏi triều đình.

### Đời sống thành thị và nông thôn

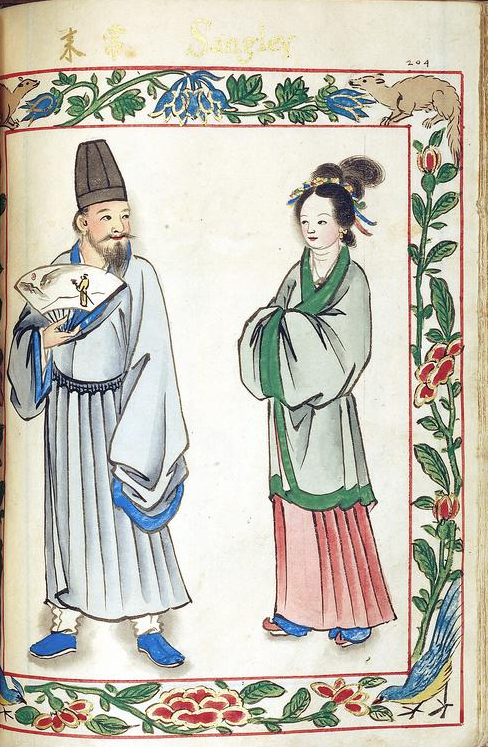
Thường dân trong bộ Hán phục thời Minh Thần Tông, minh họa trong Boxer Codex của người Tây Ban Nha.

Vương Cấn có thể thuyết giảng triết học cho dân chúng đến từ nhiều vùng khác nhau bởi vì – theo một xu hướng đã dần rõ ràng từ thời nhà Tống – cộng đồng xã hội thời nhà Minh ít bị cô lập hơn khi khoảng cách giữa các thị trấn dần bị thu hẹp. Số lượng trường học, dòng họ, hiệp hội tôn giáo, và các tổ chức tình nguyện địa phương khác gia tăng, tạo điều kiện để bậc trí giả có cơ hội tiếp xúc nhiều hơn với dân địa phương. Jonathan Spence viết rằng sự phân hóa giữa thành thị và nông thôn đã bị xóa nhòa trong thời nhà Minh, khi mà nhiều khu vực ngoại ô có các trang trại nằm ngay bên ngoài (đôi khi nằm bên trong) những bức tường thành. Ranh giới giữa các tầng lớp kinh tế xã hội trong bốn ngành nghề truyền thống (sĩ, nông, công, thương) cũng rất mờ nhạt, nghệ nhân thỉnh thoảng làm việc ở trang trại vào mùa cao điểm, và nông dân thường vào thành phố để tìm việc làm trong thời kỳ đói kém.
Nhiều ngành nghề được lựa chọn hoặc kế thừa theo truyền thống cha ông. Chúng bao gồm – nhưng không giới hạn – nghề làm quan tài, nghề làm đồ sắt hoặc thợ rèn, thợ may, đầu bếp, thợ làm mỳ, thương nhân bán lẻ, chủ quán rượu, chủ quán trà, quản lý quầy rượu, thợ đóng giày, thợ khắc con dấu, chủ tiệm cầm đồ, ma cô nhà thổ và chủ ngân hàng thương mại. Hầu như thị trấn nào cũng có một nhà thổ, có thể có cả trai bao lẫn gái bao. Trai bao đắt giá hơn gái bao vì việc một người đàn ông lớn tuổi có tình cảm với một cậu thiếu niên được xem là dấu hiệu của địa vị thượng lưu, cho dù hành vi kê gian bị coi là đáng ghê tởm theo chuẩn mực tình dục. Nhà tắm công cộng đã trở nên phổ biến hơn thời trước. Cửa hàng, nhà bán lẻ thành thị bán nhiều loại hàng hóa như vàng mã, hàng xa xỉ chuyên dụng, mũ nón, vải tốt, trà, v.v. Những cộng đồng nhỏ hay các thị trấn thì lại quá nghèo hoặc quá phân tán để cửa hàng và nghệ nhân có thể lấy được hàng hóa thông qua chợ phiên định kỳ hoặc người bán hàng rong. Một thị trấn nhỏ cũng có thể là nơi dành riêng cho giáo dục tiểu học, tin tức, buôn chuyện, thi đấu thể thao, lễ hội tôn giáo, kịch lưu động, thu thuế, và phân phát lương thực cứu đói.

Bản đồ Bắc Kinh thời nhà Minh.

Nông dân phía bắc dành cả ngày để thu hoạch các loại cây trồng như lúa mì, hạt kê, trong khi nông dân phía nam sông Hoài trồng lúa nước thâm canh, có ao hồ để nuôi vịt và cá. Hoạt động trồng trè, trồng dâu nuôi tằm xuất hiện ở hầu khắp phía nam sông Dương Tử; thậm chí ở khu vực xa hơn về phía nam, mía, cam, quýt được trồng như những loài cây cơ bản. Một số người dân ở miền núi tây nam chọn nghề bán gỗ tre làm kế sinh nhai. Bên cạnh việc chặt cây lấy gỗ đem bán, người nghèo còn kiếm sống bằng cách sản xuất than củi, đốt vỏ sò lấy vôi, đan chiếu và giỏ. Ở phía bắc, đi lại bằng ngựa hoặc xe ngựa là phổ biến nhất, trong khi ở phía nam, giao thông đường thủy rẻ và thuận tiện vì khu vực này có nhiều sông, hồ, kênh rạch. Mặc dù chủ đất và nông dân tá điền là những đặc trưng của khu vực phía nam, nhưng ở khu vực phía bắc, trung bình có nhiều chủ ruộng hơn, do khí hậu khắc nghiệt, đời sống người dân chỉ dừng ở mức đủ ăn, đủ mặc.
Giai đoạn đầu thời nhà Minh là giai đoạn chứng kiến những điều luật cấm xa hoa nghiêm ngặt nhất trong lịch sử Trung Quốc. Thường dân mặc đồ làm bằng lụa tốt, có màu đỏ tươi, lục thẫm hoặc vàng là phạm pháp; họ cũng không được đi ủng hay đội mũ quan. Phụ nữ không được mang đồ trang sức làm từ vàng, ngọc bích, ngọc trai hoặc lục bảo. Thương gia và gia đình bị cấm dùng vải lụa. Tuy nhiên, những luật cấm kể trên không còn hiệu lực từ giữa thời nhà Minh.

## Kinh tế

### Tiền tệ

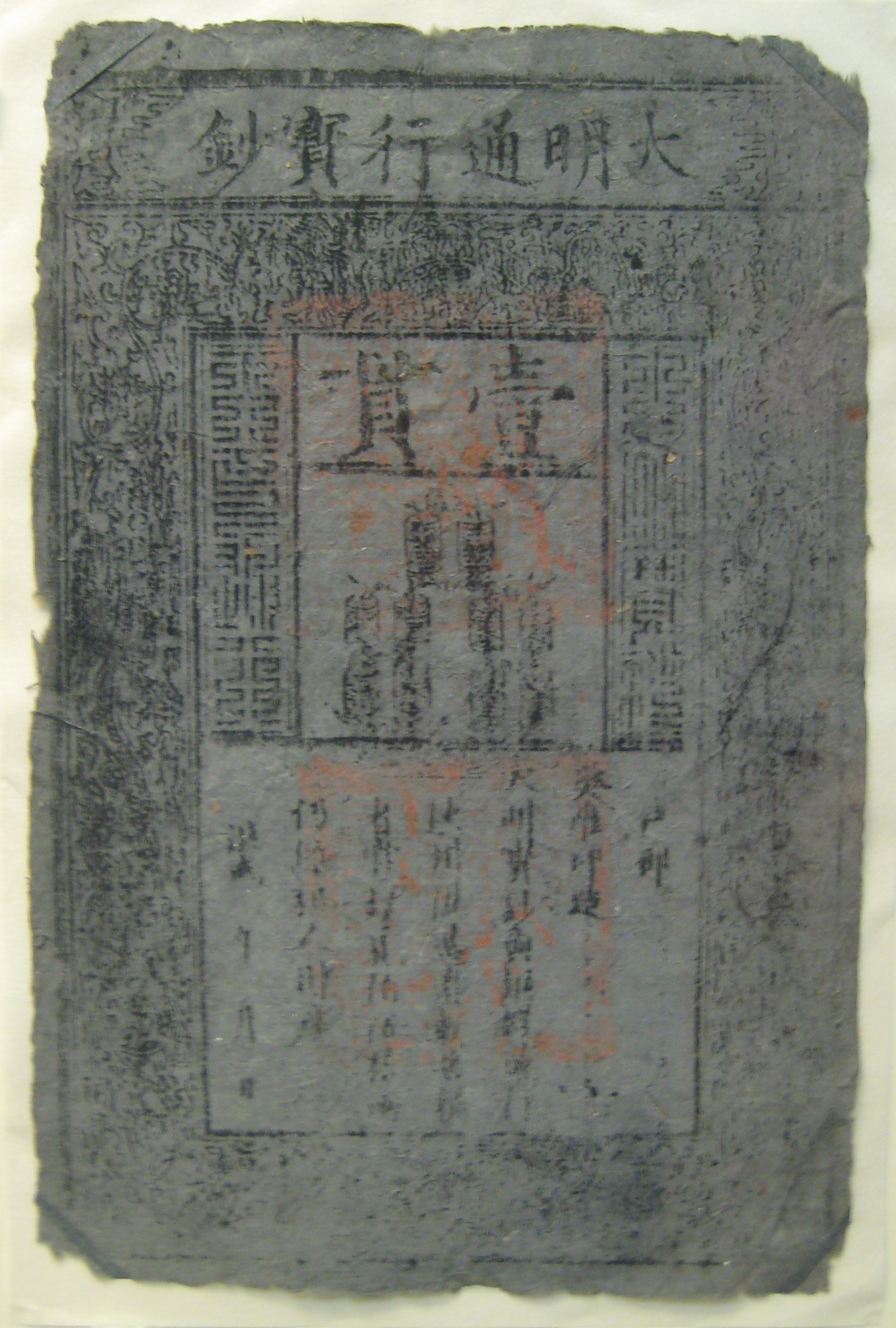
Tờ tiền giấy Đại Minh bảo sao có giá trị bằng một quan tiền đồng.

Đầu thời nhà Minh, triều đình cố gắng sử dụng tiền giấy, đồng thời kiểm soát dòng thất thoát kim loại quý thông qua lệnh cấm ngoại thương tư nhân. Cũng như thời trước, tiền giấy bị làm giả tràn lan và lâm vào tình trạng siêu lạm phát. Đến năm 1425, tiền giấy được giao dịch với giá chỉ bằng khoảng 0,014% giá trị ban đầu thời Minh Thái Tổ. Tiền giấy vẫn được lưu hành cho tới cuối năm 1573, nhưng không còn được in thêm kể từ năm 1450. Người dân chủ yếu dùng bạc nén để giao dịch thay vì tiền xu nhỏ đúc bằng kim loại cơ bản. Do độ tinh khiết và trọng lượng chính xác không đồng nhất, bạc được quy thành đĩnh, đong đếm theo đơn vị lượng. Đĩnh bạc do tư nhân sản xuất lần đầu được sử dụng ở Quảng Đông, lan rộng tới vùng hạ lưu sông Dương Tử vào khoảng năm 1423, năm mà bạc được chấp nhận dùng để thanh toán nghĩa vụ thuế. Giữa thế kỷ 15, sự khan hiếm bạc lưu hành đã gây ra tình trạng co thắt tiền tệ cũng như làm gia tăng hình thức giao dịch đổi hàng lấy hàng. Vấn đề kể trên được giải quyết thông qua hoạt động buôn lậu, mà sau này trở thành hợp pháp – nhập bạc Nhật Bản (chủ yếu thông qua Bồ Đào Nha, Hà Lan) và bạc Tây Ban Nha từ Potosí thông qua các đoàn thuyền buồm ở Manila. Người dân được yêu cầu dùng bạc để nộp thuế tỉnh vào năm 1465, thuế muối vào năm 1475 và phí miễn trừ sưu dịch vào năm 1485. Cuối thời nhà Minh, một khối lượng bạc phi thường đã được tiêu thụ: vào thời điểm mà hàng chục nghìn bảng là cả gia tài đối với một thương nhân Anh, thì gia tộc thương gia họ Trịnh đã thường xuyên tham gia những thương vụ trị giá hàng triệu lượng bạc. Tuy nhiên, giữa thế kỷ 17, một đợt khan hiếm bạc khác lại bùng phát khi Vua Felipe IV bắt đầu thực thi lệnh hạn chế thương mại trực tiếp giữa Tân Tây Ban Nha và Trung Quốc cùng thời điểm Mạc phủ Tokugawa ngăn cấm đa phần giao thương nước ngoài, cắt đứt khả năng tiếp cận nguồn bạc Nhật Bản của người Bồ Đào Nha và Hà Lan.

### Nông nghiệp

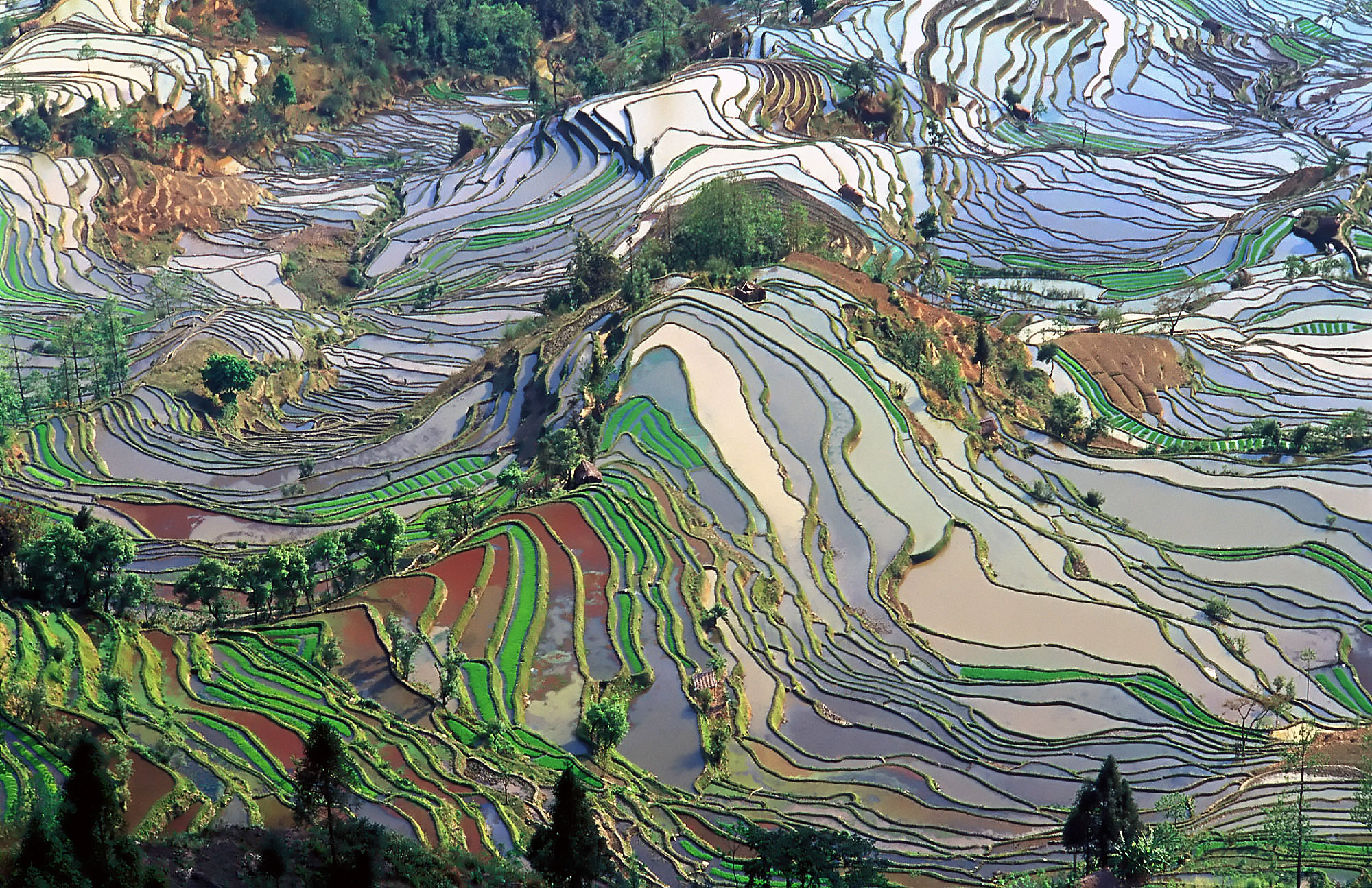
Ruộng bậc thang ở Vân Nam.

Khi nhà Minh mới thành lập, do hậu quả của chính sách cai trị tiền triều và gần hai chục năm chiến tranh, nền kinh tế Trung Quốc bị phá hoại nghiêm trọng, đời sống nhân dân rất khốn khổ. Minh Thái Tổ tạo mọi điều kiện thuận lợi cho việc khôi phục và phát triển sản xuất nông nghiệp như kêu gọi nhân dân khai khẩn đất hoang, cho họ có quyền sở hữu đất đai vĩnh viễn và không đánh thuế; kêu gọi dân lưu tán hồi hương, cấp cho ruộng hoang, ban phát bò cày, nông cụ, thóc giống, lương thực để họ vượt qua những khó khăn ban đầu. Nhà nước còn chú ý tới vấn đề thủy lợi, giảm nhẹ thuế khóa, cứu tế cho nhân dân những nơi bị mất mùa.
Qua một thời gian khôi phục, đầu thế kỷ 15, nông nghiệp lại có nhiều tiến bộ mới về kỹ thuật gieo mạ. Diện tích trồng trọt cũng vượt xa thời trước, sản lượng lương thực tăng nhiều. Cuối thời nhà Minh, khoai lang cùng nhiều loại cây trồng khác có nguồn gốc từ châu Mỹ như ngô, khoai tây, ớt và thanh long đã du nhập vào Trung Quốc thông qua các đoàn tàu buôn Tây Ban Nha. Sang thế kỷ 16, cây thuốc lá cũng được đưa từ Philipines vào trồng ở nước này.
Đầu triều đại, Minh Thái Tổ có quy định ruộng đất ban cấp cho các công thần, công hầu, thừa tướng nhiều nhất là 1 trăm khoảnh, còn thân vương thì được 1 nghìn khoảnh. Nhưng đến cuối thời nhà Minh, các thân vương, công chúa, sủng thần thường được ban cấp hàng chục, hàng trăm vạn mẫu như Phúc vương được ban 2 vạn khoảnh, hoạn quan Ngụy Trung Hiền được ban 1 vạn khoảnh. Các phú hào ở địa phương cũng chiếm hàng ức, hàng triệu mẫu, do đó ở miền ven biển đông nam có nơi cứ 10 người thì 9 người không có ruộng. Từ thời Minh Thế Tông (trị. 1521–1567), kho tàng nhà nước ngày một khánh kiệt.

### Thủ công nghiệp và thương mại

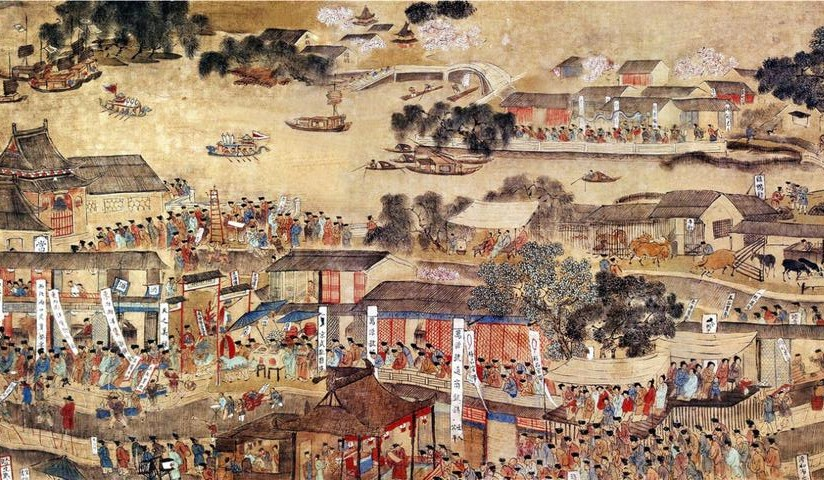
Nam đô phồn hội đồ của Cừu Anh miêu tả phong cảnh đô thị Nam Kinh thời nhà Minh.

Trung Quốc có nền thủ công nghiệp phát triển từ rất sớm. Đến thời trung đại, số ngành nghề càng nhiều, quy mô sản xuất càng lớn và kỹ thuật càng tinh xảo. Thời nhà Minh, người Trung Quốc đã biết dùng đất pha muối để xây lò luyện sắt, có nơi xây được những lò cao 1 trượng 2 thước, chứa được 1.000 kg quặng. Nhiều loại thuyền lớn dùng trong nghề hàng hải đã ra đời. Thuyền loại lớn cao ba bốn tầng, dài 44 trượng, rộng 18 trượng, chở được hàng trăm người, tầng trên cùng khi cần thiết có thể dùng làm nơi chiến đấu. Ngoài ra, các nghề có truyền thống lâu đời như nghề dệt, nghề làm đồ sứ, nghề in, đều có tiến bộ. Đến thế kỉ 16, nền kinh tế hàng hoá phát triển mạnh, các hình thức công xưởng thủ công mang tính chất chủ nghĩa tư bản đã xuất hiện mà chủ yếu là ở trong các nghề dệt, làm giấy, làm đồ sứ, luyện sắt.

Thợ thủ công bị nhà nước bóc lột nặng nề, vừa phải nộp thuế vừa phải thực hiện nghĩa vụ lao dịch bằng chính nghề của mình. Đầu thời nhà Minh, thợ thủ công cá thể được chia làm hai loại: loại ở kinh đô mỗi tháng phải làm việc cho nhà nước 10 ngày, và loại ở địa phương cứ 3 năm phải làm cho nhà nước 3 tháng. Những thợ thủ công nghèo khổ không có tư liệu sản xuất thì phải đi làm thuê cho nhà nước. Từ thế kỉ 16 về sau, một số thành phố vùng đông nam đã xuất hiện thợ làm thuê cho các chủ xưởng tư nhân. Chính sách bóc lột của nhà nước cũng dẫn đến nhiều hành động phản kháng của thợ thủ công chẳng hạn như trốn lao dịch, đến cuối thế kỉ 16 đầu thế kỉ 17 đã xuất hiện những cuộc bạo động chống các hoạn quan đến thu thuế công thương.

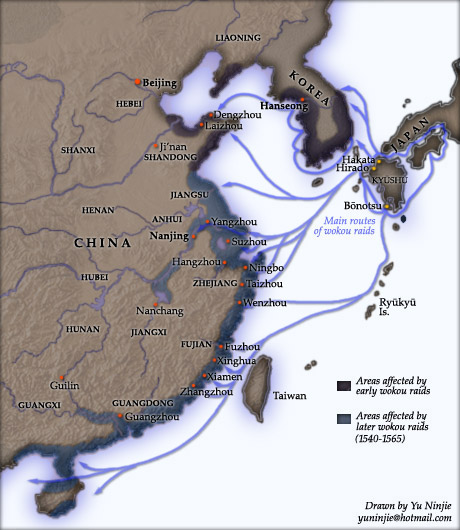
Các nhóm cướp biển Nhật Bản – Oa khấu – thường xuyên quấy nhiễu duyên hải đông nam Trung Quốc là một trong những lý do khiến nhà Minh áp dụng chính sách cấm biển.

Các hoàng đế nhà Minh tiếp tục duy trì chính sách coi nông nghiệp là nền tảng kinh tế trong khi thương mại chỉ đóng vai trò phụ – thứ cần thiết nhưng không đáng phải khuyến khích. Trong tư tưởng truyền thống Trung Hoa, thương mại và thương nhân thường bị cho là có liên quan tới với việc bán đắt với giá cắt cổ và hưởng thụ cuộc sống xa hoa vô độ. Vì thế sự phát triển quá mức của thương mại không chỉ gây hại cho kinh tế nông nghiệp thông qua việc tiêu tốn một số lượng lớn nhân lực của hoạt động trồng trọt mà còn làm hư hỏng xã hội nói chung.
Nhà Minh thực thi chính sách "cấm biển" cũng như nghiêm cấm người dân ra nước ngoài trong giai đoạn đầu và giữa triều đại. Trong những năm này, hình thức ngoại thương hợp pháp duy nhất là "mậu dịch triều cống". Chỉ những quốc gia gửi thuyền triều cống và đã có tên trong Đại Minh hội điển mới được phép buôn bán với Trung Quốc. Chính quyền nhà Minh mở ba cảng biển truyền thống đối với thế giới bên ngoài: Ninh Ba ở tỉnh Chiết Giang, Tuyền Châu ở tỉnh Phúc Kiến và Quảng Châu ở tỉnh Quảng Đông. Thương mại triều cống hoàn toàn bị triều đình kiểm soát và luôn được coi như là một bộ phận của ngoại thương quốc gia nhưng không được coi là hoạt động thương mại đơn thuần. Mãi tới cuối triều đại, chính sách cấm biển mới được gỡ bỏ, đem đến cho ngoại thương một không gian hợp pháp cho sự phát triển bình thường của nó, đặc biệt là đối với thương mại phi chính phủ (chỉ việc thường dân buôn bán với nước ngoài).
Chính sách ngoại thương của nhà Minh trước sau như một, đều có tính chất bảo thủ. Nó quan tâm tới sự an toàn của bản thân hoàng triều hơn là lợi ích kinh tế, thứ có thể thu được từ ngoại thương. Các thương nhân ngoại quốc buôn bán với Trung Quốc ở các cảng biển phải tiến hành thông qua các cơ quan do chính phủ chỉ định, việc giao thương trực tiếp với người Trung Quốc bị nghiêm cấm. Và quan trọng hơn, việc cho phép mọi người xuất ngoại không phải do chính phủ muốn mở rộng thị trường ngoài nước mà đơn giản chỉ là vì không thể ngăn cản người dân làm việc đó.

## Khoa học và kỹ thuật

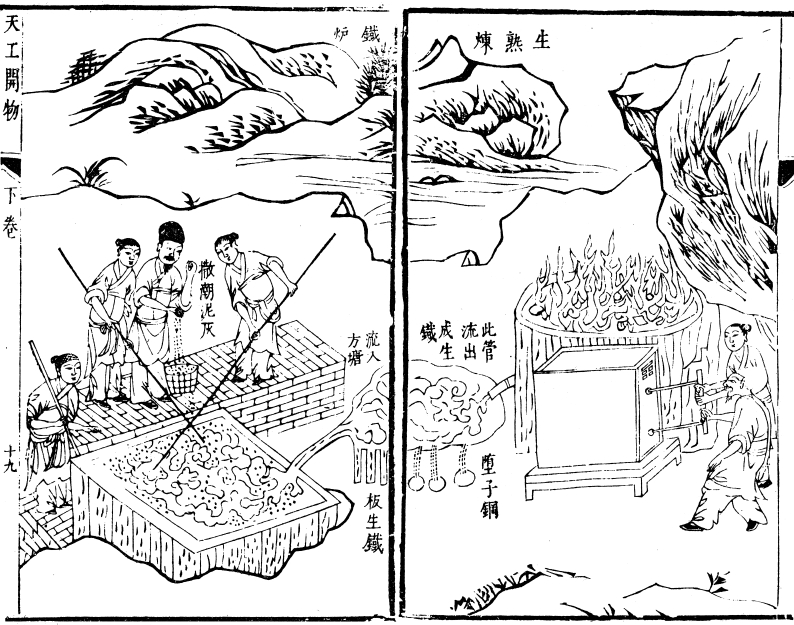
Quy trình nấu chảy quặng sắt để tạo thành gang và sau đó là rèn sắt. Hình minh họa bên phải cho thấy những người đàn ông đang làm việc trong một lò cao, lấy từ bách khoa toàn thư Thiên công khai vật, 1637.

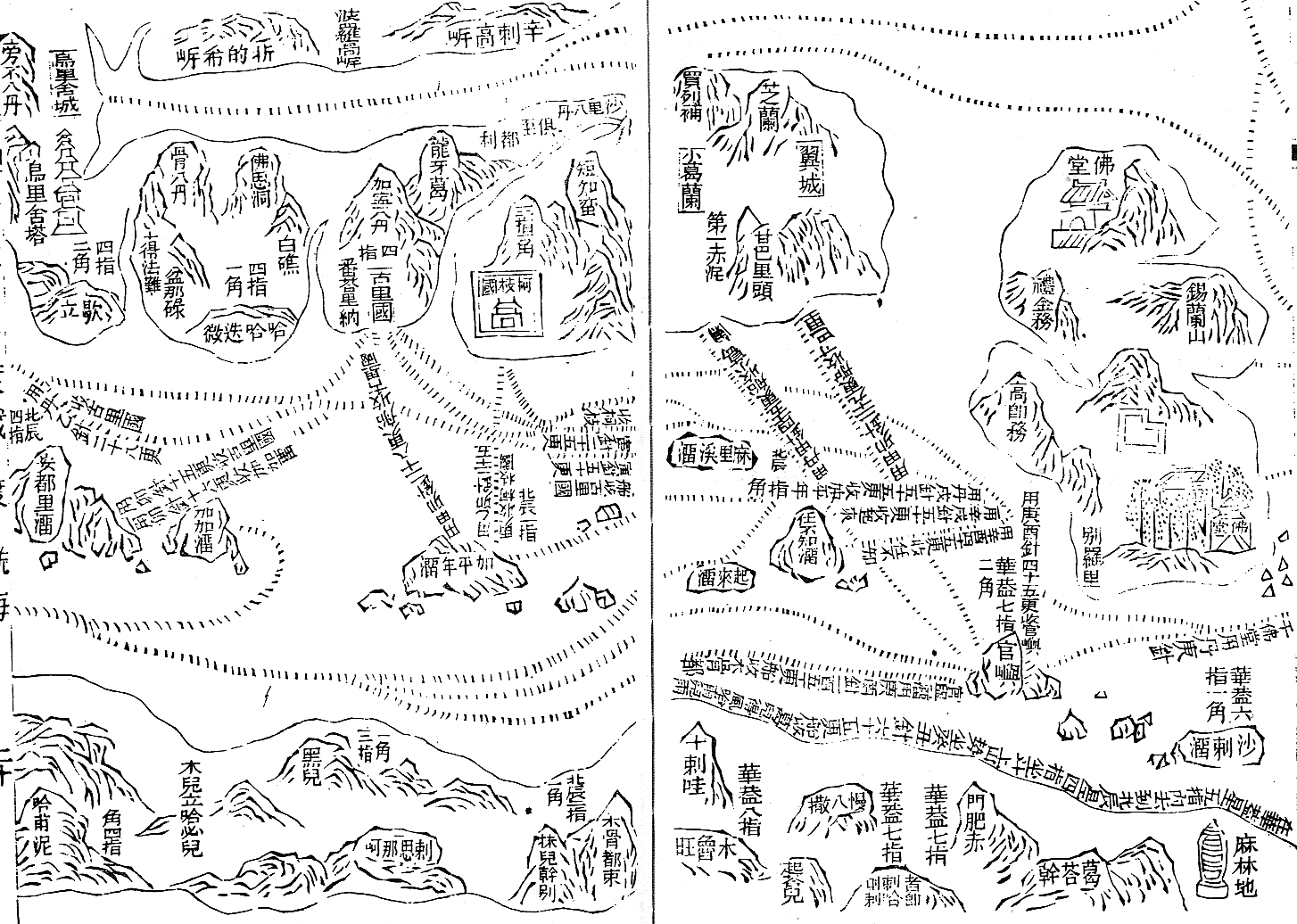
Bản đồ thế giới đã biết của Trịnh Hòa: Ấn Độ ở trên cùng, Tích Lan ở phía trên bên phải và Đông Phi ở phía dưới. Hướng thuyền buồm và khoảng cách được đánh dấu bằng cách sử dụng châm lộ hoặc la bàn xoay.

So với sự phát triển rực rỡ của khoa học và công nghệ thời nhà Tống, có lẽ thời nhà Minh chứng kiến ít tiến bộ hơn so với tốc độ khám phá của thế giới phương Tây. Trên thực tế, những tiến bộ khoa học quan trọng cuối thời nhà Minh được thúc đẩy nhờ sự giao thoa với châu Âu. Năm 1626, Johann Adam Schall von Bell viết Viễn kính thuyết, chuyên luận về kính thiên văn đầu tiên ở Trung Quốc. Năm 1634, Minh Tư Tông mua lại kính viễn vọng của Johann Schreck (1576–1630) quá cố. Mô hình hệ mặt trời nhật tâm đã bị các nhà truyền đạo Công giáo ở Trung Quốc bác bỏ, nhưng quan niệm của Johannes Kepler và Galileo Galilei vẫn từ từ du nhập vào Trung Quốc, bắt đầu với tu sĩ Dòng Tên người Ba Lan Michael Boym (1612–1659) vào năm 1627, luận thuyết của Adam Schall von Bell vào năm 1640, cuối cùng là Joseph Edkins, Alex Wylie và John Fryer vào thế kỷ 19. Các tu sĩ Dòng Tên quảng bá thuyết Copernic ở triều đình, nhưng đồng thời vẫn chấp nhận hệ Ptolemy trong các ghi chép của họ. Mãi tới năm 1865, tu sĩ Công giáo ở Trung Quốc mới bảo trợ cho mô hình nhật tâm như những người đồng cấp Tin lành đã làm. Mặc dù Thẩm Quát (1031–1095) và Quách Thủ Kính (1231–1316) đã đặt nền móng cho lượng giác Trung Quốc, không có công trình lớn nào khác về lượng giác được xuất bản mãi cho đến khi Từ Quang Khải và Matteo Ricci cho ra mắt tác phẩm của họ vào năm 1607. Trớ trêu thay, cuối thời nhà Minh, một số phát minh có nguồn gốc từ Trung Quốc cổ đại lại du nhập ngược trở lại nước này từ châu Âu, chẳng hạn như máy nghiền lưu động.
Nông lịch cần phải được cải cách vì nó đo lường không đủ một năm chí tuyến với 365 ¼ ngày. Sai số là 10 phút 14 giây trên một năm, tương đương với một ngày đầy đủ sau mỗi 128 năm. Mặc dù nhà Minh áp dụng Thụ thời lịch của Quách Thủ Kính – có độ chính xác như lịch Gregory – vào năm 1281, nhưng Khâm Thiên giám lại không thể tinh chỉnh định kỳ bộ lịch. Điều này có lẽ là do họ thiếu chuyên môn vì các chức quan ở Khâm Thiên giám vốn là cha truyền con nối và triều đình thì cấm tư nhân tham gia nghiên cứu thiên văn học. Hậu duệ đời thứ sáu của Minh Nhân Tông, "Thế tử" Chu Tái Dục (1536–1611), đã đề xuất sửa lịch vào năm 1595, nhưng bị Ty Thiên giám bảo thủ khước từ. Ông cũng là người khám phá ra hệ thống điều chỉnh cao độ "bình quân luật", gần như cùng lúc với Simon Stevin (1548–1620) ở châu Âu. Ngoài lý thuyết âm nhạc, Chu Tái Dục còn cho xuất bản các phát kiến về lịch của mình vào năm 1597. Một năm trước đó, Hình Vân Lộ từng đề xuất cải tiến lịch, nhưng rồi lại bị Chiêm sự Khâm Thiên giám từ chối do luật cấm hành nghề thiên văn tư nhân. Năm 1629, Hình Vân Lộ giúp Từ Quang Khải cải cách lịch theo chuẩn châu Âu.

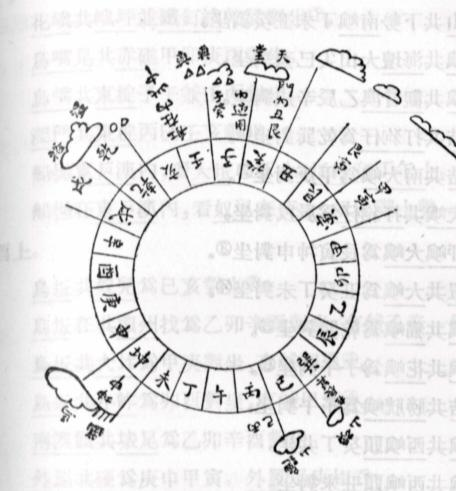
Biểu đồ la bàn 24 điểm được Trịnh Hòa sử dụng trong các chuyến thám hiểm của mình.

Khi tìm thấy các thiết bị cơ khí trong cung điện nhà Nguyên tại Đại Đô, Minh Thái Tổ liên hệ chúng với sự diệt vong của nhà Nguyên rồi cho tiêu hủy hết. Các tu sĩ Dòng Tên như Matteo Ricci và Nicolas Trigault từng đề cập ngắn gọn về đồng hồ Trung Quốc có bánh xe dẫn động. Tuy nhiên, cả Ricci và Trigault đều nhanh chóng chỉ ra rằng đồng hồ châu Âu thế kỷ 16 tiên tiến hơn nhiều so với các thiết bị đo thời gian phổ biến tại Trung Quốc mà họ liệt kê như đồng hồ nước, hương chung, và sa lậu.

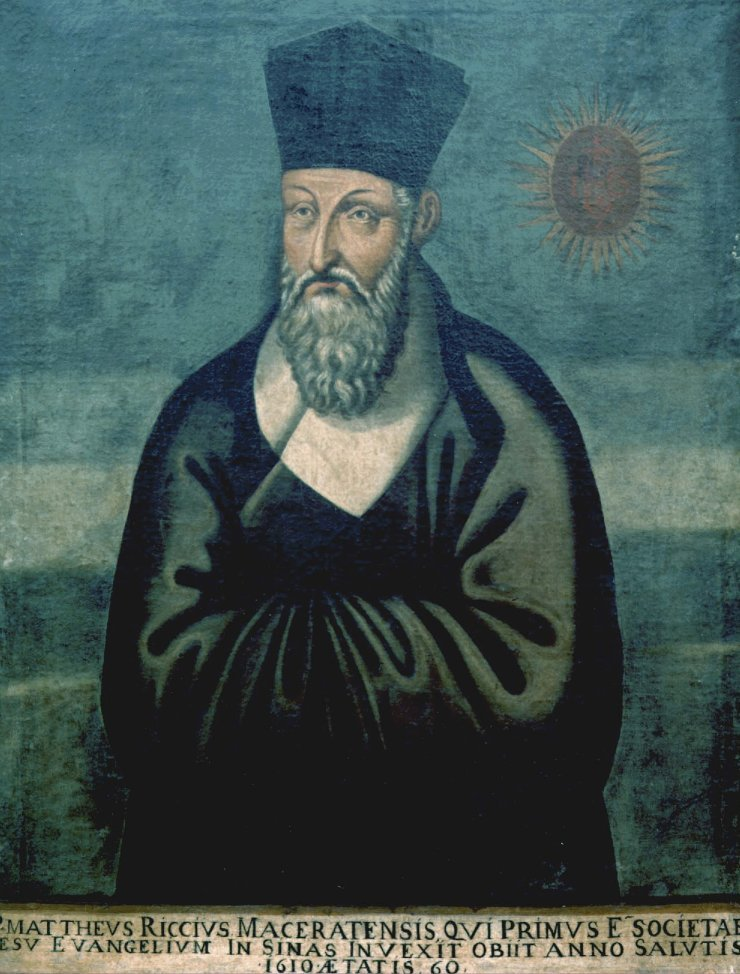
Chân dung Matteo Ricci, có tên được Latinh hóa thành Emmanuel Pereira, ghi ngày tháng năm mất.

Người Trung Quốc bị hấp dẫn bởi công nghệ châu Âu, và người châu Âu cũng hứng thú với công nghệ Trung Quốc. Năm 1584, Abraham Ortelius (1527–1598) đã giới thiệu trong tập bản đồ Theatrum Orbis Terrarum sáng kiến đặc biệt của người Trung Quốc trong việc gắn thêm buồm cho những chiếc xe rùa tương tự như trên thuyền mành. Sáng kiến này tiếp tục được đề cập trong các tác phẩm của Gonzales de Mendoza, Gerardus Mercator (1512–1594), John Milton (1608–1674), và Andreas Everardus van Braam Houckgeest (1739–1801). Nhà bác học Tống Ứng Tinh (1587–1666) đã ghi lại một loạt công nghệ, quy trình luyện kim, quy trình công nghiệp trong cuốn từ điển bách khoa Thiên công khai vật năm 1637 của ông. Thiên công khai vật viết về các thiết bị cơ khí hỗ trợ thủy lực cho nông nghiệp và thủy lợi, công nghệ hàng hải, quy trình trồng dâu nuôi tằm và dệt khung cửi, quy trình luyện kim, quy trình sản xuất, cách sử dụng các loại vũ khí thuốc súng.

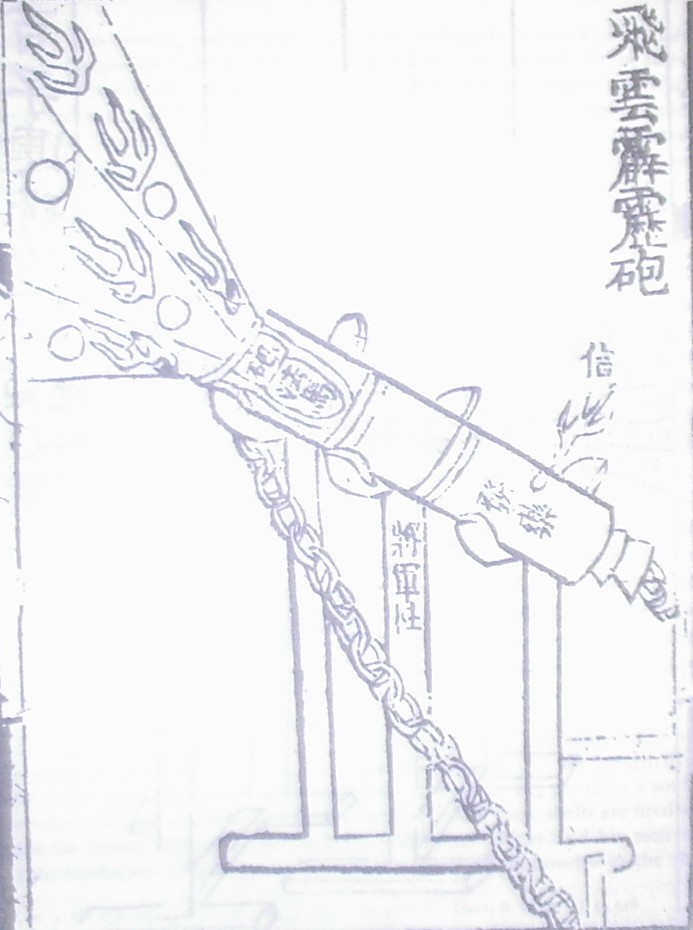
Một khẩu súng thần công trong Hỏa long kinh do Tiêu Ngọc và Lưu Bá Ôn biên soạn.

Tập trung vào nông nghiệp trong cuốn Nông chỉnh toàn thư của mình, nhà nông học Từ Quang Khải (1562–1633) quan tâm tới thủy lợi, phân bón, công tác cứu đói, cây trồng kinh tế và cây trồng dệt may, quan sát thực nghiệm các nguyên tố, mang lại cái nhìn sâu sắc về những tri thức hóa học sơ khai.
Đầu thời nhà Minh, vũ khí thuốc súng có nhiều tiến bộ và thiết kế mới, nhưng từ giai đoạn giữa triều đại trở đi, người Trung Quốc bắt đầu thường xuyên sử dụng pháo và súng cầm tay kiểu châu Âu. Hỏa long kinh được Tiêu Ngọc và Lưu Bá Ôn biên soạn trước khi Lưu Bá Ôn qua đời vào ngày 16 tháng 5 năm 1375 (phần lời tựa được Tiêu Ngọc thêm vào năm 1412), liệt kê nhiều loại vũ khí thuốc súng tiên tiến nhất đương thời. Có thể kể đến đạn pháo rỗng ruột nhồi thuốc súng; địa lôi có cơ chế kích hoạt phức tạp, thủy lôi; tên lửa có cánh gắn vây để điều khiển khí động học, tên lửa nhiều tầng; và súng thần công cầm tay.
Lý Thời Trân (1518–1593) sinh sống vào cuối thời nhà Minh, là một trong những nhà dược học và thầy thuốc nổi tiếng nhất lịch sử Trung Quốc. Ông là tác giả của Bản thảo cương mục, một cuốn sách giáo khoa y học mô tả 1.892 loại dược liệu. Dù có thể khởi nguồn từ nền y học dân gian lâu đời, mãi tới thế kỷ 16, phương pháp tiêm chủng mới được trình bày chi tiết trong các văn bản của người Trung Quốc. Dưới thời nhà Minh, khoảng năm mươi văn bản liên quan tới điều trị bệnh đậu mùa đã được xuất bản. Bàn chải đánh răng hiện đại được người Trung Quốc phát minh vào năm 1498 với phần lông bàn chải làm bằng lông lợn cứng.

## Dân số

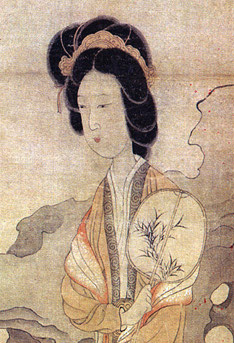
Điều mai đồ của Trần Hồng Thụ (1598–1652), khắc họa một người phụ nữ đang cầm chiếc quạt trên tay thưởng thức sắc đẹp của hoa mơ.

Giới sử gia Hán học đang tranh luận về số liệu dân số thực tế cho từng giai đoạn thời nhà Minh. Timothy Brook chỉ ra rằng dữ liệu điều tra dân số của triều đình nhà Minh là không rõ ràng vì nghĩa vụ sưu thuế khiến nhiều gia đình không khai báo đầy đủ nhân khẩu, và nhiều quan huyện cũng báo cáo thiếu số hộ gia đình mà họ quản lý. Qua số liệu thống kê sai lệch suốt cả triều đại, có thể thấy trẻ em thường bị tính sót, nhất là trẻ em gái. Số phụ nữ trưởng thành trên giấy tờ cũng thấp hơn thực tế; ví dụ, điều tra dân số phủ Đại Danh, Bắc Trực Lệ năm 1502 cho kết quả là 378.167 nam giới và 226.982 nữ giới. Triều đình đã cố gắng sửa đổi số liệu, sử dụng số nhân khẩu trung bình ước tính ở mỗi hộ, nhưng vẫn không giải quyết được vấn đề nan giải trong hoạt động đăng ký thuế. Sự mất cân bằng giới tính có một phần nguyên nhân đến từ hủ tục giết hại bé gái sơ sinh. Hủ tục này được ghi chép ở Trung Quốc cách đây hơn hai nghìn năm, và được các tác giả đương thời mô tả là "tràn lan", "hầu hết gia đình đều thực hiện". Tuy nhiên, nó vẫn khó mà giải thích được tỷ lệ chênh lệch giới tính đáng kinh ngạc, mà nhiều huyện báo cáo là vượt quá 2 nam/1 nữ vào năm 1586.

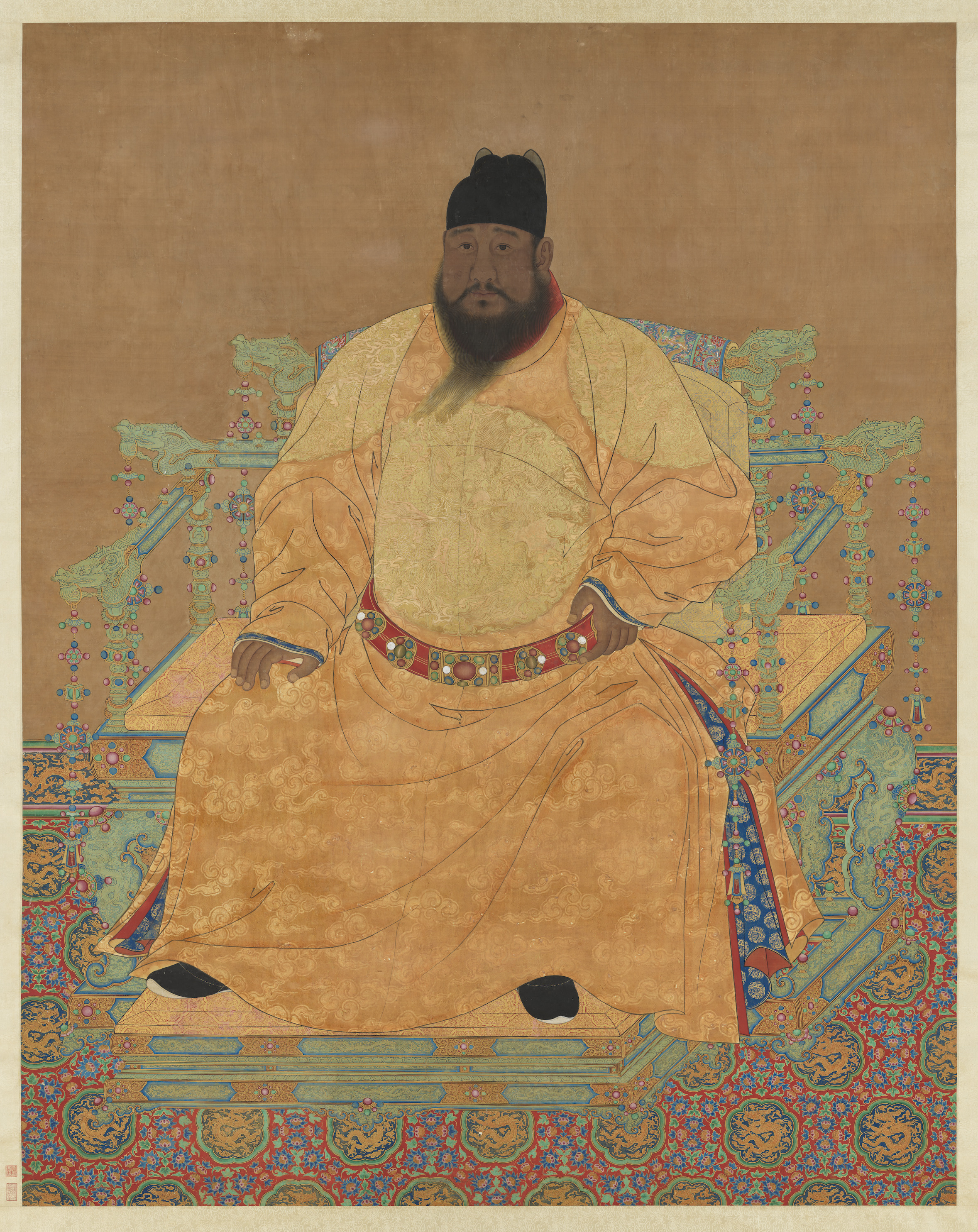
Minh Tuyên Tông tuyên bố vào năm 1428 rằng dân số nhà Minh đang suy giảm do hoạt động xây dựng cung điện và các chuyến viễn chinh quân sự. Nhưng thực tế dân số vẫn đang tăng lên, điều được một tổng đốc Nam Trực Lệ ghi nhận trong báo cáo năm 1432.

Theo đợt điều tra dân số năm 1381, dân số cả nước là 59.873.305 người; tuy nhiên, con số này giảm đáng kể khi triều đình phát hiện ra rằng khoảng 3 triệu người đã mất tích trong đợt điều tra thuế năm 1391. Mặc dù hành vi khai báo thiếu nhân khẩu bị khép tội tử hình vào năm 1381, nhu cầu sinh tồn vẫn thúc đẩy nhiều người bỏ đăng ký thuế và lang thang khắp khu vực cư trú. Để giảm thiểu tình trạng này, triều đình nhà Minh đã điều chỉnh số liệu một cách dè dặt hơn. Năm 1393, họ ước tính dân số là 60.545.812 người. Trong Studies on the Population of China, Hà Bỉnh Lệ đề xuất nên sửa đổi số liệu lên thành 65 triệu người, vì ông cho là đợt điều tra dân số năm 1393 đã bỏ sót Hoa Bắc và vùng biên giới rộng lớn. Brook chỉ ra rằng số liệu trong các đợt điều tra sau năm 1393 dao động từ 51 đến 62 triệu người trong khi dân số vẫn tăng. Ngay cả Minh Hiếu Tông (trị. 1487–1505) cũng phải nhận xét rằng dân số đang tăng tỷ lệ nghịch với số lượng thường dân và binh lính có tên trong sổ sách. William Atwell ước tính dân số Trung Quốc vào khoảng năm 1400 là 90 triệu người.
Để tìm kiếm bằng chứng cho sự gia tăng dân số ổn định, giới sử gia chuyển hướng sang nghiên cứu các tập địa chí. Brook ước tính dân số toàn quốc dưới thời Minh Hiến Tông (trị. 1464–1487) là khoảng 75 triệu người, mặc dù số liệu nhà Minh công bố chỉ là 62 triệu. Giữa thời nhà Minh, nhiều châu phủ trên khắp đế quốc đều báo cáo quy mô dân số đang giảm dần hoặc tăng chậm, nhưng các tập địa chí thì lại cho thấy có một lượng lớn lao động nhập cư ở khắp các vùng miền và do không đủ đất canh tác nên họ sớm trở thành những kẻ lang bạt, lừa đảo, hoặc tiều phu góp phần vào nạn phá rừng. Minh Hiếu Tông và Minh Vũ Tông đã giảm bớt hình phạt với những người cố ý tha hương, trong khi Minh Thế Tông (trị. 1521–1567) thì lại yêu cầu tiến hành đăng ký thuế cho người di cư ở tất cả những nơi họ từng sinh sống hoặc lẩn trốn nhằm thu thuế một cách triệt để nhất.
Ngay cả khi Minh Thế Tông đã thực hiện các cải cách hòng kiểm soát trên giấy tờ lao động và thương nhân nhập cư, vào cuối thời nhà Minh, công tác điều tra dân số vẫn không thể phản ánh tốc độ gia tăng nhân khẩu chóng mặt. Nhiều tập địa chí trên khắp đế quốc cũng ghi nhận điều này và tự đưa ra ước tính dân số toàn quốc, một số cho rằng dân số đã tăng gấp hai, gấp ba, hoặc thậm chí là gấp năm lần kể từ năm 1368. Fairbank phỏng đoán rằng dân số nhà Minh có lẽ là 160 triệu người vào cuối triều đại, Brook cho là 175 triệu, Ebrey thì đưa ra con số 200 triệu. Tuy nhiên, năm 1641, một trận đại dịch thâm nhập vào Trung Quốc qua phía tây bắc đã gây thiệt hại nhân mạng nặng nề cho các khu vực đông đúc dọc Đại Vận Hà; một tập địa chí ở miền bắc Chiết Giang ghi nhận hơn một nửa dân số ngả bệnh trong năm đó, và 90% cư dân tại một khu vực cụ thể đã chết vào năm 1642.
Những con số trong báo cáo điều tra dân số chính thức không đáng tin cậy nhưng vẫn có ý nghĩa nhất định khi làm so sánh quy mô dân số giữa các tỉnh:
| | 1393   | 1491   | 1578   |
| --- | ------ | ------ | ------ |
| Lưu vực sông Hoàng Hà |        |        |        |
| Bắc Kinh | 1,929  | 3,424  | 3,422  |
| Sơn Đông | 5,255  | 6,759  | 5,664  |
| Hà Nam | 1,912  | 4,360  | 5,193  |
| Sơn Tây | 4,072  | 4,360  | 5,319  |
| Thiểm Tây | 2,316  | 3,912  | 4,502  |
| Lưu vực sông Dương Tử |        |        |        |
| Nam Kinh | 10,755 | 9,298  | 10,497 |
| Chiết Giang | 10,487 | 5,305  | 5,153  |
| Giang Tây | 8,982  | 6,549  | 5,859  |
| Hồ Quảng | 4,702  | 3,781  | 4,398  |
| Tứ Xuyên | 1,466  | 2,598  | 3,012  |
| Cực nam và tây nam |        |        |        |
| Phúc Kiến | 3,916  | 2,016  | 1,738  |
| Quảng Đông | 3,007  | 1,817  | 5,400  |
| Quảng Tây | 1,482  | 1,676  | 1,186  |
| Vân Nam | 0,259  | 0,125  | 1,476  |
| Quý Châu | –      | 0,258  | 0,290  |
| Tổng | 60,537 | 56,238 | 63,109 |
| Nguồn: Minh sử, quyển 40–46. Người ta thường cho rằng số liệu năm 1393 có thể tương đối hợp lý, nhưng số liệu năm 1491 và 1578 thì sai sót trầm trọng – vào năm 1600, tổng dân số thực tế đã tăng lên tới hơn 100 triệu, có lẽ gần 200 triệu. |        |        |        |